# かいけつゾロリ
『かいけつゾロリ』は、ポプラ社から出版されている原ゆたか作の児童書シリーズ、並びに同書を原作としたOVA・アニメーション映画・テレビアニメ・漫画および、その主人公の名前。通称「ゾロリ」。

## 概要
擬人化された動物が暮らす世界（作中では地球の日本として扱われる）を舞台に、キツネの主人公ゾロリと、ゾロリの子分で双子のイノシシ兄弟イシシとノシシが、修行の旅をしながら行く先々で活躍するというストーリー。1987年11月にシリーズ第一作『かいけつゾロリのドラゴンたいじ』が発表されてから、年2回の刊行ペースで66巻まで出版されている（2020年4月現在）。幼稚園児〜小学生を中心に高い人気を誇る同シリーズだが、特に2000年代半ばから後半にかけて、当時の小学生の間で大人気となり、社会現象化した。
シリーズの発行部数は2020年11月時点で累計3500万部を突破している 。なかでも第31作『かいけつゾロリのてんごくとじごく』は初版にゾロリのフィギュアを同梱し20万部を発行 し、第36作『かいけつゾロリたべられる!!』は一般書でも破格の初版50万部を記録した（初回特典なし）。
ゾロリは元々ほうれんそうマンシリーズ（著者：みづしま志穂）の悪役だったが、「ほうれんそうマン」シリーズの終了に伴い、みづしま志穂了承の元にスピンオフとして単独シリーズを持つにあたった。両シリーズの共通点としては『ほうれんそうマンのゆうれいじょう』の結末部分（ゾロリが城を手放して旅立つ描写がある）が『かいけつゾロリのドラゴンたいじ』の冒頭に繋がること（本文には『ゾロリがかえってきた』との記述がある）、ゾロリの野望にゾロリ城パート2の建設の可能性があること、一部登場人物が引き続き登場すること（ゾロリーヌとようかい学校の先生、顔見せ程度の登場にスミレちゃんや牧師ロボなど）などが挙げられるが、どれも全体としては些細な描写に過ぎず、「ゾロリ」シリーズ自体は「ほうれんそうマン」シリーズの予備知識がなくても問題なく楽しめる内容となっている。
主線のはっきりした絵柄で、漫画風にキャラクターの台詞に吹き出しが使われるなど、英語でコミックにも近い作風である。本文や台詞は難しい漢字は使われておらず、また、振り仮名がふられており小学校低学年程度なら一人でも十分に読める内容になっている。
また、シリーズを通して低年層読者を飽きさせない工夫や冗談がいくつも見られ、ゾロリたち登場人物が読者に語り掛けるいわゆるメタ発言が目立つほか小学校でよく読まれるいわゆる「児童図書」であるにもかかわらず、おなら、げっぷといった下ネタの多さから時折保護者やPTA向けのおわびが載せられることが多い。他にもゾロリが絶体絶命の時やゾロリシリーズ終焉を迎えそうなときはウソの今後のお知らせが含まれることが多い。これも演出であり、その後しっかりとゾロリが事態を打開している。逆に『大かいじゅう』のようにゾロリが加害者側に回り、残虐なシーンになるからといって次のページを飛ばすよう指示がある場合などは、失敗に終わっている。『大きょうりゅう』では、ゾロリが恐竜を捕えて檻に入れ、カリギュラ効果を利用した展開も用いられた。
サッカークラブの「ゾロリーグ（ズルリーグ）」やゲームの「ボケーットモンスター（パッチリモンスター）」など、刊行当時の流行をさかんに取り入れているのも特徴的。刊行当時にブレイクしたお笑い芸人のネタを扱っていることも多い 。
なお、キツネはスペイン語で "zorro" であり、「かいけつゾロリ」というタイトルは怪傑ゾロ  (The Mark of Zorro) に由来すると作者が公言している。
2017年には、警視庁が発行する子供向け万引き防止ポスターのイメージキャラクターにも起用された。
2022年7月発行の『かいけつゾロリ にんじゃおばけあらわる！』で71巻目に達し、「同一作者によって物語とイラストが執筆された単一児童書シリーズの最多巻数」として同年10月24日付でギネス世界記録に認定された。

## メディアミックス
- 1989年に「ドラゴンたいじ」・「きょうふのやかた」・「まほうつかいのでし」の3作がOVAで天田印刷加工から発売。
- 1990年にOVA第2弾として「大かいぞく」・「ゆうれいせん」・「チョコレートじょう」の3作の製作が発表されたが、こちらは諸事情により発売中止となった。
- 1993年『それいけ!アンパンマン 恐竜ノッシーの大冒険』との併映作として短編アニメーション映画『かいけつゾロリ』（まほう使いのでし・大かいぞくの宝さがし）（日本テレビ製作）が公開される。この時点でテレビアニメの製作も検討されていたが、スポンサーが決まらなかったため延期となった。
- 2002年にはビジュアルサイエンス研究所より、非売品のオリジナルVHSビデオ「恐怖の花嫁大作戦」が出された。監督は大畑晃一。
- 2003年12月6日 児童向けコミック誌『月刊プレコミックブンブン』創刊号から漫画化（※作者はきむらひろき）。なお、漫画版は世界観が原作と異なり、ゾロリら以外のキャラクターが一新されている。
- 2004年2月1日から、テレビ朝日系列（メ〜テレ制作）で初のテレビアニメ化、漫画・テレビアニメ化に合わせてバンダイがテレビゲームや玩具を発売するなど、幅広い展開がなされた。2004年2月1日から放送開始され、放送当初1年間の放送予定だったが好評につき延長。2年目の2005年2月13日からタイトルを『まじめにふまじめ かいけつゾロリ』に改題の上、2007年1月28日まで3年間放送された。なお、担当声優の山寺宏一（ゾロリ役）、愛河里花子（イシシ役）、くまいもとこ（ノシシ役）は以降の劇場版やメディア作品などで同じ配役を演じることが多くなった。
- 2006年3月11日には初の長編映画『まじめにふまじめ かいけつゾロリ なぞのお宝大さくせん』（同時上映『超劇場版ケロロ軍曹』）が公開された。
- 2012年12月22日に初の単独上映の長編映画『映画かいけつゾロリ だ・だ・だ・だいぼうけん!』が、2013年12月14日には『映画かいけつゾロリ まもるぜ!きょうりゅうのたまご』、2015年9月12日には『映画かいけつゾロリ うちゅうの勇者たち』、2017年11月25日には『映画かいけつゾロリ ZZのひみつ』が公開された。
- 2019年に新シリーズとして再びアニメ化されることが発表。『もっと!まじめにふまじめ かいけつゾロリ』のタイトルで2020年4月から11月までの第1期と2021年4月から10月の第2期と2022年4月から9月の第3期に分割してNHK Eテレで放送された。アニメーション制作は2004年以降の体制を引き継ぐ形でバンダイナムコピクチャーズと亜細亜堂が担当する[4]。

## 書籍

### 原作
- 太字はアニメもしくは映画化された書籍。
- 2作完結の一部の作品の表紙は合わせると一つの絵になるものもある。
- 1作目の『ドラゴンたいじ』のみ、前身のほうれんそうマンシリーズと同じ『ポプラ社の小さな童話』シリーズ、2作目以降は『ポプラ社の新・小さな童話』シリーズの作品群として刊行されており、それに伴って作品タイトルの題字フォントが1作目と2作目以降とで異なる（63作目のみ、1作目からの直結の続編ということから、表紙が1作目のオマージュとなっているため『小さな童話』シリーズ共通の題字フォントが再度使用されている）。

1. かいけつゾロリのドラゴンたいじ（1987年11月発売、ISBN 4-591-02654-X）
2. かいけつゾロリのきょうふのやかた（1988年5月発売、ISBN 4-591-03001-6）
3. かいけつゾロリのまほうつかいのでし（1988年11月発売、ISBN 4-591-03005-9）
4. かいけつゾロリの大かいぞく（1989年5月発売、ISBN 4-591-03015-6）※『まほうつかいのでし』からの続き
5. かいけつゾロリのゆうれいせん（1989年10月発売、ISBN 4-591-03024-5）※『大かいぞく』からの続き
6. かいけつゾロリとチョコレートじょう（1990年2月発売、ISBN 4-591-03028-8）※原作のみ『ゆうれいせん』の最後に伏線が張られる
7. かいけつゾロリの大きょうりゅう（1990年8月発売、ISBN 4-591-03035-0）
8. かいけつゾロリのきょうふのゆうえんち（1991年2月発売、ISBN 4-591-03043-1）
9. かいけつゾロリのママだーいすき（1991年8月発売、ISBN 4-591-03052-0）
10. かいけつゾロリの大かいじゅう（1992年1月発売、ISBN 4-591-03058-X）※原作のみ冒頭と『ママだーいすき』の最後が繋がる
11. かいけつゾロリのなぞのうちゅうじん（1992年7月発売、ISBN 4-591-03066-0）
12. かいけつゾロリのきょうふのプレゼント（1992年12月発売、ISBN 4-591-03075-X）
13. かいけつゾロリのなぞなぞ大さくせん（1993年6月発売、ISBN 4-591-03086-5）
14. かいけつゾロリのきょうふのサッカー（1993年12月発売、ISBN 4-591-03095-4）
15. かいけつゾロリつかまる!!（1994年7月発売、ISBN 4-591-04400-9）
16. かいけつゾロリとなぞのひこうき（1994年11月発売、ISBN 4-591-04623-0）
17. かいけつゾロリのおばけ大さくせん（1995年6月発売、ISBN 4-591-04801-2）
18. かいけつゾロリのにんじゃ大さくせん（1995年12月発売、ISBN 4-591-04898-5）※原作のみ『おばけ大さくせん』の最後に伏線が張られる
19. かいけつゾロリけっこんする!?（1996年7月発売、ISBN 4-591-05132-3）
20. かいけつゾロリ 大けっとう!ゾロリじょう（1996年12月発売、ISBN 4-591-05232-X）
21. かいけつゾロリのきょうふのカーレース（1997年7月発売、ISBN 4-591-05433-0）
22. かいけつゾロリのきょうふの大ジャンプ（1997年12月発売、ISBN 4-591-05521-3）※原作のみ『きょうふのカーレース』の随所に伏線が張られる
23. かいけつゾロリの大金もち（1998年7月発売、ISBN 4-591-05743-7）
24. かいけつゾロリのテレビゲームききいっぱつ（1998年12月発売、ISBN 4-591-05881-6）
25. かいけつゾロリのきょうふの宝さがし（1999年7月発売、ISBN 4-591-06133-7）
26. かいけつゾロリ ちきゅうさいごの日（1999年12月発売、ISBN 4-591-06235-X）
27. かいけつゾロリのめいたんていとうじょう（2000年7月発売、ISBN 4-591-06503-0）※原作のみ『ちきゅうさいごの日』の裏表紙のカバーに伏線が張られる
28. かいけつゾロリぜったいぜつめい（2000年12月発売、ISBN 4-591-06641-X）
29. かいけつゾロリのきょうふのカーニバル（2001年7月発売、ISBN 4-591-06891-9）
30. かいけつゾロリ あついぜ!ラーメンたいけつ（2001年12月発売、ISBN 4-591-07045-X）
31. かいけつゾロリのてんごくとじごく（2002年7月発売、ISBN 4-591-07308-4）
32. かいけつゾロリのじごくりょこう（2002年12月発売、ISBN 4-591-07446-3）※『てんごくとじごく』の続き
33. かいけつゾロリのようかい大リーグ（2003年7月発売、ISBN 4-591-07774-8）
34. かいけつゾロリとなぞのまほう少女（2003年11月発売、ISBN 4-591-07928-7）
35. かいけつゾロリとまほうのへや（2004年7月発売、ISBN 4-591-08191-5）※『なぞのまほう少女』の続き
36. かいけつゾロリたべられる!!（2004年12月発売、ISBN 4-591-08365-9）
37. かいけつゾロリの大どろぼう（2005年7月発売、ISBN 4-591-08734-4）
38. かいけつゾロリのなぞのおたから大さくせん 前編（2005年12月発売、ISBN 4-591-08975-4）
39. かいけつゾロリのなぞのおたから大さくせん 後編（2006年3月発売、ISBN 4-591-09184-8）
40. かいけつゾロリ まもるぜ!きょうりゅうのたまご（2006年12月発売、ISBN 4-591-09512-6）
41. かいけつゾロリ たべるぜ!大ぐいせんしゅけん（2007年7月発売、ISBN 978-4-591-09836-3）
42. かいけつゾロリ やせるぜ!ダイエット大さくせん（2007年12月発売、ISBN 978-4-591-10014-1）※原作のみ『たべるぜ!大ぐいせんしゅけん』の続き
43. かいけつゾロリ カレーVS.ちょうのうりょく（2008年7月発売、ISBN 978-4-591-10396-8）※原作のみ冒頭と『やせるぜ!ダイエット大さくせん』の最後が繋がる
44. かいけつゾロリ イシシ・ノシシ大ピンチ!!（2008年12月発売、ISBN 978-4-591-10687-7）
45. かいけつゾロリ きょうふのちょうとっきゅう（2009年7月発売、ISBN 978-4-591-11059-1）
46. かいけつゾロリ きょうふのようかいえんそく（2009年12月発売、ISBN 978-4-591-11273-1）
47. かいけつゾロリのだ・だ・だ・だいぼうけん! 前編（2010年7月発売、ISBN 978-4-591-11951-8）
48. かいけつゾロリのだ・だ・だ・だいぼうけん! 後編（2010年12月発売、ISBN 978-4-591-12200-6）
49. かいけつゾロリのはちゃめちゃテレビ局（2011年7月発売、ISBN 978-4-591-12507-6）
50. かいけつゾロリ はなよめとゾロリじょう（2011年12月発売、ISBN 978-4-591-12682-0）
51. かいけつゾロリのメカメカ大さくせん（2012年7月発売、ISBN 978-4-591-12996-8）
52. かいけつゾロリ なぞのスパイとチョコレート（2012年12月発売、ISBN 978-4-591-13169-5）
53. かいけつゾロリ なぞのスパイと100本のバラ（2013年7月発売、ISBN 978-4-591-13512-9）※原作のみ『なぞのスパイとチョコレート』の続き
54. かいけつゾロリのまほうのランプ〜ッ（2013年12月発売、ISBN 978-4-591-13691-1）
55. かいけつゾロリの大まじんをさがせ!!（2014年7月発売、ISBN 978-4-591-14057-4）※『まほうのランプ〜ッ』の続き
56. かいけつゾロリのクイズ王[注 4]（2014年12月発売、ISBN 978-4-591-14233-2）
57. かいけつゾロリのようかい大うんどうかい（2015年7月発売、ISBN 978-4-591-14583-8）
58. きえた!?かいけつゾロリ[注 5]（2015年12月発売、ISBN 978-4-591-14753-5）
59. かいけつゾロリのおいしい金メダル（2016年7月発売、ISBN 978-4-591-15068-9）
60. かいけつゾロリの王子さまになるほうほう（2016年12月発売、ISBN 978-4-591-15261-4）
61. かいけつゾロリのかいていたんけん（2017年7月発売、ISBN 978-4-591-15492-2）
62. かいけつゾロリのちていたんけん（2017年12月発売、ISBN 978-4-591-15619-3）※『かいていたんけん』の続き
63. かいけつゾロリのドラゴンたいじ2（2018年7月発売、ISBN 978-4-591-15916-3）
64. かいけつゾロリ ロボット大さくせん（2018年12月発売、ISBN 978-4-591-16069-5）
65. かいけつゾロリ うちゅう大さくせん（2019年7月発売、ISBN 978-4-591-16325-2）※『ロボット大さくせん』の続き
66. かいけつゾロリ スターたんじょう（2019年12月発売、ISBN 978-4-591-16462-4）
67. かいけつゾロリのレッドダイヤをさがせ!!（2020年6月発売、ISBN 978-4-591-16683-3）
68. かいけつゾロリ きょうふのエイリアン（2020年12月発売、ISBN 978-4-591-16849-3）
69. かいけつゾロリ ゾワゾワゾクゾクようかいまつり（2021年7月発売、ISBN 978-4-591-17053-3）
70. かいけつゾロリ きょうふのダンジョン（2021年12月発売、ISBN 978-4-591-17215-5）
71. かいけつゾロリ にんじゃおばけあらわる!（2022年7月発売、ISBN 978-4-591-17446-3）
72. かいけつゾロリ きょうりゅうママをすくえ!（2022年12月発売、ISBN 978-4-591-17568-2）※『にんじゃおばけあらわる!』の続き
73. かいけつゾロリ いきなり王さまになる?（2023年7月発売、ISBN 978-4-591-17843-0）
74. かいけつゾロリ ノシシいきなり王さまになる! （2023年12月発売、ISBN 978-4-591-18005-1）※『いきなり王さまになる?』の続き
75. かいけつゾロリ いただき!!なぞのどデカダイアモンド（2024年12月発売、ISBN 978-4-591-18404-2）

### トイブック（2001年 - ）
- かいけつゾロリのおたからブック（2001年11月発売、ISBN 4-591-06986-9）
- ゾロリしんぶん大しゅうごう（2004年12月発売、ISBN 4-591-08320-9）
- かいけつゾロリ ゆめのハッスル歌謡ショー（2006年7月発売、ISBN 4-591-09316-6）

### アニメブック（2012年 - ）
- かいけつゾロリのだ・だ・だ・だいぼうけん! 中編（2012年1月配布、非売品）
- かいけつゾロリのなぞのファミリーヒストリー（2017年1月配布、非売品）

### コミック版（2004年 - 2009年）
1. ゾロリのうらしま太郎（2004年9月発売、ISBN 4-591-08264-4）
2. ゾロリのもも太郎（2005年3月発売、ISBN 4-591-08557-0）
3. ゾロリの白雪姫（2005年9月発売、ISBN 4-591-08644-5）
4. ゾロリのかぐや姫（2006年3月発売、ISBN 4-591-09010-8）
5. ゾロリの赤ずきん（2006年9月発売、ISBN 4-591-09430-8）
6. ゾロリのおむすびころりん（2007年3月発売、ISBN 978-4-591-09738-0）
7. かいけつゾロリのはだかの王さま（2007年12月発売、ISBN 978-4-591-10031-8）
8. かいけつゾロリのアラジンと魔法のランプ（2008年7月発売、ISBN 978-4-591-10421-7）
9. かいけつゾロリのジャックと豆の木（2008年12月発売、ISBN 978-4-591-10625-9）
10. かいけつゾロリの眠りの森の姫（2009年6月発売、ISBN 978-4-591-11027-0）

### ゾロリ2 in 1（2005年 - 2006年）
1. かいけつゾロリのドラゴンたいじ/きょうふのやかた（2005年10月発売、ISBN 4-591-08880-4）（1作 〜 2作収録）
2. かいけつゾロリのまほうつかいのでし/大かいぞく（2005年11月発売、ISBN 4-591-08928-2）（3作 〜 4作収録）
3. かいけつゾロリのゆうれいせん/チョコレートじょう（2006年1月発売、ISBN 4-591-09036-1）（5作 〜 6作収録）
4. かいけつゾロリの大きょうりゅう/きょうふのゆうえんち（2006年5月発売、ISBN 4-591-09255-0）（7作 〜 8作収録）
5. かいけつゾロリのママだーいすき/大かいじゅう（2006年10月発売、ISBN 4-591-09463-4）（9作 〜 10作収録）

### イシシとノシシのスッポコヘッポコへんてこ話（2007年 - ）
1. へいきのヘイタ（2007年10月発売、ISBN 978-4-591-09931-5）
2. オーボラーラ男爵の大冒険（2009年3月発売、ISBN 978-4-591-10530-6）
3. 百桃太郎（2019年5月発売、ISBN 978-4-591-16262-0）

### 単行本
- かいけつゾロリのなぞなぞ200連発!（2012年7月発売、ISBN 978-4-591-12993-7）
- かいけつゾロリのおやじギャグ200連発!（2012年7月発売、ISBN 978-4-591-12987-6）
- ゾロリ式おやじギャグドリル（2012年10月発売、ISBN 978-4-591-13093-3）
- かいけつゾロリのめいろ＆パズル200連発!（2013年10月発売、ISBN 978-4-591-13617-1）
- かいけつゾロリのもっと! なぞなぞ200連発!（2014年10月発売、ISBN 978-4-591-14111-3）
- かいけつゾロリの対決! ブルル・コブル200連発!（2015年2月発売、ISBN 978-4-591-14290-5）
- かいけつゾロリ大図鑑 キャラクター大全（2018年10月発売、ISBN 978-4-591-15844-9）
- かいけつゾロリの まいにちなぞなぞ1年分（2020年6月発売、ISBN 978-4-591-16630-7）
- かいけつゾロリの まいにちおやじギャグ1年分 （2020年6月発売、ISBN 978-4-591-16629-1）
- かいけつゾロリの まいにちおもしろクイズ1年分（2020年11月発売、ISBN 978-4-591-16832-5）
- かいけつゾロリのちょ〜いたずらさがしえ333（2021年9月発売、ISBN 978-4-591-17069-4）
- かいけつゾロリと2つのおかし工場からの脱出（2022年1月発売、ISBN 978-4-591-17226-1）
- かいけつゾロリのちょ〜いたずらてんつなぎ（2022年5月発売、ISBN 978-4-591-17367-1）
- かいけつゾロリのゲーム＆コミックブック ゾロリパーティー 〜おかしコレクション〜（2022年5月発売、ISBN 978-4-591-17386-2）
- かいけつゾロリのわくわくクイズ200本ノック!（2022年6月発売、ISBN 978-4-591-17406-7）

## 登場キャラクター
声優は特記無いものはTVアニメ版のものとする。ゾロリ、イシシ、ノシシを演じた山寺、愛河、くまいの3名は、2018年5月5日NHK総合テレビで放送された、本作メイキングを交えた原への密着取材型ドキュメンタリー番組『かいけつゾロリ 作者 原ゆたかの ハラハラ の ひみつ』でも各キャラクターの声を演じた。

### レギュラーキャラクター
ゾロリ
- 声 - 
  - 二又一成（OVA版）
  - 神谷明（1993年劇場版）
  - 松本保典（非売品ビデオ版）
  - 山寺宏一（TV版）
  - 福山潤（TV版・幼体化時）、
  - 伊東みやこ（TV版・回想時、第2期15話、『映画かいけつゾロリ まもるぜ!きょうりゅうのたまご』のみ）
  - 愛河里花子（第2期25話後半、26話終盤のみ）

本シリーズの主人公。指名手配犯（『つかまる!!』以降）。
「いたずらの王者になること（一部の回では悪の王者になっていた）」、「可愛いお嫁さんをもらうこと」、「自分の城を持つこと」を目的に修行の旅を続けているが、日頃の行いや自身のドジな所と人の良さゆえ大半は貰えず仕舞いで終わっている。一人称は「俺様」。メカニックとしての才能はズバ抜けており、わずかな時間でガラクタやゴミからメカや乗り物、はては一人で遊園地を完成させるほどの優秀な発明家。物作りに強いこだわりがあり、子供になる遊園地で折り紙のおもちゃを作って大儲けしたこともあった。いたずらの天才を自称しているだけあって、頭脳明晰でいたずらの腕前もかなりのものだが、それを悪用して他人を傷付けるようなことは基本的にしない。
儲け話や宝物に目がなく、それを手にするには手段を選ばないなどかなりずる賢い反面、調子に乗りやすい性格から最後の詰めが甘く、いつもあと一歩のところで失敗に終わるがそれでも決して諦めないプラス思考の持ち主。『ほうれんそうマン』シリーズでは主人公・ポイポイのライバルとして登場していたため、ずる賢い面が強調されていた。しかし根は優しく困っている者がいると放っておけず、いたずらで培った閃きを活かして純粋に人助けをすることも多々ある。親子愛などといった情にはめっぽう弱く、涙もろい面も持つ。母・ゾロリーヌを心の底から慕っており、度々彼女のことを思い出して夢を叶えることを誓っている。人助けの際も、母親絡みで引き受けることが多い。
普段は時代劇に出てくる渡世人に憧れて三度笠に縞の合羽という渋い服装で旅をしているが、「かいけつゾロリ」として活動するときには怪傑ゾロを模した専用の衣装（シルクハットにマスク、マントを羽織り、紫のスーツと赤いブーツを着用）に着替える。原作では「ゆうれいせん」の頃から胸の「Z」の二文字に「＼」が入るようになる（Ƶ）。上機嫌になると「ニヒニヒ」（ほうれんそうマンのころは「イヒヒヒ」や「ウシシシシシ」とも）と笑う癖と、平仮名の「の」を左右逆に書き間違える癖がある。年齢は若く見え、物語が進んでも老け込まないが実際は120を超えている。惚れっぽい性格で美人を見ると自分のお嫁さんにしようと頑張り、良い雰囲気になっても何らかの理由で失恋することが多く、場合によってはその人の幸せを考え、自ら潔く身を引くこともある。
女装時はゾロエと名乗り、子分のイシシとノシシだけでなく、イヌタクなど多くの人が見惚れて騙されるほどの容姿で、アニメ版『けっこんする!?』では成行きで花嫁姿の自分に見惚れ、自分こそ理想の花嫁だと思いこんでしまい、本気でイヌタクと結婚しようとした。また、この姿の一人称が「ボクちゃん」になっていた。
運動神経抜群で特技は変装、悪巧み、発明、剣術、運転、催眠術など多彩。『カレーVSちょうのうりょく』ではスプーンを曲げる超能力を取得した。
周囲の評判は子分のイシシやノシシ、妖怪たちからはいたずら者としての実力の高さから「先生」と呼ばれ、プッペやネリーやダンクといった人物からは信頼されている。一般人からは悪人扱いされることもあるが、人や場合によっては心優しい人物と認識されている。ガオンやロジャー、グラモやペペロなどライバルからは実力を認められているが、アーサーやイヌタクのような典型的な正義の味方からは悪人扱いされ、ブルルやタイガー、ゴリ丸などからは商売や勢力展開を妨害されることから敵視されている。なお、いたずらが相次いだことから指名手配にされてはいるが、ゾロリたちは旅の中でさまざまな国にも訪れている分彼を知らない者も多く、良いことも沢山しているため、世界的な指名手配には至っていない。また、前述のように話の度に様々な国を渡り歩いているため、本人も気付かない内に非常に顔が広くなっており、とある話で知り合いになった人の家族などに別の話で会うことも少なくない。
イシシ
- 声 - 
  - 稲垣悟（OVA版）
  - 緒方賢一（1993年劇場版）
  - 高木渉（非売品ビデオ版）
  - 愛河里花子（TV版）
  - 野沢雅子（TV版代役・第2期51 - 60話、『まじめにふまじめ かいけつゾロリ なぞのお宝大さくせん』）
  - 山寺宏一（第2期25話後半、26話終盤のみ）

ノシシ
- 声 - 
  - 木津修/西村知道（OVA版）
  - 千葉繁（1993年劇場版）
  - 高戸靖広（非売品ビデオ版）
  - くまいもとこ（TV版）
  - 小林沙苗（TV版代役・第2期94 - 97話）
  - 石田彰（第2期25話後半、26話終盤まで）

ゾロリの子分である、イノシシの双子。ゾロリの旅に同行するまではブルル山で山賊をしていた。
『ドラゴンたいじ』でゾロリと出会い、彼の悪事に協力したことでレバンナ王国を追放され、以後ゾロリと行動を共にする。右の目と鼻の穴が大きいイノシシが兄のイシシで、左の目と鼻の穴が大きく右頬にホクロがあるイノシシが弟のノシシである。いつも緑の風呂敷と紫色（アニメ版では水色）の腹巻きをしている。時々喧嘩することもある。1993年版の見分け方は、オレンジ色の服を着ているのがイシシで、緑色の服を着ているのがノシシ。この時は2匹とも黄色い腹巻きだった。どちらも一人称は「おら」で、東北弁に近い訛りがある（本人は「よく言われる」と自覚している。なお、1993年版ではいささか訛りが強いが、OVAではそのような場面は少ない）。ゾロリのことを「先生（せんせ）」と呼び心から尊敬しているが、アニメ版『ゼッコーチョー』編ではゾロリが女性に対して一目惚れしたり、鼻の下を伸ばすような態度をとった際には容赦なくどついたり、ゾロリに激しいツッコミを入れることが多くなった。ゾロリ自身も最初は彼らを弟子にすることを嫌がっていたが、次第に呆れつつも信頼するようになり、現在では師弟同然の絆で結ばれている。元山賊だけに珍しいものには目がなく口も悪いが、人情に厚く涙もろい面も持つ。どちらもかなりの食いしん坊で食べ物には目がない。小柄な身体をしているが、2人ともれっきとした大人である。ゾロリ以上におならが得意で、アニメや劇場版ではおならの出番が原作以上に増え、原作では他の手段だったところをおならに差し替えるなど、奥の手の形で何度か危機を救っている。なお、イシシはメロンパン、ノシシはおにぎりが大好物。ゾロリとは違い運動神経が鈍くドジなところが災いして、いつも足を引っ張っている。難しいことを考えるとおならが出る体質で、変装も下手で誰でもできそうな計算もできない。相違点は基本的に兄のイシシはしっかり者だが不器用なためうっかりミスが多く、ノシシは手先が器用だが損な役回りであることが多い。お互い名前で呼んでいるが、一部の作品ではノシシはイシシを「イシシにいちゃん」と呼び、1993年版では「（イシシ）あんちゃん」と呼んでいた。
スピンオフとして、彼らがゾロリと出会う前の『イシシとノシシのスッポコヘッポコへんてこ話』がある。

### ゾロリの家族
ゾロリーヌ
声 - 玉川紗己子、百田夏菜子（少女時代『ZZのひみつ』）
ゾロリの母親。既に他界しており、しばしばゾロリを心配し幽霊として天国から様子を見に来る。このとき岩や草などに姿をくらませることが多く、これは一種の隠し絵として本作の見所の一つとなっている。『かいけつゾロリ』では小学一年生の時点でまだ存命であり、細かい死亡時期は子供時代としか判明していない。ゾロリは母親を非常に慕っている。原作の彼女は、ゾロリのいたずらが度が過ぎると作者や読者に謝罪をすることがある が、アニメでは原作に比べてゾロリの悪人描写がかなり抑えられているため、それらのシーンは変更されている。若い頃は洋服のデザイナーを目指していた。
ゾロリが自力で大きな夢を叶えることを望んでおり、『てんごくとじごく』では夢を叶える途中であの世にやってきたゾロリの甘えを叱咤し、地上へ戻るための助言を与える。『じごくりょこう』（アニメでは「さいごの日!?」）では「なんでもありじごく」の橋が落ちたところに現れてゾロリたちを救い（アニメではママさんバレーのメンバーや、元に戻ったくまも協力した）、閻魔大王を叱りながら裁判を開き、閻魔帳についた胡麻を取ってミスを暴露した。その後地獄での試練を乗り越えたゾロリの成長を心から喜び、地上へ戻る彼を激励した。天国でも一番親切で優しい女性と評判が高い。また、『ほうれんそうマン』ではゾロリが悪事を働いていることを知っており、かつ応援していたが、『かいけつゾロリ』では悪事を働いていることは知らないことになっている。
それ以後もゾロリに助け舟を出すこともある。まじめにふまじめでは、幽霊にゾロリが担がれる様子を見ており、レイナ姫本人にゾロリとの結婚の事情を訊き、結婚式の司会を引き受けていたプッペを連れ出して、王子の墓まで一緒に行き、王子の幽霊を引き出して結婚式に現れさせ、レイナ姫や騎士や執事やお城ごと成仏させた。
アニメオリジナルストーリーの劇場版『ZZ（ダブルゼット）のひみつ』では若き日の彼女がメインとなっており、ゾロンドとの出会いの経歴が描かれた。実はイタズラが大好きであることが判明している。横断中に車に轢かれそうになった所をタイムスリップして落下してきたゾロリたちに助けられ、手違いから指名手配されたゾロリに当時高校の先輩であったゾロンドのために作製したかいけつゾロリによく似たスーツを一時的に手渡した。ゾロリたちが現代に戻るためのメカを取り戻すために警察署に乗り込もうとした際には自らも協力に出た が、突如出現した怪獣・ピカゴラスにメカごと飲み込まれてしまうも、ゾロリとゾロンドらの奮闘で救出される。周りからは「ロリー」と呼ばれていた。エンディングでは「ZZ」マークの刺繍を入れたゾロリのコスチュームが最優秀作品として選ばれたという実績を見せている。
ゾロンド・ロン
声 - 山寺宏一
ゾロリの父親。伝説の飛行機乗りで、ゾロリ曰く3歳の時に行方不明になっており、その際に大破した飛行機が山奥で見つかっている。しかし、『なぞのひこうき』や『そらとぶゾロリじょう』や『あらしからの大だっしゅつ』や『カレーVSちょうのうりょく』や『王子さまになるほうほう』で父親らしき人物がゾロリたちを救い、『大どろぼう』（アニメでは『グラモを追え！』）でそれらしき人物がグラモの飛行機の逃亡を妨害してゾロリがブルルに借りたヘリコプターを追いつかせ、『ちきゅうさいごの日』（アニメでは『おならめいじんをさがせ』）でそれらしき人物がダンクをゾロリたちの場所まで送るなど、生存を匂わせる描写がある。そのほかにも物語の最終ページに小さく父親の物と思しき飛行機が描かれていたり、アニメのお話の最後でそれと思しき飛行機が空を飛んでいくことがある。なお、原作ではゾロリは最後まで自分の父親であることに気づいていなかったが、アニメオリジナルの劇場版でようやく父親であることを知った。以下以外には名前は登場しない。
『だ・だ・だ・だいぼうけん！』で正式に生存が確認。実は飛行機で世界中を旅しながらお宝探しする伝説のトレジャーハンターだった。クールで大胆不敵だが、宝を売却した利益で「でんせんびょう」に悩む村へ薬の開発機器を寄贈するなど、私利私欲ではなく困った人を助ける義賊的なトレジャーハンターである。当初はお宝を手に入れるためゾロリを駒に使うも、「別れた自分の息子にゾロリが似ている」ことから村を襲う「でんせんびょう」に立ち向かう。村から去る時に村人が「ゾロリは息子では？」という問いに対し「自分の息子は母親にとっても甘えていた。勇敢なゾロリが自分の息子とは思えない」と語るが実質、息子であることに気付いていたかどうかは不明だが、彼の活躍を喜び、映画版ではさらにゾロリーヌの名前を唱えていた。
アニメオリジナルストーリーの劇場版『ZZ(ダブルゼット)のひみつ』では若き日のゾロリーヌとの出会いの経歴が描かれた。劇場版で出てきた若い頃は現在より目つきの悪さが和らいでおり、ゾロリーヌとは高校からの先輩と後輩の関係であることが明かされる。また、いつものクールな印象とは裏腹に、未来から来たゾロリを警戒し、ムキになって対抗心を燃やすなど、やや子供じみた一面も見せているが、ゾロリーヌのことは心から大切に思っているとゾロリに打ち明けている。この頃は飛行機の色が水色だったが、不注意で赤いペンキを大量にぶつけてしまい、「将来自分の作った飛行機は赤にしたい」と言ったことからゾロリは自身の父親だったと気づいた。そのため『もっと!まじめにふまじめ』の『カレーVSちょうのうりょく』ではゾロリが自分を助けたのが父親だと知っていた。

### スッポコペッポコ物語
ウルウル
オオカミの山賊。父の形見の腹巻を盗んだイシシとノシシを捕らえた。お笑い番組が大好きで、毎日見逃さず見ている。イシシとノシシを食べようとするが、二人が話をするたびに楽しみにとっておく優柔不断な性格。
へいきのヘイタ

オーボラーラ伯爵
声 - 平野正人

貴族のスズメ
声 - 城岡祐介

田舎のスズメ
声 - 観世智顕、草野太一

カモ
声 - 坂田将吾

花嫁、花婿
声 - 夏目妃菜、田中啓太郎

百桃太郎

### 妖怪
妖怪学校の先生
声 - 池田勝（OVA版）→滝口順平→茶風林（『映画かいけつゾロリ だ・だ・だ・だいぼうけん!』）→吉野貴宏（『もっと!まじめにふまじめ かいけつゾロリ』）
妖怪を一人前に育成する学校「妖怪学校」の教員で、『ほうれんそうマン』シリーズから引き続き登場。
最近子供たちが妖怪をあまり怖がらなくなったことを危惧しており、落ちこぼれや問題付きの妖怪を多数抱えている。自称いたずらの天才ゾロリの腕を見込み、子供たちを再び恐怖に震え上がらせるべく助力を要請した。ゾロリの行く先々にいきなり現れて、暗闇の中では他の怖い物かと思いきや明りをつけると妖怪たちだったということが多々ある。準レギュラーともいえるキャラクターで、登場回数は多い。『ゆめのハッスル歌謡ショー』では、司会を務めた。ほうれんそうマンの頃はどろろんと現れていたが、かいけつゾロリではどういった能力があるかは不明。『まもるぜ!きょうりゅうのたまご』でもエキストラで登場している。
妖怪学校の生徒・卒業生
妖怪学校の生徒・卒業生たち。和洋、知名度問わず妖怪が在籍しているがどれも問題を抱えているおちこぼれが多い。初登場以後も妖怪学校の先生と共に登場している。学校の生徒ではあっても大人であることが多い。
ドラキュラ
声 - 梅津秀行（OVA版）→藤原啓治→山内健嗣（『もっと!まじめにふまじめ かいけつゾロリ』）
イギリス代表でトマトジュースが好物。ニンニクと十字架が苦手だがゾロリとの出会いで少しずつ克服した。着ている服は全て大勢のコウモリが張り付いて出来ており、そのコウモリたちが羽ばたくことで空を飛ぶ（アニメではコウモリに変身する）ことも可能。「ラキュラ」（声 - 観世智顕）という息子と「ドラキュラ城」という居城が『きょうふのようかいえんそく』に登場。『ようかい大うんどうかい』では墓飛びで浮遊を利用してゾロリチームを負かそうとするも、墓とゾロリの帽子による十字架（アニメではゾロリがニンニクの息を吐いた）によって服が脱げ失格。
オオカミ男
声 - 中島信行（OVA版）→坂口候一→岩崎諒太（『もっと!まじめにふまじめ かいけつゾロリ』）
丸いものや満月を見ると、オオカミに変身する、緑色の服を着た男性。ただし、満月の場合は、雲に隠れると、隠れていない分だけしか、変身できない。まじめにふまじめでは写真を見れば一時的に変身できるようになった。「フルズ」（声 - 大原めぐみ）という息子が『きょうふのようかいえんそく』に、紫色や黄色の服を着た兄弟が『おいしいがっこう』に登場。『ようかい大うんどうかい』ではリレーの二番手として登場し、先生が映写機で映した偽の月で変身したものの、変身に時間がかかりすぎてしまい逆に遅れを取ってしまった。
ミイラ男
声 - 檜山修之（OVA版）→天田真人→坂田将吾（『もっと!まじめにふまじめ かいけつゾロリ』）
エジプト代表。体が包帯で覆われている。シャワーを浴びるときは、顔の包帯は外さない。『だ・だ・だ・だいぼうけん! 後編』（『(映画かいけつゾロリ だ・だ・だ・だいぼうけん!』）では砂漠で干からび、先生と雷じじいが「若返りの水」を入れた水筒を持って、助けに行っている。『ようかい大うんどうかい』ではリレーの三番手として登場し、オオカミ男に包帯を引っ張られた勢いでシャーロット先生を追い越したものの、前述のように裸になったドラキュラと自分がパンツを履き忘れたことを思い出して包帯が脱げる寸前で止まり、巻き取りながらもゴーゴンにパスした。
ゴーゴン
声 - 杉浦三恵子（OVA版）→くじら→愛河里花子（『もっと!まじめにふまじめ かいけつゾロリ』）
目を見た者を石にする妖怪。通常時は他の人を石にしないためにサングラスをかけている。原作では、一度鏡に映った自分を見て自分が石になってしまったがどうやって戻ったかは不明。まじめにふまじめのゼッコーチョー編では、先生に率いられておばけの森に来ている数少ないメンバー。彼女が石にして保存している絶滅危惧種の妖怪たちが『きょうふのようかいえんそく』に登場。『ようかい大うんどうかい』ではリレーのアンカーとして登場、髪の毛のヘビを利用してケレルを追い越し、さらにゴール寸前でサングラスを外してケレルを石にしようとするも、ゾロリの投げた鏡によって自分が石になってしまい、ケレルにゴールを許してしまった。
ウニ坊主
声 - 高戸靖広
全身にウニを纏った海坊主。ウニを飛ばして攻撃し、アーサーを磔にするが、最後の一個がアーサーのペンダントによって跳ね返されてしまい、しぼんでしまった。
幽霊電気クラゲ
声 - 高戸靖広
ラーメンのドンブリの形をしたデンキクラゲ。ラーメンに擬態してアーサーを感電させたが、ゾロリまでも巻き込まれてしまった。
ゾンビ
声 - 山根剛、高橋裕吾、保志総一朗、高戸靖広、西村朋紘
大浴場に入っている5人（アニメでは8人）のゾンビ。200年も風呂に入っていなかったが、原作では久々のお風呂で身奇麗になったことで本来の姿を見せている。
元々は、原作2作目「きょうふのやかた」の没キャラクターである。
雷小僧
声 - 杉山佳寿子
妖怪学校の生徒。太鼓を叩いて雷をおこすことができる。初登場時は生意気な性格で、代打教師のゾロリに不信感を持っていたが、彼の授業を通じて心を開いてからは性格が丸くなっている。
大蛸入道
声 - 陰山真寿美
対サッカー少年のサッカーチームのメンバー。8本の脚でボールを守りながらドリブルするが、最後には脚を絡ませて転んでしまう。
塗壁
声 - 石原凡
対サッカー少年のサッカーチームの最強キーパー。体は強化ガラスのような半透明の横長ボディでゴールを覆うように完全ディフェンス。原作ではサッカー少年の「トリプルキック」で頭にボールを接着剤でつけたゾロリごとゴールネットもろとも吹っ飛ばされた。終盤ではゾロリが彼に乗っかったまま幕を閉じた。アニメではイシシのおならで気絶した。
雷じじい
声 - 宮澤正→せいや（霜降り明星）（『もっと!まじめにふまじめ かいけつゾロリ』）
その名のとおり、雷を起こす老人。『だ・だ・だ・だいぼうけん! 後編』（『映画かいけつゾロリ だ・だ・だ・だいぼうけん!』）では先生と共に登場し、活躍している。「ゴロオ」（声 - 美波わかな）という孫が『きょうふのようかいえんそく』に登場。アニメでの孫は「雷小僧」となっている。
百目
声 - 間宮康弘
体中に無数の目がついた妖怪。だが、視力が落ち困っている。コンタクトレンズをしているのはそのため。子供たちを脅かそうと、戸を開けた拍子にコンタクトを落とした。アニメでは目々連という全くの別の妖怪と置き換わっている。
また、アニメでの初登場は映画『スターたんじょう』からであるが、この時は他の妖怪たち同様ゾロリとは知り合いという設定になっている。
目目連
声 - 今村卓博→ふくまつ進紗（『まじめにふまじめ かいけつゾロリ なぞのお宝大さくせん』）
アニメに登場。障子の枠の中それぞれに本物の目が付いている妖怪。だが、視力が落ち困っている。百目と同じく、子供たちを脅かそうとして自分が叫んでしまった。
小豆とぎ
声 - 岡本嘉子
小豆を洗う音で人を驚かす妖怪。だが、小豆価格高騰により小豆が手に入らず困っている。使っている小豆は北海道産の高級な物だが、彼女が所有する小豆畑が『きょうふのようかいえんそく』に登場。
あかなめ
声 - 森訓久→岩崎諒太（『もっと!まじめにふまじめ かいけつゾロリ』）
不潔な浴槽に行き垢を嘗める妖怪。だが、近年浴槽が常にきれいになったため嘗める垢が無く困っている。ゾロリの披露した怪談では、「子供を嘗めて骨だけにした」と語られている。チョコレートをもらったことで好きになり、まれに「チョコなめ」と名乗るようになった。『ようかい大うんどうかい』では墓飛びで舌が墓に引っ掛かり失格。
大入道
声 - 園部好德
山を見下ろすほどの巨体を持つ妖怪。だが、年をとると同時にどんどん体がしぼんでいき、人間のひざぐらいまでの大きさへと縮んでしまい困っている。ゾロリが開発した大入道メカが海に飛び込んだ際に海水に浸かったことでスポンジのように膨張していき、元の大きさへと戻った。原作ではその後、海坊主となったが、陸地に上がり暫くすると再び縮んでしまうため、縮んだ状態の姿で再登場した。
ろくろっ首
声 - 岩男潤子→関根有咲（『もっと!まじめにふまじめ かいけつゾロリ』）
他の轆轤首と比べて、首が短くて太いのが悩みで、アニメに限りぶら下がり健康器具で首を伸ばそうとしている。最後は痛めながらも自分の首の底力を見せた。首は常に伸ばした状態であるが、引っ込めて人間に擬態することも可能。まじめにふまじめのゼッコーチョー編では、先生に率いられておばけの森に来ている数少ないメンバー。「クロック」（声 - 間宮香）という娘が『きょうふのようかいえんそく』に登場。『ようかい大うんどうかい』では長い首を駆使してパン食い競争（アニメではパン作り競争）に勝利したものの、墓飛びで着物が墓に引っ掛かり失格。
蜘蛛女
声 - 新井里美
飽きっぽい性格で、糸の粘りがないのが悩みで、アニメに限り苦手な納豆で糸に粘りを出している。
唐傘
声 - 芝原チヤコ→美波わかな（『もっと!まじめにふまじめ かいけつゾロリ』）
傘の模様が花柄のため、怖がられなくなってしまうが、先生から花の中心に目を入れるよう、アドバイスを受けた。また、自分が傘ということを利用して、崩れ落ちる岩からゾロリたちを守るという活躍を見せた。
雪女（吹雪その子）
声 - 勝生真沙子
白い顔で凍りつくほどの息を吐く。白い顔はアニメではメイク。ゾロリの大ファン。かつて失恋した彼氏（雪男）と、「いちろう（アニメではコオロー）」という妖怪リーグの野球選手である息子がリストラーズ（後述）に所属し、「アン」（声 - 夏目妃菜）という娘が『きょうふのようかいえんそく』に登場。
原作ではゾロリからは「その子さん」と呼ばれているが、アニメでは「雪女」と呼ばれている。
水妖怪
水でできた体を持つ妖怪。ほうれんそうマンシリーズからの継続登場。
芋妖怪
声 - 飯塚雅弓
顔が芋になっている妖怪。ほうれんそうマンシリーズからの継続登場。
蛸妖怪
声 - 三木眞一郎
蛸のような体をした妖怪。ほうれんそうマンシリーズからの継続登場で、『きょうふのカーニバル』でも山車の周りを飛び回って活躍した。
プラモデラー
船のプラモデルの妖怪。
グルリンチョ
しっぽが吊り橋になっている。
カラヒリン
激辛料理が得意。
バクハツダー
「芸術は爆発だ」と言うなり、絵描き道具をばらまく妖怪。
一反木綿
声 - 石原凡→菊池正美（『まじめにふまじめ かいけつゾロリ なぞのお宝大さくせん』）
『きょうふのカーニバル』などで活躍した、とても薄く白い身体の妖怪。
がしゃどくろ
声 - 粗品（霜降り明星）

フランケンシュタイン
声 - 間宮康弘

半魚人
『ようかい大うんどうかい』ではリレーの一番手として登場。得意の水泳でジュネを追い抜いたもののオオカミ男にバトンを渡すのに手間取っていた。
リストラーズ
妖怪たちによる大リーグ野球チーム。一人一人、才能はあるがうまく使えこなせず、チームワークもいまいちだったため、弱小のレッテルを貼られており、次の試合で負ければオーナーからチーム解散を言い渡されていたが、ゾロリ一行の協力でホラーズに勝利したことにより続行となる。プレー中によるケガ人も多く、ゾロリらと初対面時は既に5人しかいなかった（アニメに出たのはこの5人のみ）。ゴジ松、ふぶきいちろう、のものけの3人は『だ・だ・だ・だいぼうけん!中篇』ではゾロリたちの冒険を手助けをしていたことが明らかになった（アニメ版ではカット）。
『ようかい大うんどうかい』でも出場予定だったが、「プロのスポーツ選手は出場できない」というルールにより客席で応援している。
ゴジ松
声 - 江川央生
背番号55。豪快な力強いバッティングでこのチームのホームラン王だが、ホームランしか興味がなく、ホームランになりそうな球しか打たないため、チームワークなど考えていない。自分勝手で目立ちがり屋な選手だったがゾロリとの出会いで仲間やチームワークの大切さに気付き、ホームランを狙うのをやめ、バットを短く持つことにより、強烈な打球で外野の芝生にボールを埋め込んだことによってサヨナラヒットを決めた。『きょうふのようかいえんそく』では彼が所有する練習小屋が登場した。
ふぶきいちろう（アニメ版ではふぶきコオロー）
声 - 伊藤健太郎
背番号51。毎年、4割打つ優秀なバッターだったが3年前から体が冷えるようになって急に打てなくなり、チームの力になれていなかった。しかし体を動かすことで解消でき、実力を取り戻し、持ち前の冷静な判断力と分析で活躍を見せた。母が雪女（吹雪その子。当時アニメではまだ未登場）のため、口から冷たい風を出すことができる。アニメでは「フゥ…」が口癖。「アン」という妹と、彼が所有する練習小屋が『きょうふのようかいえんそく』に登場。
のものけ（アニメ版ではノモノケ）
声 - 田中一成
背番号23。時速200キロを超える豪速球を投げるピッチャー。しかしコントロールが定まらず、23連続フォアボールという最悪の記録を作ってしまった。後にゾロリの作戦で投げれるようになった（アニメでは糸が切れたことに気付かず自信がついたため投げれるようになった）。
王ダコ（アニメ版ではタコ足八本くん）
声 - 石野竜三
背番号1。得意の3本足打法で首位打者（原作ではホームラン王）を5回取ったこともあるが、年をとってから足をうまく使いこなせずもつれてしまい、ヒットしても一塁まですら歩けないというスランプ気味でチームの力になれていなかった。しかし仲間の活躍に刺激され、かつてのように多くの足をうまく使いチームに貢献し、終盤では6本の足を使って6本のバットを持つ「6本のうちどれかにあたるだろう打法」で敵を惑わせヒットに成功するなど攻守万能な活躍を見せた。原作は緑色だったが、タコ足八本くんの方が髭や髪が無く身体も赤い。
首長島（アニメ版では首長くん）
声 - 高橋裕吾
背番号3。守備ではどんな球も首を伸ばして確認することはできるが、手は伸びないため捕れないので、チームの力になれていなかった。しかし仲間の活躍に刺激され、自慢の長い首とガムを利用して口でホームランボールをキャッチする名サードになった。
ポチ・ピューマ
入院していたが新聞でリハビリに励んでいることが明らかになった。
神魔神
ポチ･ピューマ同様、復帰に向けて身体を鍛えている。
ひやあせがわ、へびしんじょう、わびしい
東部地区の試合後、復帰宣言した。
カッパ
頭の皿が絡む問題が起こる者が多い。
大ガッパ
声 - 西村朋紘
頭の皿は回転鋸のように回転させて物を切ることができる。最後はアーサーによって頭の皿を乾かされて倒される。
アラ・シンド（アニメではタロッパ）
声 - 山口勝平
花子さんの格好をしたカッパたちを率いる女装したカッパ。「お化けの花子さん」のうわさを利用して、トイレの入り口から3つ目の個室に潜んでいた。サッカーの試合では、全員でボールに飛びついて、頭の皿をぶつけ合って割ってしまう。アニメでは試合に負けた後、ゾロリたちとともに潔く帰った。
フレディ
声 - 草尾毅→光部樹（『もっと!まじめにふまじめ かいけつゾロリ』）
気弱でネガティブ思考な性格で、何をやっても失敗ばかりだったため自分に自信が持てなかった。緊張するとおならをしてしまう癖があり、その威力だけは極めて強い。頭のお皿は葉っぱ形。
ゾロリにおならを使って地球を救うことを頼まれても、自信のなさから拒んでおり、一度はイシシとノシシもドジばかりしている話を聞いてやる気を出すが仲間の妖怪を目の当たりにし、再び自信を失くしてしまった。しかし、彼女の説得で再び勇気を出して協力した。その後は自信をつけ、おならを使っての脅かし方を研究している。
フレディの恋人
声 - 岩男潤子→永井真里子（『もっと!まじめにふまじめ かいけつゾロリ』）
原作、アニメ共に本名は不明。フレディの優柔不断な態度を嫌って一度は彼と破局したが、おなら名人として彼の名を挙げたり、自信喪失になっているフレディに芋を渡すなど完全に忘れることができなかったようで心の底から嫌っていないことを伝え、彼がゾロリたちと共に地球を救った後は復縁した。頭のお皿は花形。
ドキア
声 - 吉野貴宏
カッパの子供。頭の皿をリーゼント、くちばしをマスクで隠していたが、仲間の危機が迫った時カッパの良さに気付き隠すのをやめる。
保護者会の会長
声 - 間宮康弘
ガマガエルの姿をした男。沼で巨大化して子供たちを待ち伏せし、クロックの頭を沼に引きずり込もうとしたが、妖怪の子供たちの協力で阻まれる。その後ゾロリを丸呑みするも、今度はゾロリの汲んでいた「若返りの水」でおたまじゃくしにされてしまう。終盤、ドラキュラ城の年を取る水で元に戻った後、ゾロリを丸呑みしたことを謝罪していた。

### その他の登場キャラクター・アイテムなど
原ゆたか
声 - 原ゆたか
原作本やアニメにエキストラとしていつも顔を出している。携帯電話の待受画面やコインのデザイン、柄の中などに紛れている。アニメではタイムを計ったりヒーローショーの主人公など、エキストラだけでなく一言のみのナレーターのような役目も受け持っていた。『ようかい大リーグ』では原作・アニメ共に、顔色の悪い原ゆたかにそっくりなゾンビが観客として登場している。アニメのDVD版には、劇中に原が紛れている箇所のうち「これまたブックラこいた」以外に目印を付ける「原ゆたかサーチ」という機能があった。
本人いわく元々これは「ヒッチコックという映画監督を真似したが、最近出しすぎだと言われる」。
原京子
声 - 原京子
作者の妻で夫同様、エキストラとして登場するが出番は少なめ。アニメには2012年より登場。
うさぎちゃん
声 - 美波わかな
「ゾロリしんぶん」に連載されている4コマ漫画、「ゾロリちゃん」に登場するウサギの少女。原作・アニメ本編には未登場。「サッカー」を「作家」、「野球」を「お灸」といった聞き間違いや勘違いをすることが多く、ゾロリらからは呆れられることが多い。

#### 1作 - 10作（ドラゴンたいじ - 大かいじゅう）
アーサー
声 - 檜山修之（OVA版）→保志総一朗
真面目で優しく正義感に溢れるクロヒョウの王子で、優しい部分を除けばゾロリとは対照的な典型的な正義のヒーロー。
婚約の最中に現れたゾロリドラゴンにあっけにとられたり、食堂のおばあさんに化けたゾロリの言葉を信じ込む面もある。
ゾロリとは恋のライバル関係。古くからの知り合いで敵対している。ゾロリがアーサーの城やエルゼ姫を我が物にしようとするため、毎回危険な目に遭っている。
ゼッコーチョー編では、エルゼ姫のお願いで不本意ながらも協力している。彼女のワガママに振り回されるも彼女を愛している。『はちゃめちゃテレビ局』ではベストカップルコンテストで一位を取ったことが、『だ・だ・だ・だいぼうけん!』の中篇では気球に乗って通りかかりゾロリたちを気球に乗せていたことが、『ドラゴンたいじ2』ではエルゼとの間にアルゼルとマーサの二人の子供を儲けていたことが、明らかになった。
エルゼ
声 - ならはしみき（OVA版）→折笠富美子
少々わがままな、可愛いネコのお姫様。『ゆうれいせん』以降アーサーの妻となる。危機感と緊張感を持ち合わせていないため、よほどのことがないとアーサーがゾロリの手によって危険な目に遭っていることにほとんど気づかないが、気付かずにアーサーと城を救うこともある。結婚してからはアーサーと同様、ゾロリから敵視されることになったが、アニメ版ではそれほどゾロリを敵視しておらず、何か事件が発生した際にはゾロリに助っ人をお願いすることも直々ある（そのため、アニメでは「結婚しないでよかった〜」とゾロリは語っている）。原作では『ドラゴンたいじ』では名前が明かされず、『ゆうれいせん』で名前が明かされている。
『はちゃめちゃテレビ局』では女優になってみたかったことが、『だ・だ・だ・だいぼうけん!』の中篇では気球に乗って通りかかりゾロリたちを気球に乗せていたことが、『ドラゴンたいじ2』ではアーサーとの間にアルゼルとマーサの二人の子供を儲けていたことが、明らかになった。
劇場版『うちゅうの勇者たち』ではエンディングに登場。
レバンナ国の王様
声 - 池田勝（OVA版）→石原凡
エルゼの父親。娘がドラゴンにさらわれた時は泣き出し、とっさの出来事であっけに取られたアーサーを叱る。そして娘をドラゴンから救った者を王子にすると宣言する。
ゾロリドラゴン
声 - 稲垣悟、木津修（OVA版）→愛河里花子、くまいもとこ
ゾロリが発明したドラゴンのロボット。ビビリ山に住むといわれる伝説のドラゴン（あくまでも王国の言い伝えで実際にいるかはまだ定かではなかった）の話を聞いた（アニメではゾロリがドラゴンの噴水を偶然見つけてヒントにした）ゾロリが、エルゼ姫を自分の妻にするために徹夜でつくった。最終的には、イシシ・ノシシのミスにより、ドラゴンが本物ではなく作り物だとアーサーに気付かれ、大破してしまった。
『ドラゴンたいじ2』ではゾロリがアーサーと戦った洞窟の中で残骸が今でも残ったままとなっており、アーサーの息子のアルゼルを真の英雄に仕立てるために再びゾロリの手で改良された。
ブラン
声 - 梅津秀行（OVA版）→中嶋聡彦→最上嗣生（『もっと!まじめにふまじめ かいけつゾロリ』）
おでん屋台を営むブルドッグのおやじ。名前は『ドラゴンたいじ2』で登場。イシシとノシシに「おでんを食わせろ」と金を払わず責め立てられ、駆けつけたゾロリに助けを求めるが逆に追い払われた。アニメ版では金が足りなかったらしいが、ゾロリが自身を追い払う場面から屋台ごと持っていかれ、あぜんとする展開に変更された。ただし、「食べ終わったら屋台をちゃんと返すように」とゾロリが2人を諭したため、屋台は返却されたらしい。いわゆるかませ犬。
『ドラゴンたいじ2』では先述のゾロリたちの悪行が原因で商売を辞めてしまい、何をやっても上手く行かなかったために田舎に移り住んでジャガイモと大根の長い研究を重ねて新たなるおでんを作り上げ、通りすがったゾロリ一行をかつて自分が店を辞める原因を作った張本人とは気づかずにご馳走した。その後は、ドラゴンに畑を荒らされ農作業ができなくなったのを期に隠居生活を送る予定であったが、ゾロリからの計らいでレバンナ国から新しいおでん屋台をプレゼントされ、新たな人生を踏み出すこととなった。
レバンナ国の大臣
声 - 風間勇刀

大蛇
声 - 中島信行（OVA版）→中嶋聡彦
ゾロリが転がした大むすび（大きなおむすび）の匂いに誘われた巨大なヘビ。大むすびごとアーサーを食べようとするが、アーサーがジャンプしたため、大むすびを丸ごと飲み込み苦しんでしまう。その後苦しいなか洞窟に現れ、アーサーに蹴られて大むすびを吐き出され、ドラゴンの正体を明かした。
『ドラゴンたいじ2』では昼寝の最中にドラゴンの足に巻きついた茨を取ろうと話し合いしていたゾロリ一行とアルゼルとマーサの声で目を覚まし、5人を丸呑みにしようと襲い掛かった。
ピョンシー
ゾロリが発明した巨大ロボット。額のお札を剥がすとバネの足のジャンプで町を荒らす予定だったのだが、イシシ・ノシシが強力接着剤でお札を貼ってしまったため剥がれず、町の人の協力で引っ張ってもらうも、お札は剥がれず首ごと取れてしまった。アニメではその首が転がり、勝手に首下部分が飛び跳ね、それぞれが大暴れし町を壊滅させてしまった。
町長
声 - 徳丸完（OVA版）→石原凡
ゾロリと妖怪学校の生徒たちが訪れた汗っかきの町の町長をしているカバ。妖怪学校の生徒たちが町のみんなを怖がらすことに失敗し、逆に楽しませたため、彼らに住む場所として大きな屋敷を貸す。屋敷をゾロリがきょうふのやかたに改造したことは気に留めもしなかったが、アニメではピョンシーとその首が大暴れしたことにより町が荒らされ、激怒し追放した。
店長と客
声 - 石原凡、風間勇刀
ドラキュラに変身したゾロリが入った中華料理店の店長とその客。ニンニクが苦手なドラキュラと、ドラキュラに変身したゾロリを、客は餃子の臭いで、店長は救急箱の赤十字マークで苦しめた。
ウサギの美容師
声 - 陰山真寿美
ゴーゴンに変身したゾロリの髪をドライヤーで黒こげにした。挙句、ゾロリは自分の髪がどうなったのかとサングラスを外し、鏡に映った自分を見て石になってしまった。
シマウマの親子
声 - 風間勇刀、愛河里花子
オオカミ男に変身したゾロリに襲われるが、雲によって満月が隠れたため、隠れていない部分しか変身できないゾロリを見て大笑いした。これによってゾロリは大恥をかいてしまった。
女の子
声 - 川瀬晶子、陰山真寿美
ミイラ男に変身したゾロリに驚いて逃げ出した二人の少女。ただし、決して怖がって逃げ出したのではなく、包帯が脱げて裸になったゾロリを見て逃げただけである。
ビルポン
声 - 徳丸完（OVA版・変身中）、田野恵（OVA版・変身解除後）→青野武（1993年劇場版・変身中）、木藤聡子（1993年版・変身解除後）→緒方賢一（TV版・変身中）、川瀬晶子（TV版・変身解除後）
円錐形の帽子をかぶった老人に変身していた子狸。性別はオス。
修行しなくても使うことのできる、魔法使いのサルウドンが作って弟子のドンドリフが埋めた使用回数2000回の魔法の杖「グルンロッド」に依存することで魔法を使っていた。
魔法を覚えるため入門してきたゾロリを、雑用係として一生こき使おうとするが、途中で杖と自分の秘密がばれてしまう。原作とOVA版、アニメ版の衣の色は赤だが、1993年版では紫。名前は『まほうつかいのでし』では明かされなかったが、『なぞのまほう少女』で村長の家にあった伝説で杖とともに明らかになった。
コーモリガサ
声 - 田野恵（OVA版）→二又一成（1993年劇場版）→川瀬晶子
ビルポンに傘と合体されたコウモリ。カバンカバたちとは違い、服を着ていない。性別はオス。
カバンカバ
声 - 茶風林（1993年劇場版）→津田匠子
ビルポンにカバンと合体させられたカバ。性別はアニメ版や原作ではメスだが、1993年版ではオスだった。
リスリッパ
声 - 木藤聡子（1993年劇場版）→山口眞弓
ビルポンにスリッパと合体させられたリス。性別はオス。
ネズミミズ
声 - 江森浩子（1993年劇場版）→高橋まゆこ
ビルポンにミミズと合体させられたネズミ。性別はオス。
パンツンダ
声 - 中島信行（OVA版）→中村秀利（1993年劇場版）→宮崎一成
ビルポンにパンツと合体させられたパンダ。性別はオス。
人食い花
声 - 津田匠子、川瀬晶子、進藤尚美、くまいもとこ、高橋まゆこ、愛河里花子、伊東みやこ
ビルポンによっておばけのような姿になった花。性別は多くはメスで少なくはオス。毒液で入ってきた者を溶かし、自分たちの栄養にする。ただし、ゾロリが「おしっこが漏れる」と言った際には思わず吐き出した。『だ・だ・だ・だいぼうけん!』の中編にも登場する（アニメ版ではカット）が、同じ個体かは不明。原作とアニメ版には登場するがOVA版と劇場版では未登場。
イシシ・ノシシの兄弟
ゾロリが魔法で大量に出したイシシ・ノシシの兄弟。ハシシ、ムシシ、ケシシ、シシシ、ホシシ、アシシ、ニシシなどがいる。騒がしかったことから、すぐに消した。
牧師ロボット
牧師メカ。
キツネの花嫁
声 - ならはしみき（OVA版）→木藤聡子（1993年劇場版）
ゾロリが魔法で出した花嫁。ビルポンによってゴリラのおじさん（劇場版では壁）に変えられた。
パル
声 - 潘恵子（1993年劇場版）→喜安浩平
ライオン海賊船長の一人息子。車のおもちゃが大好き。
物語終了後は海賊を引退し、車のおもちゃ専門店を開く。『きょうふのカーレース』にて再登場し、ゾロリカーの開発に協力した。再登場時にはたてがみが生え、父親そっくりになっていた。TV版の『きょうふのサッカー』では、試合の実況を担当していた。『だ・だ・だ・だいぼうけん!』の中篇ではゾロリたちの車を修理していたことが明らかになった（アニメ版ではカット）。
ライオン海賊船長
声 - 飯塚昭三（1993年劇場版）→石原凡
パルの父親。海で泳ぎの練習をしていたところを、船長の座を狙うタイガーによって、浮き袋に穴を開けられてしまう。パルのために大量の車のおもちゃを遺していた。原作では死亡したが、1993年版とアニメ版では生きている。1993年版では船長姿を披露し、タイガーにやられた振りをしてゾロリの様子を見ていた。アニメ版では波にさらわれながらも泳ぎのコツを覚え、無事生還。
タイガー
声 - 富田耕生（1993年劇場版）→立木文彦
自称「ライオン海賊船長の一の子分」（1993年版では「船長代理」）。左手は義手であり、普段は手に穴が開いているがその中には9つの道具が隠されている。自分が船長になりたいがために船長を暗殺し、後に魔法の杖をゾロリから奪い自業自得で船ごと沈没したがサメに狙われつつ生還。
原作では警察に逮捕され『つかまる!!』で刑務所の檻の中にいる姿があったが、ゾロリたちとキエルンガーZの仕業で刑務所が消えると脱獄。
以後アニメでもゾロリに対して（アニメ版ではアルバイトなどに1年費やして）復讐を行おうとするが『まほうのへや』で義手を魔法使いネリーに双葉を生やされ火炎を封じられたり、『なぞのおたからだいさくせん』では、序盤の改造した自分の義手の火炎放射器は塞がれて爆発してしまい火傷を負い、終盤でのマディー製の火炎放射器は重く、火力を最大にしてキャノンを発射したら反動でタイガー自身が天空へふっ飛んでいったりと、仕返しは失敗ばかりである。
その上原作では『まほうのへや』でアジトに置き忘れた日記の切れ端をゾロリに盗まれ、『たべられる!!』で日記を読んだゾロリたちに、海にお宝を隠していると誤解され、ゾロリたちが崖から間違って飛び降りてしまった際に風で日記が破れてしまった。頭巾は『なぞのおたから大さくせん』と『きょうふのちょうとっきゅう』では帽子に変更。
あじゃぱー編の『ちきゅうさいごの日』では最初は空を見上げていたが、ゾロリと戦うこともできないからという理由で後述のデブッチョ・カバーフィールドを除く手品師たちも加えて助っ人に駆けつけた。隕石通過後は手品師4人たちと別れ、海賊船に乗って去っていった。
劇場版では代わりにニャンガを迎えたが、冷遇しすぎて逃げられてしまった。また報酬付のゾロリ仕返しメカ開発者候補にケロロ小隊が登場した際は、他の参加者と変わりないあまりに仕返しに生かせない発明品から、同じようにケロロ小隊を吹っ飛ばし、文句を聞くと「まったくどこの事務所のもんだ…」とぼやいていた。
『だ・だ・だ・だいぼうけん!』の中篇では、偶然ゾロリたちと再会し、最初は仕返しの相手であるゾロリに協力するのが嫌であったが、ゾロリの同行者のアリウスの美しさに魅了され、ゾロリに協力しつつ、アリウス以外には甲板を掃除させたことが明らかになった。『まもるぜ!きょうりゅうのたまご』でも声なしでオープニングに登場している。
海賊の子分たち
声 - 緒方賢一、千葉繁、二又一成、中村秀利、茶風林（1993年劇場版）→山根剛、麻生智久、風間勇刀、喜安浩平→伊原正明、寺崎千波也、城岡祐介、田中啓太郎、中西正樹（『もっと!まじめにふまじめ かいけつゾロリ』）
元々はライオン海賊船長の子分だった。船長が殺された後は、タイガーの子分になった。
サメ
声 - 山根剛（初代、『大かいぞく』）→志村知幸（二代目、『グラモを追え!』）
『大かいぞく』に登場した個体は一回目に落下したゾロリを待ち構えるも失敗し、二回目はゾロリに船のマストで口を塞がれ、マストの紐のハープと化する。その後、海賊船が沈没したタイガーや海賊たちを食べようとした。
『グラモを追え!』に登場した個体は、ノシシが落としたピーナッツに誘われやってきて、宙づりにされたグラモを襲った。
アニメ版『まもるぜ!きょうりゅうのたまご』に登場した個体は、OPでゴムボートに乗ったゾロリたちを追うが、イシシとノシシにおならで撃退された。
クジラ
声 - 飯塚昭三（1993年版）→山寺宏一（TV版・初代）→最上嗣生（TV版・二代目、『まもるぜ!きょうりゅうのたまご』）
『大かいぞく』に登場した個体は、タイガーが大砲で発射したゾロリをあくびをしたまま食べたが、グルンロッドで海賊船にされ、パルを乗せて宝島へ渡った後、『ゆうれいせん』で妖怪を乗せる幽霊船に改造され、アーサー・エルゼを中に入れさせたが、ノシシに「おふねのせん」を抜かれ、魔法は解けて、鼻部分のゾロリ人魚の一部を残したままアーサー・エルゼを乗せて海を漂った。
『まもるぜ!きょうりゅうのたまご』に登場した個体は、大だこに追われたゾロリたちと卵を丸呑みにしたが、追いかけて来た大だこにのどちんこを握られ（予告編ではゾロリが持っていたはたきでくすぐられ）思いっきり吐き出した。
黄金のオウム
声 - 江森浩子（1993年版）→高橋まゆこ
ライオン海賊船長が持っていたオウムのおもちゃだがいろんな機能を搭載している。宝の在り処を知っており、彼の死後パルに渡すようゾロリに頼む（『大かいぞく』）。
おてやわらカニ
カニ（『ゆうれいせん』）。
ひっぱりダコ
タコ（『ゆうれいせん』）。
いタイ
タイ（『ゆうれいせん』）。
こわイカ
イカ（『ゆうれいせん』）。
インドカレイ
カレイ（『ゆうれいせん』）。
サイボーフグ
フグ（『ゆうれいせん』）。
ゆザメ
サメ（『ゆうれいせん』）。
ブルル
声 - 郷里大輔→大友龍三郎（『映画かいけつゾロリ だ・だ・だ・だいぼうけん!』）→斉藤次郎（『もっと!まじめにふまじめ かいけつゾロリ』）
金儲けが大好きなブルドッグで、「ブルル製菓」の社長。同じ悪知恵の持ち主のゾロリとはライバル関係で、妖怪学校の先生に次いで出番が多い。イシシやノシシが住んでいた同名の山とは無関係。
お菓子会社にもかかわらず、金の匂いがすることならどんな商売にも手を出す。またどの自社商品のお菓子にも豪華なキャンペーンを謳った「当たり」を設けているがおおよそ普通に食べていたら見つけられない悪質な仕込み方（ミルクチョコとビターチョコの三枚重ねの板チョコの真ん中に挟んだ「当たり」と書かれたホワイトチョコレートや長時間しゃぶり続けてようやく「当たり」文字が浮き出てくるアイス棒など）をしているが、ゾロリには毎回見破られている。アニメ版では金儲けのためなら弱者からお金を巻き上げたり環境破壊も辞さない性格である。商売目的ではあるが『きょうふのちょうとっきゅう』では鬘をかぶって女装した。
詐欺すれすれの悪徳な手法で稼ごうとするが、その計画はいつもゾロリに阻止される。後述の通り、原作版『きょうふのカーレース』並びに『きょうふの大ジャンプ』では首尾よく大儲けをしたことがあったが、アニメ版のオリジナルストーリーなどでは、無茶な宣伝や悪徳商売が災いし、結果的に損をすることが多い。
『きょうふのカーニバル』ではヤギヤギ町のライバルであるカメカメ町のスポンサーを引き受けたが、カーニバルやアイドルを利用して巨大なビジョンから自社の宣伝ばかりしたため観客の怒りを買ってしまい、優勝を逃がしてしまった（しかし、最大の敗因を作ったにもかかわらず自身は「なぜ負けたのか分からない」と全く反省していなかった）。
アニメ版『大にゅうどう大さくせん』『おたからカード大さくせん』『にんじゃ大さくせん』では妖怪学校の先生がどこかしらで手に入れた粗品ブルルカードというテレホンカードで写っておりうさぎのニュースキャスターからも「ださいカード」と紹介されるも、これは世界に2つしかない貴重なカードだったが、イシシのミスで全滅した。
原作版『きょうふのカーレース』でブルルアイスを生産・販売していた。その狙いは、そのブルルアイスの売り上げで『きょうふの大ジャンプ』で開かれる五輪ピックのスポンサーになることだった。
アニメ版『大金持ち』では銀行をやっており、卑怯なやり方でお金を巻き上げようとしたが、ゾロリが悔しさで投げ捨てた偽札（イシシ・ノシシのミスでできたもの）を、彼とコブルの乗るヘリコプターがまともに喰らい、操縦が利かなくなったヘリコプターで銀行に突っ込み、建物を破壊してしまった。
『大どろぼう』では原作、あじゃぱー編共通して美術館を経営しているが、入場料とは別にチョコボールかピーナッツ（どちらも一袋五百円）を買わなくては入れず、入口まで来てから帰ろうとしても退場料として千円払う必要があるという掟破りなことをしていた。美術品は全てグラン・モーグリー（正体はグラモ）から買っていたが、それらが全て贋作と判明すると開き直り、「偽物美術館」という美術品に触り放題のさらに掟破りな美術館に改装した。
『たべるぜ!大ぐいせんしゅけん』では会社名を「ブルル食品」に改名し、お菓子以外にもいろいろな食品も生産していることが判明した。また、番組のスポンサーをしており、優勝したゾロリに賞味期限寸前の食品を賞品として処分させようと企むも大会の参加者たちがゾロリたちの代わりに食べたため、またも結果的に損をした。
『メカメカ大さくせん』では相撲ロボットを開発して、ゾロリが負けたら彼を会社でタダ働きにする条件でロボット相撲を開催。ゾロリと対決し2VS2まで争い合うも、当たり商品のケーキの城がある事故で崩れてしまったことで試合が中止になり、客からの信頼を失って破産しかけたが、ゾロリの計画で事なきを得た。
『なぞの大まねきねこ』では大招き猫を騙ったダポンに唆され、魔法の国で魔法の薬草をただの草を混ぜて売ったことがばれて罰金刑と国外追放を食らっている。
あじゃぱー編の『ちきゅうさいごの日』では、スペースシャトルを買ってどこかの星へ去ろうと荷物をまとめていたが一転、商売相手がいなくなるからと言ってゾロリに協力した。
ゼッコーチョー編ではデンキウナギを手に入れるべくおばけの森を荒らしまわるが二回も撃退される。
呼称は原作と『だ・だ・だ・だいぼうけん!』ではブルル社長、それ以外ではブルル公爵。また、肌の色は原作では黄色だが、アニメでは焦げ茶色になっている。
『映画かいけつゾロリ だ・だ・だ・だいぼうけん!』の本編終了後の特報も務める（DVDには収録されていない）。
コブル
声 - 水島裕→永塚拓馬（『もっと!まじめにふまじめ かいけつゾロリ』）
ブルルの忠実な社長秘書。ヘリコプターの操縦やトラック、ブルドーザーの運転もこなす。アニメでは「〜しゅ」（原作でも途中から言うようになる）と「ブルッとな」が口癖。
おばちゃん
声 - 伊東みやこ
ゾロリたちが「ブルルチョコ」を買いに行った駄菓子屋の店主。
原作では、3枚の「ブルルチョコ」が店内のどこにあるのか探すゲームになっている。
シロダルマン
声 - 風間勇刀
ブルルがチョコレート城防衛のために繰り出した雪だるま型警備用ロボット。武器は下から雪を吸い出して内部にあるやかんによって作られ鼻から出される「はなみずつららロケット」。連射の他、片方の鼻を押さえて高スピードで発射することが可能。また、相手を凍らせる冷凍光線も兼ね備えている。後に『なぞのおたから大さくせん』に登場するマディー博士に、ブルルが頼んだ発明品だったことが判明した。
恐竜のママ
声 - 野沢雅子
南の島「おっとっ島」に生息する緑色の恐竜。行方不明の息子を探していた。ゾロリにより檻に閉じ込めることに成功したが、読者によって檻が開けられ出られる。アニメでは内側から恐竜ママが手を伸ばし、外側のカギを開けて出てしまう。『大かいじゅう』で2児の母、『まもるぜ!きょうりゅうのたまご』で3児の母となる。『だ・だ・だ・だいぼうけん!』の中篇ではタイガーの船に乗せてもらっていたゾロリたちを助けていたことが明らかになった（アニメ版ではカット）。
恐竜の子供
声 - 佐藤智恵
恐竜のママの子供。モジャラに捕まり、ショーの見せ物にされてしまい泣いていたが、ゾロリたちによって救出された。『大かいじゅう』で怪獣の兄となる。
恐竜のぬいぐるみ
ゾロリが恐竜のママを捕獲するための囮として用意した着ぐるみ。ノシシが着させられた。材料は目の部分は卵と干しぶどう、爪は拾った貝殻で胴体は葉っぱの上から緑の絵の具を塗って出来ている。檻から出てきた恐竜のママの抱きしめた怪力で壊されてしまった。
モジャラ
声 - 石丸博也
恐竜のぼうやを乱獲して恐竜サーカスを開催し、金儲けを目論むクマの団長。最後は恐竜のぼうやの下敷きになり、イシシ・ノシシによって体を縛られてしまった。
キツネの赤ちゃん
声 - 伊東みやこ
ゾロリにそっくりな、キツネの赤ん坊。母親が目を離した隙に、乳母車ごと坂を転がり落ちて止まらなくなってしまった。崖が崩れるほどの泣き声を上げる。川に流されたり、谷に落ちたり散々な目に遭うが（本人は危機感が全くない様子だった）、ゾロリのおかげで、母親の元に帰ることができた。
キツネのママ
声 - 笠原留美
キツネの赤ちゃんの母親。山の上のマイホームに引っ越してきた。目を離した隙に、赤ちゃんが乳母車ごと坂を転がってしまった。ゾロリたちに、キツネの赤ちゃんを助けてもらう。
キツネのパパ
声 - 永井誠
キツネの赤ちゃんの父親。山の上のマイホームに引っ越してきた。一生懸命働いて、やっとのことで夢にまで見た親子3人で暮らせるマイホームを建てた。大ワシに乗ったゾロリたちにまだローンが残っている家を壊されたが、ゾロリが赤ちゃんにダイヤモンドを握らせていたので、新しい家を手に入れることができた。
オオワシ
声 - 笠原留美
高熱を出したイシシを毛布ごと連れ去るが、実は寒い山にある巣の卵を暖めるために毛布を貰うつもりであったが、イシシ自身が毛布の役割を果たした。
母親なので性別はメスなのだが、ゾロリからは「オオワシ君」と呼ばれた。
雛
声 - 伊東みやこ
イシシの熱によって卵から生まれた雛。それと同時にイシシの熱が下がった。
怪獣
声 - 川津泰彦→最上嗣生（『映画かいけつゾロリ まもるぜ!きょうりゅうのたまご』）
大昔に生息していた怪獣の唯一の生き残り。「マンマ〜」と鳴く。ゴミ捨て場の地下深くにあった卵が孵化したことにより誕生した。甘い物が大好物。ゾロリたちが宝くじの当選でもらったお菓子でできた怪獣の形のゾロリ城を、自分のママだと思い込んでいた。騒乱の後、おっとっ島にいる恐竜ママの元に引き取られた。『まもるぜ!きょうりゅうのたまご』では普通に言葉を話しており、名前もきょうりゅうの弟になった。また、新たに生まれた恐竜の兄となる。
うさぎみみのアナウンサー
声 - 太田真一郎→水内清光（『映画かいけつゾロリ まもるぜ!きょうりゅうのたまご』）→光部樹（『もっと!まじめにふまじめ かいけつゾロリ』）
メガネをかけている。臨時ニュースのアナウンスや番組のレポーター（『ZRX』放送）をしている。
まじめにふまじめでは芋羊羹が好物であったことが判明したが、ブーデル博士のおなら芋には存在を知らないため、手を出さなかった。

#### 11作 - 20作（なぞのうちゅうじん - 大けっとう!ゾロリじょう）
宇宙人
声 - 高木渉→古島清孝（『もっと!まじめにふまじめ かいけつゾロリ』）（議長）、千葉進歩→観世智顕（『もっと!まじめにふまじめ かいけつゾロリ』）（副議長）他
とある星の緑色の住人たち。
まじめにふまじめではすでにゾロリによる三つの意地悪なぞなぞを解き、議長と副議長が地球で2年もゾロリたちを探し続けていたことが明らかになった。事件解決後は逃げられたが、議長と副議長がもう一度地球に来て、田中サンタと山本サンタの服を盗んで変装、ゾロリたちを待ちながらサンタの家を調べていたがゾロリの助けでサンタポリスから逃げ切った後、ゾロリにまたしても振り切られてしまう。
ピルル
声 - 白鳥由里
緑色の宇宙人のお姫様。ゾロリに一目惚れして星の風習に従いゾロリと結婚しようとするが、ゾロリや他の宇宙人と比べてかなりの大柄であり、地球の美的感覚とはあまりにもかけ離れたその美貌からゾロリから逃げられてしまった。だが、その後も諦めきれず幾度かゾロリに執拗な言い寄りをする。
『王子さまになるほうほう』では「コスモ姫」と名乗り、ゾロリのようになぞなぞが得意な結婚相手を探すべく、「地球でも受け入れられやすい」ようにと宇宙人たちの尽力で等身大の美女に擬態して王子様候補のオーディションを開催していた。そして、近くにゾロリ一行がいることを聞きつけて期限を延長させ、事情を知らずに審査を突破したゾロリのとんちで心を掴まれるも、幼少期の写真に宇宙動物が写っていたこととその写真に修正の跡が残っていたことや、不審な発言からゾロリに正体を見破られ、それでも無理矢理ゾロリを花婿にしようと城に擬態していた宇宙船で宇宙に向かおうとするも、またしても逃げられてしまった。その後、宇宙船に忍び込んでいた王子様候補の一人であるブタまると意気投合した末に結婚した。
『うちゅう大さくせん』では、夫婦でバリガリの保護活動を行っていた所を、マニィとグレイの救助のためにやってきたゾロリたちと遭遇。その際、「ピルル」という本名が発覚する。ゾロリが自分を恋しがって追いかけて来たと勘違いし、「悲しいでしょうが、きっぱり諦めてちょうだい!!」と言い放った。
劇場版『うちゅうの勇者たち』ではエンディングに登場。
宇宙人の王様
声 - 園部好徳→古島清孝（『もっと!まじめにふまじめ かいけつゾロリ』）
ピルルの父親。かなり年老いており、ピルルには早く結婚して後を継いでほしいと思っている。
宇宙人のお妃様
声 - 陰山真寿美
ピルルの母親。
宇宙動物
宇宙人たちが作り出した宇宙動物たち。初登場時はそれぞれ一体ずつのみであったが『なぞなぞ大さくせん』ではすでに大量生産されていた。
まじめにふまじめではまずい食事を与えられたことがきっかけで革命を起こし、星の支配種となっていたが、議長たちが地球で買った中華まんのおいしさで無血革命が成功し和解した。
ゴゲロベッチ
声 - 大川透→亀山助清（まじめにふまじめ）
口や触手の先にある毒針を発射する。
ウンジャロゲ
声 - 園部好徳
象のような巨大な足であらゆる物を踏み潰す。
ビッチャラポ
声 - 高橋裕吾→三瓶雄樹（『もっと!まじめにふまじめ かいけつゾロリ』）
触れると何でも溶かす黄色い溶解液を吐き出す。
バリガリ
声 - 千葉進歩→陰山真寿美（まじめにふまじめ）→武隈史子（『もっと!まじめにふまじめ かいけつゾロリ』）
手と大きな口にある鋭い歯で何でも噛み砕く。繁殖期は小惑星に移住して産卵する。
『うちゅう大さくせん』では個体数が68頭にまで激減したため絶滅危惧種および天然記念物に指定されており、見つけたら国に届け出ることが義務付けられている。
鈴木サンタ、山田サンタ
声 - 宝亀克寿、坂東尚樹
サンタクロース。まじめにふまじめでは仲間である「田中サンタ」「山本サンタ」が登場するほか、ボスケ王国には「太田サンタ」もいる。
サンタポリス
声 - 松尾まつお、池田知聡→ふくまつ進紗、一馬芳和、古島清孝（まじめにふまじめ以降）
悪者からサンタの家を守るために作られたサンタクロースの警察のような存在。非常用のスイッチを押すことで100人のサンタポリスが10分以内にサンタの家に駆けつける。サンタポリスに捕まると良い子になるための勉強を15年間やらされるという、『つかまる!!』のゴメス所長の教育（5年）よりも長い。ゾロリたちに逃げられるまでは、今まで誰一人逃げられたことが無いのが自慢の種だった。
アニメでは全員ゴーグルを着用している。
トナカイ
声 - 高橋裕吾、古島清孝→小川一樹、中村悠一（まじめにふまじめ以降）
サンタポリスの相棒のトナカイたち。ゾロリたちが履いていた靴下の悪臭で気絶した。
まじめにふまじめではゾロリと議長たちに気付き、サンタポリスを呼ぶ警報を鳴らした。
サッカー少年たち
声 - 千葉進歩（フレッチ）、肥後誠（アントン）、高橋裕吾（ゲルス）、山根剛（バンガー）、陰山真寿美（ラウワー）、喜安浩平（ルッカー）、沼澤僚子（ミウリー）、高橋まゆこ（リノス）、川瀬晶子（パルス）
ゾロリがとある学校を訪れて「ゾロリーグ」にスカウトしようとしたサッカー好きの小学生。トイレの花子さん（ノシシ）を退治したことから一躍クラスの注目の的になる。さらにアラ・シンド（タロッパ）たちをやっつけたうえ、サッカーの試合では、頭にボールを接着剤で貼り付けたゾロリを合体技「トリプルキック」でゴールへ蹴っ飛ばした。その後、その学校のトイレの、もともとアラ・シンド（タロッパ）たちが忍び込んでいた個室は、中で本が読めるほどゆったりとした場所になった。アニメでのみ、「ズルリーグ」結成を拒否したゾロリたちを、ズルに負けない精神を教えに来た優しい先生だったのではないかと感謝している。
オーナー
声 - 石原凡

ベッキンカム夫妻

チポリ
声 - 阪口大助→光部樹（『もっと!まじめにふまじめ かいけつゾロリ』）
ゾロリを逮捕しようと苦心していた猫の警察官。28歳。ゾロリを逮捕した後、（逃げられてしまうが）警部に昇進した。それ以降、新聞にゾロリについての意見を良くも悪く評価して載せるようになる。アニメ版では原作の昇格も含めよりちゃっかりした性格になっている。
『ロボット大さくせん』ではトポルと共に警視総監に昇進した。
トポル
声 - 志村知幸→佐久間元輝（『もっと!まじめにふまじめ かいけつゾロリ』）
チポリの相棒であるイタチ。28歳。おなじく警部に昇進。アニメ版ではゾロリが変更した指名手配を前回と違うと勘ぐるも捕まえた。
『ロボット大さくせん』ではチポリと共に警視総監に昇進した。
ゴメス所長
声 - 富田耕生
ゾロリたち3人が収容された「どうぶつけいさつ」のキャラクター刑務所所長のイヌ。悪者キャラクターの矯正を担当する。目的のためなら手段を選ばない部分があり、ゾロリを更生して良い子のお手本にしようとした。なお、彼の言う「理想のゾロリ」は容姿・口調共に原型をとどめておらず（ただし、母孝行な部分は評価している模様）、さらに以降刊行されるべき『かいけつゾロリ』の作品として示した「教育的な」作品群はゾロリが気分を悪くするほどで、脱走を決意させた。また、悪党であるマディー博士に兵器を依頼し、脱走しようとするゾロリたちを消そうとするなど正義の味方としては性質の悪いことをすることもあり、結果的に暴走し刑務所は潰されてしまい（本のインクを消す兵器だったので刑務所はまっしろになりただの紙切れと化した。アニメでは刑務所と市長の家のみが消された）、ゾロリたちが脱走する背中を指をくわえて見ているしかなかった。その際ゾロリたち以外の収容犯も消えたかは不明（少なくともタイガーと海賊たちは消えなかったことが『まほうのへや』で判明）。
その後、先述のゾロリたちの脱獄の責任を取る形で所長をクビになってしまい、そのことを思い出すたびに酒を飲んでは町で暴れており、『ロボット大さくせん』付属の新聞では迷惑防止条例違反で逮捕されたことが明らかになっている。
キエルンガーZ
声 - 愛河里花子
ゾロリが丸いおにぎりを爆弾に見立てておどして脱走を図ったが失敗し、これに激怒したゴメスが出した「どうぶつけいさつ所」の秘密兵器。目から発射する光線で何でも綺麗さっぱり消してしまうが、イシシとノシシが紙やすりで磨いた鉄の門が鏡になり、光線が跳ね返って胴体が消え、暴走した後バッテリーが切れ、壊れてしまった。少女の格好をしている理由は、「あまりにも危険なため見た目だけでも優しくした」と説明されている。アニメでは「キエルンガー」と呼ばれ、最後の「Z」が抜けている。原作ではゾロリが鼻の先端を消されてしまい、最後に作者に描き直してもらっている（アニメではどこも消されていない）。後に『なぞのおたから大さくせん』に登場するマディー博士に、所長が頼んだ発明品であることが判明した。
マニイ
声 - かないみか→和多田美咲（『もっと!まじめにふまじめ かいけつゾロリ』）
大金持ちのお嬢様。自家用飛行機が山奥に墜落・炎上した際ゾロリに助けてもらった。
『ロボット大さくせん』では大人になった姿で再登場。宇宙飛行士のグレイと結婚し、自家用ロケットの「マニイ号」で宇宙へ新婚旅行へ出かけるも、ロケットのエンジントラブルによりグレイと共に命の危険にさらされてしまう。
アニメ『まじめにふまじめ』では、お礼を言うためだけにゾロリを探していたことから、その姿勢にゾロリたちには呆れられたがルルーはその根性を評価していた。
じいや
声 - 小形満→坂本くんぺい（『もっと!まじめにふまじめ かいけつゾロリ』）
マニイの執事。原作では墜落時にどうなったのかは不明だが、『ロボット大さくせん』付属の新聞では墜落した衝撃で外に投げ出され、雪山の下にある村人たちに助けられるも、その際に腰を痛めてしまい執事を引退したことが明らかになっている。
アニメではうっかり脱出ボタンを押してしまい飛んでいってしまった。
機長
声 - 坂口候一
原作では墜落時にどうなったのかは不明。アニメでは執事に脱出ボタンを押されてしまい共に飛んでいってしまった（『なぞのひこうき』）。
警官
声 - いずみ尚

カバのレポーター
声 - 坂口候一

校外学習の先生
声 - 川瀬晶子

校外学習の生徒たち
声 - 小林由美子、高橋裕吾、小田久史、望月久代、谷井あすか、古島清孝

大入道メカ
その名の通り、大入道を模したメカ。
ミカエル
声 - 真殿光昭
テレカなどのお宝のコレクターであるカエル。世界に2枚しか存在しない未使用の「ブウブウテレカ」（アニメでは「ブルルカード」）の1枚の持ち主。
ピラニア犬
その名の通り、アマゾン川に住んでいる、ピラニアのような姿をした番犬。アニメ版ではイシシをはるか彼方に吹っ飛ばしてしまう。ゾロリの煙球（砂とイシシのおならが入った胡桃）の煙によって、全滅した。実は『なぞのおたから大さくせん』に登場するマディー博士が、遺伝子組み換えで生み出した生物である。
モリモリガードマン
声 - 園部好徳、高橋裕吾、古島清孝
その名の通り、筋肉モリモリのガードマン。最初はゾロリたちを圧倒するが、ミカエルはコレクションルームの仕掛けを紹介するため敢えて通させた。アニメ版ではゾロリを取り逃がすも、ノシシを捕らえ、吹っ飛ばしてしまう。二度目に侵入したときは、ゾロリたちのカムフラージュ（かくれみのの術やすいとんの術）に気づかなかった。
ゴリ丸
声 - 田中一成→最上嗣生（『まもるぜ!きょうりゅうのたまご』以降）
サル丸と共に忍者学校を開いているゴリラの忍者。関西弁で話す。入会費無料と宣伝し忍者になろうとしたゾロリに対し忍者グッズを分割払いで払わそうとしたが踏み倒されたうえゾロリの策略（といっても偶然もありながら）にはまり、さらにお祝いの大量のピザの代金も支払えなかったことによって多額の借金を負う。その後はゾロリ一行を追い借金を取り立てようとするが毎回失敗している。ゾロリを大悪人と認識しているがゾロリたちが毒にやられているのを良いことに薬草を使ってゾロリたちを苦しめたり、彼らが死にそうになると主役の座が乗っ取れると思い、大喜びするなどゴリ丸たちの方がゾロリより大悪人らしい性格である。一方で私生活は7人の子供の父親で息子たちと妻に長いこと会っていない。
『きょうふの大ジャンプ』では五輪ピックを観に来ており、乱入したゾロリたちを発見して対面するも競技員にスピードスケートの選手と間違われて（忍者服が、ユニホームに似ていたため）、連れていかれてしまった。
『ぜったいぜつめい』では取立てに来るも崖が崩れ落ちてしまい、下敷きになってしまう。アニメ版ではスノウが落ちた穴はゴリ丸たちが掘った穴だったということが明らかになった。また、『きょうふのへとリス・アドベンチャー』のラストシーンの時点でダポンに雇われていた。『きょうふのちょうとっきゅう』では、敵であるはずのゾロリから7人の子供のことを聞かされ、借金の取立てを中断し、家族のもとへ帰った。『だ・だ・だ・だいぼうけん!』の中篇では前述の家族の恩もあり、サル丸と子供たちとともにゾロリたちを助けに来たことが判明した。
さる丸
声 - サエキトモ→石川寛美（まじめにふまじめ）→美波わかな（『もっと!まじめにふまじめ かいけつゾロリ』）
ゴリ丸の子分でチンパンジーの忍者。ゴリ丸同様、関西弁で話す。アニメ版では、ゾロリの優しさをバカにする場面がある。『だ・だ・だ・だいぼうけん！』の中篇ではゾロリたちに協力していたことが判明した。
シンディ・クロヒョード
声 - 陰山真寿美→小池いずみ（『もっと!まじめにふまじめ かいけつゾロリ』）
クロヒョウのモデル。ゾロリは彼女に一目惚れしたが本人はゾロリのことを興味がなく変な追っかけ程度しか思っていなかった。後にイヌタクと結婚。
劇場版『うちゅうの勇者たち』ではエンディングに登場。
イヌダ･タクジ
声 - 飛田展男（非売品ビデオ版）→堀川りょう→田邊幸輔（『もっと!まじめにふまじめ かいけつゾロリ』）
「どうぶつけいさつ」の警察官。ゾロリが女装したゾロエに一目惚れし、求婚する。結婚前に逃げたゾロエをゾロリとは知らず捜していた。その後、有名なモデルであるシンディ・クロヒョードを妻にする。
『ロボット大さくせん』では警部に昇進する。
アニメ『まじめにふまじめ』ではゾロエが失踪してもシンディとはまだ結婚しておらず、ゾロリを捕まえるために努力していつの間にやら警部に昇進。シンディとの結婚式を迎える前、あらゆる手段でゾロリを逮捕しようとした。当時はゾロリを子分からも嫌われるような卑劣な極悪人だと思っていたが行動しているうちに彼の本質を知り、シンディとの結婚式にはお祝いをしてもらい、互いにライバルと認め合うようになった。『きょうふの大ジャンプ』の時には父はすでに他界している（原作のみ）。『だ・だ・だ・だいぼうけん!』の中篇ではゾロリたちを発見するが、大事件があると言って見逃してくれていたことが判明した（アニメ版ではカット）。
イヌダ署長
声 - 永井一郎
イヌタクの父親。警察署長。重い病気に掛かっており、息子の結婚を楽しみにしている。ゾロエがさらわれた時、病気を忘れて、いつの間にか元気になっていた。その後、原作では『きょうふの大ジャンプ』ですでに他界したことが明らかになったが、アニメでは生存しており車椅子で引かれている。
イヌダ婦人
声 - 荘司美代子
イヌタクの母。アニメではゾロエに花嫁修業を課し、息子のことを頼んでいる。
警部
声 - 石原凡
警官
声 - 高橋裕吾、小西克幸
イヌタクの仲間の警官。
婦警
声 - 川瀬晶子、高橋まゆこ、陰山真寿美、森永理科、木下紗華
魔王サイブス
声 - 園部好徳
城とコレット姫を王様夫婦から奪い占領していた。ゾロリを片手で山奥まで投げ飛ばす巨体と怪力の持ち主。うなじのおできが弱点。ゾロリを投げ飛ばすも高い雪山の頂を利用してブーメランのように戻ってきたゾロリにおできを蹴られてもがき苦しみ、最後は巨大イシシ・ノシシに倒された。
魔女ルカ
声 - 津田匠子
腕を伸ばすことができ、コレット姫をイボガエルにした張本人。食いしん坊で太っている。ゾロリたちが王様からもらった「小さくなる薬」で体を縮められた。『テレビゲームききいっぱつ』では元に戻っていて森の中に隠れている姿がある。
関の山
声 - 坂口候一
相撲取り。下の階のルカが食べ物を独り占めするせいで、実は痩せており、巨大な着ぐるみを着用して変装するのが関の山だった。ゾロリと相撲で勝負するも、イシシに空気の栓を抜かれる。
じいちゃファイター
声 - 麻生智久
空手の達人。92歳。年のせいで体が弱っている。技のデモンストレーションを見せた後疲弊してしまい、ゾロリにカチカチの古いフランスパンで殴られて、敗北した。アニメでは激しいデモンストレーションでも疲弊せずチョップで挑むもゾロリにノシシのフランスパンでガードされ手が腫れてしまい、殴られ下の階まで床抜けで落とされた。妻・ばあちゃファイターは彼よりも強いが、既に他界している。
チュン
声 - 坂口候一
謎の中国人。体の中の気をためて火の玉を作ることができるが、一度に多くの気を使ってしまった（アニメでは玉が龍に変化している）後は、火の玉を作りにくくなるのが弱点。失禁したゾロリたちにより火の玉を消され、その隙にゾロリが蹴りこんだ餅によって手をふさがれた。『きょうふのカーニバル』に同名のキャラクターが登場するが無関係。
森の中の城の王様
声 - 長嶝高士
城に目を付けたゾロリたちを伝説の勇者と確信し、コレット姫の奪還を頼む見返りに城を与えて跡継ぎになることを提案した。さらに「大きくなる薬」と「小さくなる薬」を与えた。城は薬の飲みすぎで巨大化したイシシたちによって壊されてしまったためゾロリは受け取りを拒否して帰ってしまうが、実は城は保険の対象だった。
森の中の城のお妃様
声 - 山口由里子
作中ではコレット姫の安否を気遣い終始涙を流していた。夫と共に、魔王サイブスが倒されるまでふもとの小屋で暮らしていた。
コレット姫
声 - 川瀬晶子
魔女ルカに魔法をかけられて、カエルに変身させられ、魔王サイブスの城で眠らされたお姫様。その後ゾロリのキスにより、30分後（アニメでは3分後）に元の姿に戻ることができたが、ゾロリはすでに帰った後だった。名前はアニメにて判明。

#### 21作 - 30作（きょうふのカーレース - あついぜ!ラーメンたいけつ）
ダンク
声 - 三木眞一郎→宮田海地（『もっと!まじめにふまじめ かいけつゾロリ』）
最近できたばかりで無名の南国「ボスケ王国」出身のバスケットが得意なシカの五輪ピック選手（五輪ピックとはオリンピックに相当する架空の競技大会。アニメでは「ウインタースポーツ大会」）。国王命令によりバスケット選手の中でジャンプ力が一番高いという理由で未経験のスキージャンプに出場させられ、金メダルが取れなければ国外追放、両親にも二度と会えなくなるところだったが、そのことを知ったゾロリの協力を受けておならを放出させたことによって世界新記録を更新し、金メダルを獲得した。それ以降は夏はバスケットの選手、冬はスキージャンプの選手としてゾロリから受けたおならを駆使してさらに跳躍することとなった。後に『ちきゅうさいごの日』にて隕石から地球を救う計画のために再登場し、ゾロンド（当時は「ゾロリを知る者」として正体不明）に連れて来られる。
ボスケ国の王様
声 - 石原凡
まだできたばかりの自国の知名度を上げることに執念を燃やし、常夏の島にもかかわらず冬季五輪ピックの出場を表明。バスケ選手の中で最も高く飛べるという理由だけでダンクをスキージャンプの選手として出場させ、優勝できなかった場合に国外追放すると命じる。渦巻きのヒゲが特徴。
ゾロリはこの人物に変装し、ダンクにプレッシャーをかける。アニメでは優勝時にボスケ王国から駆けつけ、心からダンクを祝福する。
カバのアナウンサー
声 - 田中一成

審判
声 - 水島裕、園部好徳、高橋裕吾、茂木優
五輪ピックの審判。会場に乱入して好記録を出したゾロリたちを正式な選手じゃないなどと判断し、失格にする。
ボブスレー選手
声 - 園部好徳、高橋裕吾、茂木優
大会に出場しようとしていたが、ソリにゾロリたちが隠れていたため、そのまま乗れずに弾かれてしまう。その後ソリを取り返そうとゴール時点で待機していたが、そこにゾロリたちが突っ込んだため気絶してしまう。代わりに乗ったゾロリたちがアクシデントもあって世界新記録を出してしまったため優勝してしまい、表彰式では首をかしげて金メダルをもらう。
銀行案内係
声 - 高橋裕吾
原作では閉店時まで寝ていたゾロリを起こすだけだったが、アニメでは「ブルル銀行」で読んだ本を「貸本代」と称し代金を請求するがめつい人物となっている。
銀行受付係
声 - 川瀬晶子
原作では強盗まがいを試みたゾロリを順番を守らない者として大きく注意するが、アニメでは「ブルル銀行」で、現金引き出し必要なのはキャッシュカードと「ブルルチョコの包み紙100枚」と知らない妖怪先生に伝え、後に報告も無しに「ブルルアイスの包み紙200枚」に変更させるなどアコギな人物となっている。
熊田吉蔵
声 - 大友龍三郎
動物造幣局の警備員で62歳。大の酒好き。ゾロリの服についていたケチャップのシミを血だと勘違いしてしまう。孫が一人いる。
アニメではゾロリの歌う子守唄で眠ってしまう。
ミャン王女
声 - 井端珠里
テレビゲーム『ボケーットモンスター（アニメでは「パッチリモンスター」）』の世界の王女様のネコ。ゲームの世界での生活に飽き、ゾロリたちが長時間（原作・アニメ共にとプレイ時間が「8時間」にも及ぶ）独り占めして遊んでいたお試しゲームの中からラスボス撃破後、秘密コマンドを直接ゾロリに伝え、入力したことによって飛び出してくる。ゲームの外の現実の世界のことについては、そんなに詳しくなく現実世界でも「モンスターをやっつければお金は手に入る」と思い込んでいる。無邪気ながら、彼女に一目ぼれしたゾロリに、洋服を買いたい、髪をショートにしたい、カラオケに行きたいなどわがままな要求を繰り返すが、ゾロリはその間地道に道路工事など（アニメでは交通整理や食堂を掛け持ち）で働いていて見えない優しさを知り、さらに父親やモンスターたちが自分を必要としていることを聞かされ、自身の行いを反省する。最後はゾロリとゲームの世界に向かおうとするも、ゾロリが二度と元の世界に戻れなくなることを聞かされ、断念して帰っていく。ゾロリが恋した女性たちの中で唯一ゾロリとまともな恋愛をしたキャラクター。アニメ版第1期では彼女の母親も1シーンだけ登場している。性格が原作とアニメオリジナルストーリーでは大幅に異なる。
劇場版『うちゅうの勇者たち』ではエンディングに登場。
ゲームの国の王様
声 - 西村知道
ミャン王女の父。秘密コマンドでテレビから脱走したミャン王女を連れ戻すためモンスターたちと共に人間界へ降り立ち、元の世界に戻るよう説得した後、娘が見つけたテレビゲームの世界から出る秘密コマンドを二度と使用できないよう封印する。
ゲーム店店主
声 - 園部啓一
ゾロリが独り占めしていたゲームからミャン王女や王さま、モンスターらが外の世界へ飛び出し、そのために使用不能となったゲームを壊そうとするが、ゾロリに止められ、大量のモンスターが現れると気を失い、ゾロリにゲームを押しつけた。服にはドリームキャストのロゴと文字が書かれている。
アニメではその後交通整理で働いているゾロリと出会ったり、モンスターが現れても気を失わずゾロリの事情に感動し、体験ゲームを「ゾロリ専用ゲームにしよう」と提案するもゾロリはそれを断り、ゲームを受け取らずに去って行った。
子供たち
声 - 高橋裕吾、川瀬晶子、古島清孝
「ボケーットモンスター」（「パッチリモンスター」）をやりに来た子供たちだが、ゾロリが独り占めしていたせいでできず、イシシとノシシに追い払われて泣きながら逃げて行った。
アニメでは強気な性格に変更されており、ゾロリを「おじさん」呼ばわりして抗議するが、イシシとノシシに凄まれて退散する。
ゲームの国のモンスター
テレビゲームの世界のモンスターたち。ミャン王女がゲームの世界から抜け出したことで困り果て、王女が人間界へ行くためのコマンドを入力した後に続いて王女を連れて帰ろうと人間界へ降り立つ。後述の名称および特徴は、付録の『モンスター攻略本』に記載されている。
おだるまん
倒してもすぐに起き上がって追いかけてくる緑色のモンスター。無表情だが、体にガムを引っ付ければ動けなくなる。
カアカラ
ピョンピョン跳ねて追いかけてくる。羽を毟るか、紐でくちばしを縛ると倒すことができる。
ぶたくじゃく
声 - 高橋裕吾
美しさと醜さを併せ持っている。くちばしの先端には豚の鼻の穴があしらわれているが、ここが最大の急所でもある。
一つ目ゴブリン
ピンク色に三本角が生えたゴブリン。右の角が弱点、アニメでは、ゾロリからゴブリンと呼ばれ、左の角が弱点だった。どろどろスライムとは仲良し。
どろどろスライム
泥のようなスライム。オレンジ色の鼻の頭が弱い。一つ目ゴブリンとは気が合う。
ホゲーッ
トップクラスの力を持つ反面、頭は悪い。鼻の穴にピーナツを詰めると大人しくなる。
ウホッハ
ウサギのような耳を持つ。ホゲーッとは異なり、モンスターの中では知恵が高く、様々な罠を仕掛けてくる。脇をくすぐられるのに弱い。
カックンチョ
声 - 茂木優
正方形の体でどんなものでも押しつぶす。仰向けに倒すと起き上がれなくなる。
ウルサイ
口から発狂音を出してプレイヤーを苦しめる。インフルエンザの菌を入れることで声が出なくなり弱体化する。
オゲゲロゲ
昔あるゲームの脇役だった。
ウギャルス
声 - 茂木優
ミャン王女をさらった、ゲームの最終ボス。剣で頭部から一気に真っ二つにして倒せる。アニメオリジナルストーリーではドラゴンロボを操縦する姿も見せた。
現場監督
声 - 茂木優
日雇いアルバイトの道路工事の現場監督。
ワンドック博士
声 - 稲葉実
恐竜の糞を探していた科学者のイヌ。忘れっぽい性格で、孫のランドセルを探検用バッグと間違えてしまうほど。5人の隊員を連れている。アニメでは閉所恐怖症・暗所恐怖症で、顔は雪女が昔、失恋した彼氏に似ているという設定になっている。
隊員
声 - 近藤隆、古島清孝、茂木優、鈴木達央、近藤孝行
ワンドック博士の助手たち。研究以外にからっきしの博士には呆れている。前から順にブルドック、チワワ、イタチ、ネコ、トリである。一番後ろの隊員はろくろっ首とイシシによって気絶、二人の隊員は蜘蛛女が作った綿あめに誘われ彼女の糸でぐるぐる巻きにされ、さらに二人の隊員はイシシに尖った岩から守る傘と称した唐傘を1000円で買わされ彼女によって一網打尽にされた。その後、ゾロリに縛り上げられ、博士と再会した。
コブチ総理大臣
声 - 江原正士
テレビの緊急記者会見にて登場。隕石が明日の昼頃に地球に落ちて激突することを話していた。アニメでは「そーり」とのみ書かれている。
ブーデル博士
声 - 納谷六朗→中博史（『もっと!まじめにふまじめ かいけつゾロリ』）
研究所で野菜の研究をしている博士であるヒヒで、普通のサツマイモよりも8倍のおならの出るサツマイモを作った。長年の研究によりある程度のおならの力を持っており、自ら隕石から地球を守ることに名乗り出る。他にも葉から独特のにおいがする「葉くさい」、数字の9の形をした「9り」などの野菜を栽培しており、地球を救った後は、9.5倍のおならの出るサツマイモを発明した。
『ロボット大さくせん』ではゾロリたちと共に地球を救ったおならのパワーで社会の役に立とうと災害救助用のロボット「ヘヴァーン・デルヨン」（アニメ版ではガンダブー）を発明し、宇宙の遭難事故に巻き込まれたマニイとグレイの救出のためにゾロリたちに協力する。
レオナルド・ブリオ
声 - 太田真一郎→高口公介（『もっと!まじめにふまじめ かいけつゾロリ』）
かつて乗っていた船「バイパニック号」が沈没しかけたとき、自身のおならで船ごと海岸まで飛ばしたという実績があるクマ。地球最期の晩餐会を恋人のローズと二人で行っていたが、ゾロリと出会い世界を救うことに向ける。地球を救った後はローズと結婚して新婚旅行へ向かう。その際、「デカ・ブリオ」と呼ばれるようになった。
『ロボット大さくせん』ではブーデル博士が発明した「ヘヴァーン・デルヨン」（アニメ版ではガンダブー）のパイロット候補としてフレディと共に召集されたが、幸せ太りで操縦席に乗れず、そのプライドから急激な減量を始めるも、ダウンしてしまった。
ローズ（アニメ版ではリーズ）
声 - 新井里美→美波わかな（『もっと!まじめにふまじめ かいけつゾロリ』）
ブリオの婚約者。
コニャン
声 - 小林優子
メガネをかけた旅館の息子のネコ。学校が休みの時は、旅館の仕事を手伝っている。旅館の目玉である「黄金のライオン」盗難事件に対し、ゾロリと共に捜査に協力する。
アニメではランラという柔道に長けた姉がいることが明らかになった。
ニャオン
声 - 小西克幸
コニャンとランラの父親で、温泉旅館の主人。
グラモ
声 - 大竹宏→阪口大助（『もっと!まじめにふまじめ かいけつゾロリ』）
サングラスをかけたモグラ。モグラであるため穴掘りが得意。笑い声は「モケケケケ」。その正体は、数多くの悪事を働いた世界的指名手配犯。事前に『きょうふの大ジャンプ』でイシシとノシシの性格や行動を手帳にまとめたらしく、『めいたんていとうじょう』では黄金のライオンをプラスチック製のニセモノとすり替えた上で盗むも、ゾロリによって看破され逮捕される。しかし後に脱獄し、『きょうふのカーニバル』に現れて、最後のページで新聞に載っていた。
『大どろぼう』ではブルルを詐欺にかけた上にゾロリに濡れ衣を着せて『モニャリザ』を盗み、稼いだお金を積んだ飛行機で逃げるもゾロンドに行く手を遮られノシシに飛行機を落とされて警察に突き出されている。『だ・だ・だ・だいぼうけん!』の中篇では事情を知り、無条件でゾロリたちに協力する一面を見せていたことが明らかになった。
『ちていたんけん』では偶然地底からの脱出をめざすゾロリと出くわす。ゾロリたちが持っていた宝のつづらを半分よこすことを条件に仲間を連れて脱出に協力するが、つづらに入っていたのは宝ではなく監禁された妖怪学校の生徒たちであったため、「骨折り損のくたびれ儲け」と怒りながら帰っていく。
カーバック・ドームズ
声 - 石原凡
カバの温泉客で、温泉の中で洗濯をしていた。名前はアニメで判明し、ブワロと共に「刑事や探偵は割引」というアニメで設けられた特典のため、名探偵を騙ったという設定になっている（ゾロリも同様にゾロリ小五郎を名乗った）。
エリピック・ブワロ
声 - いずみ尚
ブタの温泉客で、温泉の中で温泉卵を作っていた。名前はドームズと共にアニメで判明。また、アニメでは付け髭をしている。
掃除のおじさん
声 - 古島清孝
旅館の掃除係のおじさん。原作、アニメ共に本名は不明。事件当日、掃除中に「黄金のライオン」を壊したと思い込み、直るまで浴室を閉鎖しようとしていた。
マダム
声 - 進藤尚美
元々は原作版『めいたんていとうじょう』巻末にあるおまけのクイズコーナーでのみ登場しているキャラクター。アニメではハム次郎を飼っていた温泉客の女性。ゾロリ小五郎の推理（偶然だが）によって無事見つかる。
ハム次郎
マダムが飼っていたハムスター。元々は原作版『めいたんていとうじょう』巻末にあるおまけのクイズコーナーにのみ登場したキャラクター。名前はアニメで判明。
スノウ
声 - 水谷優子
とある山奥に住んでいるネコの美女。キノコ狩りをしていた際にゴリ丸とサル丸が掘った落とし穴に引っかかり、ゾロリたちによって救出される。その後、ゾロリたちに手料理を振舞うが、イシシとノシシが拾ってきたトリュフ似の毒キノコをゾロリたち共々口にしてしまい、命の危険にさらされる。
ゾロリが妻にしたいほどだったが、実は既婚者であり、全ての事情を知って解毒効果のある花、アンダコリャを探しに行った息子のマシューがゾロリたちからもらったアンダコリャを家に持ち帰ったことにより最初に一命を取りとめる。さらにその事実を知ったショックで気絶してしまったゾロリの命を救い、結果的に2度自分を助けてくれたゾロリに借りを返す形となる。
アニメでは魔法使いという設定になっており、魔法で料理を振舞った。さらに、ちょっとダケでの死亡時刻に鳴るようにセットした目覚まし時計をゾロリたちに手渡した。
劇場版『うちゅうの勇者たち』ではエンディングに登場。
どくドリフ
イシシとノシシが「豚が掘り当てるのはキノコのトリュフだった」のを真似て掘り出した、トリュフに似た毒キノコ。親父の顔のような形をしているのが特徴。
後に悪魔がイシシ・ノシシの作っていたスープ鍋に入れさせるが、火傷をしたイシシ・ノシシによって鍋をこぼしたため、ゾロリらは奇しくも難を逃れた。アニメ版「きょうふのあくま」では、先に悪魔がゾロリを地獄へ送ろうと大量のどくドリフを土に埋めイシシたちに掘り当てさせようとしたが、ゾロリたちは既にこのキノコの存在を知っていた。そのため「ちょっとダケ」という毒キノコがさし替わりで登場した。
アンダコリャ
どくドリフの毒を解毒する花。これを8時間以内に食べないと死んでしまう。
マシュー
声 - 石川静
ネコの少年。学校から帰宅した後、どくドリフ（アニメはちょっとダケ）を口にしてしまった母親がベッドで寝込んでいるのを発見。特効薬のアンダコリャを探しに行くもなかなか見つからず、その挙句、母親と同じ危険にさらされたゾロリたちがアンダコリャを手に入れたのを目の当たりにしたことで図らずも奪ってしまう。その後、特効薬はゾロリたちから取り返されてしまうが、『ママ』の二文字に弱いゾロリの情けでアンダコリャをもらうことができた。
実はその母親がスノウであることが物語の終盤で明らかとなった。さらに父親も帰って来てしまい、ゾロリはショックで気絶してしまった。
スノウの夫
声 - 肥後誠
スノウの夫で、マシューの父。
モーモー娘
声 - 佐藤利奈（ウマキ）、新井里美（モリカ）、樋口あかり（モオリン）、飯塚雅弓（ウッチ）、金田朋子（モジちゃん）、谷井あすか（モゴちゃん）
ヤギヤギ町に住んでいるローカルアイドルの牛の9人姉妹。周囲からは「モーむす」と呼ばれている。ミルクで炊いたご飯のおむすびを売っており、ゾロリたちと出会った際に空腹で困っていた彼らに売れ残りを譲った。アニメ版では全員ナジョーを気に入り、カーニバルの演目に招待した。カーニバル終了後は、芸能界に入って歌手デビューを果たす。アニメ版『ちきゅうさいごの日』では恩返しとして、ゾロリの計画に協力した。
チュンくん
声 - 阪口大助
音楽プロデューサーであるスズメ。人当たりは冷たい（ノシシいわく「やな感じ」）が、根は優しい。当初はカーニバルで勝つことに消極的であり、山車作りにも関わることはなかったが、ゾロリたちが山車作りをする姿を見て、密かにモーモー娘が歌う曲を作り、ショーを成功させた。
ヤギ町長
声 - 伊井篤史
クマップ（アニメ版ではクマクマーズ）、ブーシックス（アニメ版ではブータルズ）
カメカメ町の特別ゲストで、芸能界で活躍する人気グループ。
カメカメ亭のおやじ
声 - 長島雄一
開店して20年の老舗ラーメン屋のカメカメ亭の主人。少し頑固で怒りっぽい性格。彼のカメカメラーメンの麺は美味いが、スープに臭みがあってコクがない。そのため、息子のタワジを美味しいスープを作る修行に出て行かせていた。当初はつるの主人とは折り合いが悪く、お互いに張り合っていた。かなりの負けず嫌いで、つるつる軒に勝てるラーメンを作りたいと思っていた。ラーメン王に化けたゾロリとイシシにつるつる軒に勝てる新しいラーメンを教えてもらうが、結局失敗する。タワジが帰ってきた時、ラーメン王に化けたゾロリたちを店から追放したが、つるつる軒が下記の回転ラーメンになったと知り、息子のスープそっちのけで、500円で自由にラーメンの味と具が選べる「ラーメンバイキング」を始める。それも失敗し、最後にイシシとノシシの策で客たちに金庫の金を全て持ち去られた。タワジとノッコの説得で、力をあわせれば美味いラーメンが作れると分かってつるの主人と和解、つるつる軒と合併し、ツルカメラーメンにリニューアルした。
タワジ
声 - 大畑伸太郎
カメカメ亭のおやじの息子。美味しいスープを作るための修行から帰ってきたが、ラーメンバイキングを始める父親に相手にされず、落ち込んでしまう。父親と違い、美味しいラーメンを作りたいと思っている。ノシシが入っていた五右衛門風呂（ラーメンのスープに使っていた）の温度を急上昇させた。ノッコと協力して、つるのスープとカメの麺で究極のラーメンを完成させる。
つるつる軒の主人
声 - 真殿光昭
ラーメン屋のつるつる軒の主人。カメのおやじとは対照的に、温厚な性格。彼のつるつるラーメンのスープは美味いが、麺がスープに絡まず、ものすごく柔らかい。当初はカメのおやじとは仲が悪く、カメカメ亭に勝てるラーメンを作りたいと思っていた。カメのおやじ同様、負けず嫌い。ラーメン王に化けたゾロリに騙されて、カメカメ亭に勝てるラーメンを教えてもらうが、失敗して落ち込んでしまう。ゾロリが提供した100円の小丼で色々な味のラーメンが食べられる「回転ラーメン」（全部インスタントラーメン）を始めるが、ゾロリの策でお客たちからの信頼を失って店を占領された挙句、追放された（その後、その店はゾロリーラーメンの店に改装された）。だが、ノッコとタワジのラーメンを食べてカメのおやじと和解、ツルカメラーメンでカメのおやじの下で働くことになる。
ノッコ
声 - 岩男潤子
つるつる軒の主人の娘。タワジ同様、美味しいラーメンを作りたいと思っている。しかし、ラーメンの味そっちのけで回転ラーメンを始める父親に相手にされず、落ち込んでしまう。客への催眠術に使っていたなるとをゾロリーラーメンから取り出し、イシシを、原作では左腕の翼で叩き、アニメでは網の内側から尖った嘴で鼻をつついた。タワジと協力して、カメの麺とつるのスープで究極のラーメンを完成させる。
ラーメン王
声 - 宮下栄治
全国のラーメン屋を食べて、ラーメンの美味しさを評価している有名人。彼の紹介したラーメンの店はその次の日、行列が出来ると言われている。ゾロリはこのラーメン王に変装して、つるつる軒とカメカメ亭の互いの欠点を利用して騙した。本物のラーメン王は犬なのだが、キツネであるゾロリはイヌ科であるためか変装でばれることは無かった。ゾロリたちが去った後に本物のラーメン王が訪れ、ツルカメラーメンを絶賛した。
町の人
声 - 最上嗣生、古島清孝、鈴木達央、小田久史、宮下栄治、岩男潤子、新井里美
新商品のラーメンの味を審査する客たち。しかし、偽ラーメン王のゾロリが提供して出すラーメンはすべてマズく、それどころかクレームまでつける始末だった。その後、ゾロリが開店したゾロリ―ラーメンの店で、ラーメンのなるとの回転で催眠術を掛けられ、一万円を支払わされていたが、「ゾロリーラーメン」の仕掛けがタワジとノッコによってバレた際には全員激怒し、店の物を投げつけてゾロリたちを町から追放した。アニメではそれでも怒りは収まらず、ゾロリたちを逃がした後は「ゾロリーラーメン」の店を跡形も無く取り壊した。その後、タワジとノッコの説得により改良されたラーメンを無言で食べるようになった。

#### 31作 - 40作（てんごくとじごく - まもるぜ!きょうりゅうのたまご）
エンマ大王
声 - 飯塚昭三
地獄で最も偉い人物。ゾロリたちを間違って地獄へ連れてきた張本人でもある。
常にエンマ帳を所持しており、ここには地獄へ来るべき人たちの名前が書かれている。胡麻煎餅が大好物で、エンマ帳を読みながら食べることもあるというが、そのおかげでソロリをゾロリと間違ってしまった（「ゾロリ」の字の濁点は、胡麻煎餅の胡麻がくっついたものだった）。当然、ゾロリが来るはずもないが、エンマ大王自身はそれを知らずに悪魔を雇うも失敗続きでとうとう痺れを切らし、寝ぼけたイシシ（アニメ版ではノシシ）の発言によって巨大なたこ焼きで押しつぶし殺害した。
青鬼（アニメでは紫鬼）からゾロリたちが6つの地獄をクリアしたことを聞くと、彼にゾロリたちが最後に行く「アリ地獄」を「何でもあり地獄」に書き換えさせ、結果的に「何でもあり地獄」でゾロリたちを脱落させかけたが、直前きゾロリーヌに助けられて失敗、さらに彼女に先述の間違いを指摘され、土下座で謝罪した。ゾロリらを地上に返し証拠隠滅もさせたが仇となり、内部告発に遭い地獄新聞に掲載以降は「とんま大王」に格下げとなり、これが原因でやけ酒ややけ食いにより体を壊した後、自分のミスを棚に上げた挙句、逆恨みで巨大化してゾロリたちを丸のみするも、中で暴れられて脱出を許してしまうという自業自得な結果になったが、そのおかげで病気が治り元気を取り戻した。以後は再びエンマ大王になるため勉強。『たべられる!!』の裏表紙に、えんまに合格したことが隠されているギミックが『大どろぼう』で明らかになっている。『はちゃめちゃテレビ局』ではエンマ大王に戻っており、「ゾロリの知り合い」と紹介されており、後述の「クレーマー・クレーマー」の賞金係を受け持ったが、果敢にも彼の脅しにひるまず賞金を受け取って番組を作った男がいた。『だ・だ・だ・だいぼうけん!』の中篇ではゴリ丸たちでも助けきれなかったゾロリたちの冒険を手助けをしていたことが明らかになった。
その後、『もっと!まじめにふまじめ かいけつゾロリ』に何度も登場している。
悪魔
声 - 中尾隆聖
エンマ大王の手下。ゾロリを地獄に連れてくるよう命じられ、様々な策を繰り出すが、どれも失敗に終わる。隕石級の巨大たこ焼きを地獄から呼び出したのを落としたことで地獄へ連れ込んだ。以前『きょうふのカーニバル』と『あついぜ!ラーメンたいけつ』で、ゾロリを監視していた。
原作では野宿しているゾロリたちをダイナマイトで殺害しようとしたが失敗して自爆してしまい、『てんごくとじごく』では以降の出番はない。しかし『たべられる!!』ではエンマから格下げとなったとんま大王の補佐役を務めており、とんまに飲み込まれたゾロリたちを消化すべく体内へ入るも、血管に流される、尻尾をとんまの虫歯に突っ込まれるなど、散々な目に合う。
アニメ版でも原作同様にゾロリを地獄へと下せず（ダイナマイトの作戦は列車で轢き殺す作戦と崖の上から岩を落として押し潰す作戦に変更され、ゾロリたちの寝相が悪かったため回避された）、代わりにエンマ大王が巨大たこ焼きを落とし、ゾロリを地獄へと送った。一人称は「僕」で敬語で話し妙に人が良い。地獄へ合流するもエンマ大王にゾロリを殺せなかったため、エンマの手下をクビになってしまう。さらに、エンマにそのまま地獄へ放り込まれてしまい、ゾロリたちと合流する。その後、ゾロリが手に入れた輪投げの輪を天使の輪に見立てて天国に逃げる作戦を（アニメでは）悪魔がひらめきゾロリに喋ってしまったことで、ゾロリたちとともに天国に向かう。事を疑って信じようとせず天国の人達を悪く言ったり、ゾロリがなかなかママを見つけられないのを見て大笑いするも、ゾロリが地獄に戻った後ゾロリーヌの本心を聞いて自分がしたことに初めて罪悪感を持ち反省する。また、正体がクマである（昔、みんなに「あっ、くまだ（悪魔だ）」とからかわれたため人を信じられなくなり、「本当の悪魔」になることを誓った）。ゾロリーヌが悪魔の頭の天使の輪を抜き取るだけでなく悪魔の「あ」を取ったことにより元のくまの姿に戻った。その後、地獄めぐりにはゾロリとは同行せず、地獄めぐりの成功を応援したり、ゾロリーヌに先述のエンマの失態の証言者になった。その後ゾロリーヌ達と共に天国で暮らすことになり、ゾロリたちに別れを告げた。
鬼たち
エンマ大王の子分の、いわゆる獄卒。
緑鬼
声 - 高橋裕吾
地獄の門番。冒頭で読者（アニメでは視聴者）に話しかけた。腕が大きくなり亡者を掴める。
紫鬼
声 - 坂口候一
天使に化けたゾロリたちを勝手に地獄から追い出した鬼。右の角が折れている。「ひっぱり地獄」にも登場した。アニメ『かいけつゾロリ』では青鬼の役割が彼に変更されている。ラストで、地獄の清掃係に格下げにされたことが明らかになった。
赤鬼
声 - 茂木優
地獄の仕組みとルールを亡者に説明した案内役の鬼。「ひっぱり地獄」の鬼としても登場した。
バット鬼
声 - 古島清孝
常にバットを持っている。
黄色鬼
声 -
「血の池地獄」に登場した鬼。常に金棒を持っており、もし血の池を渡ろうとしなかったら彼に叩き落されてしまう。
アニメ『かいけつゾロリ』には登場せず、役割は下記のピンク鬼に変更されている。
青鬼
声 - 城岡祐介
エンマ大王にゾロリが6つ目の地獄をクリアしたことを知らせた鬼。エンマ大王の命令で、ゾロリが最後に行く「アリ地獄」を「何でもあり地獄」に書き換えた。
アニメ『かいけつゾロリ』には登場せず、役割は上記の紫鬼に変更されている。出番が増えたため「今日は走ってばっかりだな俺」と呟く場面もあるほか、次々と地獄をクリアするゾロリに感心している。
チビ鬼
声 - 森川智之
名前の通りチビ。
ピンク鬼
声 - 鈴木達央
「何でもあり地獄」に登場した鬼。アニメでは黄色鬼の役割が彼に変更されている。
オヤジギャグ地獄の親父たち
声 - 鈴木達央、坂口候一、飯塚昭三、茂木優、高橋裕吾
「オヤジギャグ地獄」にいる、酔っ払いの親父の姿をした5人組の鬼。寒いオヤジギャグを喋って大笑いする。そのオヤジギャグは北極より寒く、イシシとノシシを瞬く間に凍結させるほか、「炎地獄」の炎まで凍らせるほどの威力である。ゾロリにもオヤジギャグをあびせるが耳栓をしていたため効かず、ゾロリはイシシとノシシを救出したあと「炎地獄」で親父2人を連れ出し、炎を凍らせて突破した。
アニメではブックラこいーたを用いてオヤジギャグ同士で相殺させようとゾロリが試みたが、元々オヤジギャグを喋る側であるためか全く効かず、さらにオヤジギャグを重ねられるだけだった。
その後『たべられる!!』で、とんま大王が試験を受ける検査に「オヤジギャグナース」として登場した。
地獄の怪獣
声 - 川瀬晶子
『てんごくとじごく』に登場した個体は、悪魔がゾロリたちを地獄に連れて行くために用意したが、悪魔曰く「この怪獣は口も大きければ、尻の穴も大きかったんだ」と失敗してしまう。アニメ版では、尻にも顔が付いている。
『じごくりょこう』に登場した個体は、「何でもあり地獄」の橋の下の谷底に住んでおり、食べられた者はその怪獣の一部になり、次の亡者が落ちてくるまで、空腹の毎日を何十年も過ごす羽目になると言われている。原作では、凶暴な怪獣らしい姿だったが、アニメ版では、姿が可愛らしい姿に変更されており、マイクを持って「ホヨヨヨーーーン」と奇声を上げる。
地獄の毒虫
「何でもあり地獄」の橋の下の谷底で、亡者たちが落ちてくるのを待ちきれずにはい上がっていき、刺された所は腫れ上がり、二十年ほど腫れが引くことがないと言われている。
ノシシが持っていた溶けた炎の氷に驚いて撤退した。原作では普通の虫のような姿だが、アニメ版では大きな顔そのもののような姿となっている。
ママさんバレーチームの皆さん
声 - 陰山真寿美、川瀬晶子、愛河里花子、AKIKO、蓮見寛子
天国のゾロリーヌがキャプテンをしているママさんバレーチームの選手。アニメでは、ゾロリーヌとくまと共に地獄の様子を見守っており、ゾロリの救出に協力し、先述のエンマの失態に関しても非難した。
パンダてつろう
7つの地獄を全てクリアして、蘇った唯一の人物。原作では記事、アニメでは看板でのみ登場。
ネコジマ
声 - 三瓶雄樹
クレームがよく来るテレビ局「ペケチャンネル」のディレクターをしているネコ。かつて、森にエンマ大王が落とした巨大たこ焼きをゾロリたちが3人で食べ尽くしたのを目撃しており、友達がビデオカメラを持ってくるのを待ったが間に合わなかった。そしてうなぎ屋でゾロリたちを捕まえて、ワゴン車に乗せてうな丼を何杯も食べさせたかと思えば、自らプロデュースする打ち切り寸前の大食い番組への出場を依頼する。この時はお礼を言い忘れたが、他にもたくさんの番組の出来と視聴率が良くなかったため、ゾロリが電気店からかけたクレームの電話を代わって、仲間にワゴン車で迎えに行かせる。そして、番組をたくさん作り変えてもらい、番組を作るクレーマーを決める「クレーマー・クレーマー」によって番組作りをクレーマーに任せて稼いだり、再現ドラマ「アーサー・エルゼ愛の三部作」を放送している。アニメ『かいけつゾロリ』では巨大たこ焼きとゾロリたちの目撃者が、ガオンになったため登場していない。
ネコジマの友人
イヌ。巨大たこ焼きを見つけ、ビデオカメラを取りに帰ったが、戻って来る前に巨大たこ焼きを消された。
○んま大王
エンマ大王がとんま大王に格下げされた際、次期エンマ大王の候補になった地獄の住人。
ソロリしんじゃえもん
エンマ帳に載っていた凶悪犯。突然、刑務所の牢屋で息絶えた。アニメではガオンが作ったソロリが地獄に行ったため、登場していない。
ホラーズ
ようかい大リーグの強豪チーム。
ヘーブ・スルース
声 - 川原和久
ポジションはピッチャーで背番号16。尻から出すオナラから腕に通すチューブを用いて豪速球を投げるピッチャーでコントロールもよく、一試合全て三振をとった経験がある選手だがリストラーズを甘く見たのが災いし、9回の裏でリストラーズに次々とヒットを打たれ、ラストでは友情に目覚めたゴジ松のヒットにより敗北。最初にヒットを打ったノシシのおならを高く評価し、原作では再戦を望んでいる。
ダイ・ガッブ
ポジションはセンターで背番号30。グローブはつけずに自慢の大きな手でボールを捕るが、いちろう（コオロー）がボールを凍らせたせいで手で滑り、初めてエラー。また、ゴジ松の打球に対し、サミー（ダンディ）、ゲーリックと共に三位一体の陣形を取るが、ボールが地面にめり込んでしまい掘れば掘るほど手の大きさが災いしてボールがどんどん埋まっていき、ゴジ松にホームベースまで走り込まれサヨナラヒットを許してしまった。
イバル・トドリゲス
ポジションはキャッチャー。ヘーブの豪速球を受け止める耐久力の持ち主。
サミー・ゾウサ（アニメ版ではサミー・ゾゾーサ）
声 - 川原慶久
ポジションはセカンド（原作ではライト）で背番号33。太い腕で鋭い打球をとばす選手。王ダコ（タコ足八本くん）の6本のうちどれかにあたるだろう打法に惑わされ、エラーを許してしまう。
ブー・ゲーリック（アニメ版ではフー・ゲーリック）
声 - 今村卓博
ポジションはレフトで背番号60。風のように素早く走ることができる選手。1番バッターだが、ノシシの消えるまきゅう(実際は食えるまきゅう)に手も足も出ず、三振を許した。
ダンディ・ジョンソン
声 - 加藤木賢志
ポジションはライト（原作ではショート）で背番号86。打っても守ってもよしで、ジャンプ力は抜群でホームランになりそうな球でもファインプレイでとる選手。9回裏にて、ゾロリが打ったホームラン寸前のボールをギリギリでキャッチした（ただし、直後にバットではなく尻尾に当たったことが判明し、デッドボールと判定された）。
パンク・アイロン
ポジションはショート（原作ではセカンド）で背番号89。足はアイロンのような形をしている。
ウニー・ボウズ
ポジションはファーストで背番号25。ウニ坊主。妖怪学校の先生が投げたボールを打った。
ヘドロ・マルチ・ネス
ポジションはサード。ベトベターやマグマッグのような足をしている。守備は完璧でどんな打球もキャッチできる。
どくみつ（アニメ版ではベロ）、ばけふ（アニメ版ではオトナシ）
声 - 堀川仁（ベロ）、高橋裕吾（オトナシ）
ようかい大リーグの実況・解説者。アニメ版のベロとオトナシはゾロリを目の敵にしているガスをゲストに招くも何度も文句言ったり、芋の話ばかりする彼に邪魔され、憤った。
人喰い草
妖怪ドームの道中に生えている巨大な草。最初に被害に遭ったのは首長島（首長くん）。
ネリー（Nelly）
声 - 新井里美→村川梨衣（『もっと!まじめにふまじめ かいけつゾロリ』）
魔法学校に通う魔法使いのタマゴであるハリネズミ。魔法学校での学年は2年生。伝説の魔法の杖「グルンロッド」を探して、空飛ぶほうきに乗って旅をしている。跳ね上がった茶色のショートヘアーに灰色の瞳が特徴。
双葉を出す魔法だけしか使えないのと、空飛ぶほうきの使い方が不十分で、いつも暴走しているのが欠点である。最初はワガママを言ってゾロリたちを困らせていったが、ゾロリたちと行動しているうちに魔法使いとして成長し、魔法の部屋の終わりのページには、どんな理由にしても戦争は嫌いで、魔法で世界中の武器を花や種に変えて戦争をなくすという夢を得た。
原作には2作品（ストーリーは2作完結のため、厳密には1作品）しか登場していないが、アニメでは「まじめにふまじめ」のあじゃぱー編レギュラーとしてなぞなぞコーナー初回から登場。本編の登場は4話が初。
魔法について一から勉強することを決意し魔法の国に帰ったが、その努力をダポンに利用され魔法の森を封印してしまい、ゾロリたちと共に失われた色のナジョーを探す旅に出る。39話で魔法の森を封印してしまったことに責任を感じ、家に置き手紙を残し、ナジョーとともに校長先生たちの後を追いに行った。魔法の森封印事件解決後は、一輪だけなら魔法でお花を出せるようになった。
一緒に旅をしていたこともありゾロリのことを慕ってはいるが、一度だけ話を聞かずに仕返しをしようとするゾロリを止めようとした。オープニングには第1シリーズから登場しているが、服の色が異なっている。『だ・だ・だ・だいぼうけん!』の中篇ではアーサー夫婦の気球に乗せてもらっていたゾロリたちを助けていたことが明らかになった。
アニメではミリーという姉がおり、イライラが頂点に立つとトゲの生えた怪物になる設定が追加された。
その後、『もっと!まじめにふまじめ かいけつゾロリ』に何度も登場している。
ベムル
声 - 中嶋聡彦
町のリーダー的存在。ゾロリたちを伝説の勇者だと思い込む。
代表者
声 - 梯篤司

町人
声 - いずみ尚、古島清孝、鈴木達央、子安武人

サルウドン
伝説の勇者の話に出てくる魔法使い。魔法の杖「グルンロッド」を作り、弟子ドンドリフに埋めさせた張本人。
マジシャン
タイガーが雇った、自称恐怖の魔法使いたち。カバーフィールド以外はアニメ版『きょうふの大いんせき』と『ちきゅうさいごの日』でタイガーと共に再登場し、ゾロリの計画に協力した。
ヤギー・シロー、ヤギー・クロー
声 - 梅津秀行、いずみ尚
ただのマジックを魔法と言い張る、白ヤギと黒ヤギのマジシャン2人組。最初はシローが単独で登場し、ゾロリたち3人の人形を鳩に変える魔法（マジック）を披露した。しかし、ゾロリたちからは魔法ではなく手品だと言われ、ネリーがぶつかった際に鳩に変わったはずの人形が出てきてしまい、ただのマジックだったことがバレる。その後は相方のクローも登場し、ゾロリ・イシシ・ネリーの絵が描かれたトイレットペーパーを消す魔法（マジック）を披露したが、布で隠れている時にトイレットペーパーを食べていたという種明かしがバレてしまい、ゾロリたちにお仕置きとしてトイレットペーパーでぐるぐる巻きにされ、ミイラ状態になってしまった。
Mr.ミャリック
声 - 子安武人
サングラスをかけたネコのマジシャン。最初はゾロリめがけてトランプを投げつけたあと、次はイシシめがけて粘土で出来ているスプーンを投げつけた（名付けて「ネンドパワー」）。その後、ニャンコーと共にネリーを縛り付けにしてカバー・フィールドの下敷きにしようとしたが、ノシシの策によって自身がカバの下敷きになり、ペチャンコになってしまった。
プリンセス・ニャンコー
声 - 岩男潤子
羽衣を着たネコのマジシャン。魔法（マジック）で箱に入ったイシシを消し、牢屋へ送り込んだ。ミャリックと共にネリーを縛り付けにしたが、ノシシの策によって自身がカバの下敷きになり、ペチャンコになってしまった。
デブッチョ・カバーフィールド
かなり大柄なカバ。空中浮遊と称して、タイガーの手下にピアノ線で引っ張られて登場。ミャリックとニャンコーに捕まったネリーを踏み潰そうとしたが、ノシシにネリーを救われた後で、ピアノ線を支えていた柱を壊されてしまい、ミャリックとニャンコーを下敷きにして潰してしまった。
地獄の診察医
声 - 鈴木達央
とんま大王がえんま大王に戻るために審査を受けさせた医者。耳は聴診器のようになっていて、体の悪いところを調べる。とんま大王は体が悪いところがたくさんあるので（胃が悪い、腸におできが出来ている、ひどい虫歯もある、血管の血がドロドロ）地獄病院に行ってからでないと試験は受けさせないと、失格にする。しかし、ゾロリのおかげで悪いところが治ったので、えんま大王になる試験を受けさせた。
ナジョー（Najoe）
声 - 岩男潤子（長・黄色・オレンジ）、愛河里花子（白・緑）、くまいもとこ（水色・茶色・紺色）、新井里美（紫・若草・赤）、半場友恵（青・ピンク）
どこの世界から来たのかわからない正体不明の謎の妖精。一人称は「わたし」で、ナジョナージョに魔法をかけ、単独で使えるようにした。また、ネリーと共にあじゃぱー編レギュラーとしてなぞなぞコーナー初回から登場したが、本編の登場は11話が初。言葉をしゃべれるが、魔法の森が封印された際「ナジョー」としか言えなくなるが、ゾロリの作った翻訳アイテム「ナジョナージョ」を介して喋れるようになり、物事の謎や問題を解決するために活躍する。その正体は魔法の森を構成する12色のナジョーの長で魔法の森を封印した魔法の本は本来、悪い魔法使いから森を守るための本であった。本を取り返し封印が解けると喋れるようになった。
実はゾロリたちに見せているのは仮の姿で実際は青いウェーブのかかった髪型の小さな女性の姿をしており性別も女性。自分の城をゾロリにあげたが、自身に合う大きさで作ったので、ゾロリたちが入るには小さ過ぎて返されてしまった。
元々は原作版『たべられる!!』付録のナジョナージョ・ブックにのみ登場するなぞなぞの妖精。一人称は「ぼく」で語尾に「ナジョ」と付ける。性別は公開されていなかった。
シカソ、ジャガール、キリ子
声 - 麻生智久（シカソ）、鈴木達央（ジャガール）、新井里美（キリ子）
グラモに騙されていた画家たち。
アナウンサー
声 - 岩男潤子
テイル
声 - 相武紗季
冒険家（アニメでは考古学者）ゲイルの娘。冒頭でタイガーに追われていたところをゾロリに助けられたことがきっかけで、幼少期にもらったペンダントに秘められた謎を解明するためにひた走る。すべてが解決した後、ゾロリに手紙を残し立派な冒険家になるため旅に出た。鞭は原作でのみ使っている。
劇場版『うちゅうの勇者たち』ではエンディングに登場。
ゲイル
声 - ふくまつ進紗
テイルの父で冒険家。妻を亡くし、男手一つで娘を育て上げた。娘が幼いころ、帰宅時にペンダントを渡し、力尽きる。旅の途中に発見した芋を「テイル」と名付け、村から評判があった。
テイルの母
テイルが幼いころに死亡している（『なぞのお宝大さくせん』）。
マディー博士
声 - 菊池正美
タイガーに発明品を披露し、合格した科学者。ブルル社長のしろだるマン、ゴメス署長のキエルンガーZ、ミカエルのピラニア犬（いずれも前述）を作った人物である。原作ではタイガーが大砲の勢いで吹っ飛ばされるのを見届けると負けを認め、ゾロリに遺跡のカギを渡して逃げ出した。映画ではタイガーに愛想を尽かしてニャンガとともに逃げてしまった。
荒れ地の村長
声 - 坂口候一

石像
声 - 柴山平和
三本の鼻毛をはやした石像。正しいものを切ると宝のありかへ進む扉が開くのだが、別のを切るとハチが出てきたり、頭が落ちるとゾロリたちの方へ転がってきたりする。映画ではその宝によって、ゾロリが操縦する石像ロボットになった。
ハチ
高枝切りばさみを持って調子に乗ったイシシが残りの鼻毛を切って出てきた無数のハチでかなりの毒を持っている。ゾロリのハチキラー（レーザー光線によるハエ叩き）で全滅した。原作後編ではそれでも石造の頭の中に残っていて、タイガーの船に送り込まれた。映画では女王蜂の策略で巨大なハチに合体し、ゾロリを襲う。いずれもイシシとノシシのオナラによって全滅した。
恐竜のパパ
声 - 水内清光
恐竜家族の父親。体色はピンク色。「大きょうりゅう」では当時、息子がモジャラに連れ去られた際に探しに行っていたためゾロリたちとは会っておらず、「大かいじゅう」でも未だに息子を探し続けていたため再びゾロリたちと顔を合わせる機会は無かった。恐竜の卵を見にきた初対面のゾロリたちを卵泥棒と勘違いして襲撃したが、そこへ妻と息子たちが現れたことで和解した。
恐竜の赤ちゃん
声 - 小堀幸
卵から生まれた恐竜の赤ちゃん。しかし、ゴリママが動かしていたクレーン車が卵の重みに耐えきれず、卵はそのまま落下し割れてしまったため、親に生まれる瞬間を見せられなかったが、それでも恐竜たちは大いに喜んでいた。
大ダコ
声 - 佐々木義人
イシシに足を食いちぎられ激怒し、ゾロリたちを襲う。劇場版ではディナに触手を掴まれたことで恐竜の卵を掴み、イシシに噛みつかれたのに加えてゾロリに蹴られ激怒した。
しかし、ゾロリたちを呑み込んだクジラののどちんこを絞って、吐き出された卵に飛び乗ったところ共に飛ばされ、さらにゾロリたちのクッション代わりにされ、温泉に浸かった触手が一本ゆで上がってイシシに奪われ、非常食にされた。
ゴリママ
声 - 平松晶子
とある火山の島に住んでいるゴリラの母親。出稼ぎで帰ってこない夫のために移住せずにその場で待ち続けている。残された7人の我が子を養うためにゾロリたちが運んでいた恐竜の卵をゆで卵にしようと目論む。噴火により農作物が不足し、飢えによりやせ細った体型となっている。自分の子供がゆで卵にするための間欠泉の熱湯に落ちそうになったところをゾロリが助けたことから考えを改めてゾロリと約束を交わし、恐竜の家族が住んでいるおっとっ島へ我が子と共に住むことになる。夫は、シルエットでしか登場しなかったが実は忍者・ゴリ丸である。
ゴリママの子供たち
声 - 浅利遼太（ゴッツ）、藤村鼓乃美（ゴル）、佐藤智恵（ゴリカ）、布施川一寛（ゴリ）、相川奈都姫（ゴルミ）、くまいもとこ（ゴラ）、伊東みやこ（ゴリジ）
ゴリママの子供たちの7人兄弟。やせ細っていたためゾロリたちは当初は「子ザル」と勘違いしていた。名前はそれぞれ、ゴリジ、ゴリカ、ゴッツ、ゴルミ、ゴリ、ゴラ、ゴル。ゴリママと共にゾロリたちが運んでいた恐竜の卵を食べようとゾロリたちの前に立ちはだかる。映画版ではその内の一人がディナが所持していたゴーグルをかけている。『だ・だ・だ・だいぼうけん!』の中篇ではゾロリたちに協力していたことが判明した（アニメ版では『まもるぜ!きょうりゅうのたまご』に先駆けて登場）。
イルカ
恐竜の友達。ゾロリたちが乗るイカダを押し進める。

#### 41作 - 50作（たべるぜ!大ぐいせんしゅけん - はなよめとゾロリじょう）
ギャルツネチーム（アニメ版ではツネ美チー厶）
大食い番組の優勝候補。最初の決勝戦で対戦相手のアトウ・サイチームの反則負けにより優勝となるも、ギャルツネが「納得がいかない」と抗議したため、敗者復活で勝ち上がったゾロリたちとの真の決勝戦で対決、勝利を収める。しかし、シロブウタがリプレイ映像で完食していなかったことが発覚し、失格になってしまった。
アニメではゾロリ考案の食リポ番組でゾロリたちと対決する展開になっており、ツネ美チー厶以外の面々は登場しない。
ギャルツネ（アニメ版ではツネ美）
声 - 柚木尚子
超人的な食欲でどんな物でも完食してしまうキツネ。番組出場者の紅一点。
ジャイアントシロブウタ
声 - 遠藤大智
ギャルツネに次ぐ腕前とチーム一の巨体の豚。
カメマロ
声 - 宇野翔真
カメレオンがモチーフで身体は小さいながら、自慢の長い舌をも使いこなす。
ミソショウユーチーム
力士3人で構成されたチーム。1回戦で敗退してしまい、最後まで出番が無かった。
ミソショウユー
ササニシキ
シャケボノ
アトウ・サイチーム
グルメな老人3人によるチーム。最初に決勝まで残ったが、全員が苦手なチンジャオロースのピーマンを食べずに隠し持っていたことが発覚し、失格になった。
アトウ・サイ
あらゆる衝撃に耐えられる頑丈な体を持つ。
ウガンダム・トラ
コスプレのような被り物をしている。
ナカオワニラ
ワニの大きなアゴが特徴。
ウシヅカチーム
ぽっちゃり体型で、辛い物好きの3人で構成されたチーム。2回戦で敗退するも、敗者復活戦でゾロリたちと対決した。
ウシヅカ
ポポンヤスズキ
ウマッスル
辛さ200倍の激辛ラーメンを食べた激辛チャンピオン。
サーブ
声 - 銀河万丈

スーリム
声 - 武隈史子

スリムお嬢様

リゲラ
声 - 下野紘
町の小さな電気店の一人息子。小さな物を5cm動かせる超能力を持っている。
ニイラ
声 - 沼倉愛美
消防士の娘。ピンボケだが念写や透視の超能力を持つ。念写は写真だけでなくFAXでも有効な模様。
ジュン
声 - 観世智顕
町の鍵屋の一人息子。四文字のテレパシーを送る超能力を持つ（ひらがなかカタカナ）。
リゲラパパ
声 - 荻野晴朗
町の小さな電気店の店員。写真立てが突然倒れたため、息子が捕まっているカレー工場へと駆けつけた。
ニイラパパ
声 - 勝杏里
町の消防署員。FAXからカレータンクの写真が送られてきたため、娘が捕まっているカレー工場へと駆けつけ、瓦礫や残骸などで退路を造った。
ジュンパパ
声 - 江頭宏哉
町の鍵屋の主。ふと頭に「タヌキテ（タヌキと助けてを合わせたもの）」という言葉がよぎり、息子が捕まっているカレー工場へと駆けつけた。
ポポンタ
声 - 三宅健太
町の丘の上に大きなカレー工場を作った。その工場のカレーはタダ同然で作れるという情報だったが、実は地下工作で作り上げた泥水を「ばかしメカ」という特殊な機械を使ってカレーに変えるという偽造だった。カレータンクが崩壊した後、窓から逃走を図るが中から出てきた泥水に落下し、泥が固まってしまい動けなくなってしまった。ゾロリたちと遭遇して助けを求めるも、ゾロリは「自業自得」と一蹴し、スルーされた。
ラグロー
声 - 水内清光
とある町の市長。ロジーに「エコ会館」建設のための税金を盗んだ濡れ衣を着せられたゾロリたちを責め立てるが、ゾロリに否定されると「真犯人を見つけ出して税金を取り戻せば罪は問わない」と約束する。だが同時に「3人もいて、そのうち2人に逃げられたら困る」という理由から、イシシ・ノシシを地球温暖化で溶けた雪解け水が溜まる池の真ん中の柱に拘束し、「市役所が閉まる夕方5時までに来なければ2人は水の泡になる」とゾロリに脅迫する。性格は慇懃無礼そのもので、常に相手を見下すような微笑みを浮かべており、「もう会議で決まったこと」が口癖。前述のように、イシシ・ノシシを水攻めにしようとするなど残忍な面もある。「エコ会館」を今まで3つも建造しており、4つ目の建築を計画しているが、エコに対する意識を高めることを市民に押し付けるだけで自分は何もしない上、肝心の「エコ会館」も退屈すぎて誰も訪れないため、ロジーを初めとする市民からは反感を買われており、建設が決まる度に抗議が来ても、前述の口癖で追い帰していた。実は市の工事全てを親戚であるコネハの会社にまわして、彼に金儲けをさせるのが目的だったことが明らかとなるが、それを内緒話で聞いていたイシシ・ノシシに指摘されても「自分はエコを薦めるよい人物として市長に選ばれた」「自分の言うエコはえこひいきのえこ」などと知らん顔をし続けたためにゾロリの怒りを買い、取り戻した税金を奪われた挙句、アルマを人質に取られて立ちすくんでしまった。
コネハ（アニメ版ではコネール）
声 - 荻野晴朗
建設会社の社長。「エコ会館」を建設した。ラグローに合いの手を入れることもある。ラグローの一大プロジェクトに感動し、格安で工事を引き受けたというが、実はラグローとは親戚であった。
ロジー
声 - うえだゆうじ
市民のリーダー。「エコを薦めるよい人物」と聞いてラグローを市長に推薦したが、彼の行いを見てひどい市長だと気がつき、彼に反感を抱いていた。「エコ会館」の建設を中止しようと市役所へ講義に行く度にラグローに「もう会議で決まったことだから無理だ」と追い返されていた。税金を積んだ幌馬車を追いかける途中、とっさにゾロリに化けて、ゾロリと勘違いしたイシシとノシシから税金を奪い取り、彼に濡れ衣を着せた。その後、追っ手が来ると困ると思い、アルマに税金の入った箱を渡し、市の集会場に届けるよう頼んだ。その後、現れたゾロリに、イシシとノシシを助けるために税金を自分に預けるよう頼まれるが断り、他の市民と一緒に彼を集会場の物置に閉じ込めてしまう）。
アルマ
声 - 塾一久
町で郵便配達をしている老人。ロジーとは知り合い。配達中に荷車が壊れて倒れてしまったところを、偶然ゾロリに助けられ、「ゾロリにそっくりなマスクマン（ロジー）」のことを教える。その後、ロジーのやり方に不満を持ち、集会場の物置に閉じ込められていたゾロリを助け、協力してイシシとノシシを救出することになる（その際にゾロリと同じマスクとマントを着用していた）。手先が器用で、その辺の草からロープを編むことができる他、薬草にも詳しく湿布薬を作ることができる。ロジーと同じようにラグローを市長に推薦したが、ひどい市長だと気がつく。事件後にゾロリに税金を渡されると、「すぐに市長を選びなおし、取り戻した税金は地球のためエコのために役立てる」と礼を言った。
カバリス・キルトン
声 - 玉川紗己子
大金持ちで、ブランド物を体中にぶら下げている。超特急ぴっかり号の車両一両を借り切るが、重井沢駅での停車時間が1分しかなかったことを車掌に嘆いていた。ゾロリや兄とはぐれたノシシを救う。
アリウス
声 - 林原めぐみ
ゾロリが一目惚れした、ガパパ村の小学校の先生を務めるウサギの美女。しましま病に侵された生徒たちを救うために一人でガパール山へ向かうことを決心するなど、正義感は強い。ブルルの工場への侵入時にはルクトと共に記者に扮してゾロリと協力した。終盤でルクトからプロポーズされ結婚する。
劇場版『うちゅうの勇者たち』ではエンディングに登場。
ルクト
声 - 宮本充
ガパパ村の住人でありマロウ博士の助手のクマ。薬に詳しく計算が得意であるが、極度の高所恐怖症である。惚れた相手がアリウスではなくマミと思い込んでいたイシシとノシシに背中を押されたことで勇気をもらい、騒乱後にアリウスにプロポーズした。
マロウ
声 - 屋良有作
しましま病の研究をしている博士でアリウスの父。
マミ
声 - 安野希世乃
ガパパ村の住人。当初はゾロリたちから「ルクトの婚約者」と思われていたが、実はルクトの妹であり単なる寂しがりやな性格に過ぎないいわゆるブラコンである。
戦斗マン
声 - 田邊幸輔

オカメンライダー
声 - 露崎亘

家電店店長
声 - 星祐樹

パグ
声 - 塾一久
ブタンカーメンを始めとする美術品コレクター。イシシをブタンカーメンを盗もうとしたコソ泥と誤解し、ゾロリも共犯として警察に突き出そうとしたが、イシシの活躍で暗躍がバレてしまった。
フェネック
声 - 北沢洋

遊具屋
声 - 坂本くんぺい

シルケン
声 - 江頭宏哉

ライノ
声 - 新祐樹

ジラフ
声 - 三瓶雄樹

チータ
声 - 武田太一

#### 51作 - 60作（メカメカ大さくせん - 王子さまになるほうほう）
ゾロの山
「ロボット相撲」でのゾロリたちのロボット力士。
ブルの海
「ロボット相撲」でのブルルとコブルのロボット力士。
ローズ
声 - 早見沙織
ネコの女スパイ。表向きは電機メーカー会社で極秘裏に諜報活動を行う秘密会社に勤める。冷静沈着だが、周りの人物に振り回されることもある。身長はゾロリより高い。
『もっと!まじめにふまじめ かいけつゾロリ』では原作より出番が増え、準レギュラーとして登場している。アニメ版では謎解きのような頭脳プレイはあまり得意ではない。
ルドジ
声 - 関智一
ローズの部下のスパイ。その名の通りドジ。
『もっと!まじめにふまじめ かいけつゾロリ』ではローズと共に出番が増えており、第2シリーズの「きょうふのドッジボール」では彼女を伴わず単独で登場した。
カメレオーネ
声 - 間宮康弘
カメレオーネ一座のボス。
ボス
声 - 高口公介

レオン
声 - 福西勝也
カメレオーネの部下。体を透明にすることができる。ゾロリにうんこのラクガキをされた（アニメではハート）。

エム
声 - 北沢洋

部長
声 - 櫻井トオル

社長
声 - 坂本くんぺい

開発員
声 - 新祐樹

門番
声 - 光部樹、鷲見昴大

用心棒
声 - 佐久間元輝

配達員
声 - 飯田誠規

ランプの魔神
声 - 稲田徹
ゾロリが見つけたランプの中に入っていた魔神。530年間もランプに閉じ込められていたが、ノシシの願いで自分とゾロリの立場が入れ替わり自由の身となった。ゾロリも魔神の力を手に入れたが、魔法が使えないため逆に大混乱してしまう。当の魔神本人も様々な仕事をするもどれも失敗続きでクビにされ落ち込み、ゾロリたちに自分をランプに戻してくれと頼み、ゾロリに魔法の説明をしたことで元に戻れた。
サラリーマン
ノシシからランプの願いを聞いてくれと頼まれるも、いい加減な願い（1回目はコーヒーを買う、2回目は肩たたき）しかできなかったため、3回目の願いでランプやゾロリたちもろとも遠くへ投げ飛ばした。
ボルケ
声 - 岡井カツノリ
チャームの彼氏。コッチャ村出身。チャームと共に村同士の争いを止めようとしていた。ゾロリによって勇気をもらい、村が和解し、最後に自分とゾロリの立場を入れ替わろうとするも、ゾロリは二人の幸せを選んだため、代わりにノシシとイシシの立場を入れ替え、晴れてチャームと結ばれた。
チャーム
声 - 佐倉綾音
ボルケの彼女。アッチャ村出身。ボルケと共に村同士の争いを止めようとしていた。ゾロリからルバーレの悪巧みを聞きだしたことで村が和解し、ボルケと結ばれた。
ルバーレ
声 - 永野善一
コッチャ村に雇われた学者教授。村同士の争いについて研究していたが、その実態は裏で村の木を根こそぎ盗もうとした極悪人だった。
ボル
声 - 三瓶雄樹
ルバーレの部下。口を滑らせて作戦を喋ってしまうなどドジな一面もある。
ボルケの父
声 - 坂本くんぺい
コッチャ村の村長。
チャームの父
声 - 水内清光
アッチャ村の村長。
コンビニ店長
声 - 佐久間元輝
大魔神が温め・箸・おしぼりと3つのサービスを出して店が行列したためクビにした。
ハンバーガー店店長
声 - 拝真之介
大魔神がセットを全て無料にしたためクビにした。
レストラン関係者
声 - 町田大和（店長）、江頭宏哉（店員）
大魔神が食器を割ったり、お使いを間違えたりしたためクビにした。
生花店店長
声 - 金城慶
大魔神が花束を作ったが、花束を注文した男に代わってプロポーズしためクビにした。
大王イカ
ゾロリたちを襲った巨大なイカ。ゾロリとノシシを食べようとするもノシシのオナラに引っ張られ、さらにノコギリザメに触手を引きちぎられた。
ノコギリザメ
ゾロリたちを襲おうとするも、誤って大王イカの触手を引きちぎってしまう。
ケント
声 - 山下大輝
犬の男の子。病弱で身体が悪く長い入院生活を送っていたが、その間に様々な本や図鑑を読んでいたためあらゆる知識に長けている。
退院した当日にゾロリたちと出会い、体力づくりを兼ねた探検ごっこをしたり、クイズを解いたり、思い出話を聞いたりと楽しいひと時を過ごす。クイズ番組『ファミリークイーズ』に出演する当日に病気が悪化してしまい、これがきっかけでゾロリたちが代わりに出場することになる。
ケントの両親
声 - 遠藤大智（父）、清水理沙（母）
ツキヨタケを食べて瀕死の状態になっていたゾロリたちを実家に連れて介抱した後、「息子を元気付けて欲しい」という理由でゾロリたちに部屋と食事を提供する。
ミロ・モン太（アニメ版ではMC・Q）
声 - 堀内賢雄
ゾロリたちがケントファミリーの代わりに出場することになったクイズ番組『ファミリークイーズ』の司会者。
ヤギラファミリー
声 - 梶川翔平（父）、武隈史子（母）、観世智顕（ヤギ男）
クイズ番組『ファミリークイーズ』の出演者の一組でヤギの家族。
チキチータファミリー
声 - 佐久間元輝（父）、櫻井智（母）、美波わかな（チー吉）
クイズ番組『ファミリークイーズ』の出演者の一組でチーターの家族。
シャーロット
声 - 清水理沙
廃校となる小学校の教師。隣町の小学校に転校するチッポの将来を心配する。妖怪運動会では雪女に仮装した。
チッポ（アニメ版ではポッチ）
声 - 武隈史子
リスの男の子でシャーロットの教え子の一人。一年生。妖怪が大好きで休み時間には「妖怪大事典」を一人で読んでいる。妖怪運動会ではカッパに仮装した。
ケレル
声 - 光部樹
チーターの男の子でシャーロットの教え子の一人。六年生で来年中学生を迎える。足が速い。妖怪運動会でははなちょうちんおばけに仮装した。
当初はカンガルーのような外見のキャラクターとして出す予定であった。
ジュネ
声 - 美波わかな
ネコの女の子でシャーロットの教え子の一人。六年生でケレルと同様、来年中学生を迎える。妖怪運動会ではトイレのジュネ子さんに仮装した。
グルン
声 - 鈴木裕斗

ダリル

バッチリー
声 - 中西正樹

メダリスト
声 - 木村太飛、岩沢一哉

エッタ
とある城のお姫様。
テイラー
エッタに届けるためのドレスを作った洋服屋の男性。
ヒョウタ（アニメ版ではヒョウタロウ）
声 - 山内健嗣

オーツ（アニメ版ではクリス）
声 - 野島健児
コスモ姫の王子様候補の一人。家具屋を経営しているヤマアラシ。
ドランプ（アニメ版ではボブ）
声 - 古島清孝
コスモ姫の王子様候補の一人。大金持ちのアヒル。
ブタまる（アニメ版ではブタまろ）
声 - 高戸靖広
コスモ姫の王子様候補の一人。物知りで言葉遊びが得意な最年長のブタ。2次審査で惜しくも落選してしまうが、城に擬態していた宇宙船の中に忍び込んでいた際にコスモ姫と意気投合し、結婚した。
ジョブル（アニメ版ではジョー）
声 - 佐久間元輝
コスモ姫の王子様候補の一人。折りたたみ式の本「スマート本」を開発したブルドッグ。
キケゾウ（アニメ版ではゾウスケ）
声 - 江頭宏哉
コスモ姫の王子様候補の一人。ラーメン屋を経営しているゾウ。
バカス院長
声 - 観世智顕
コスモ姫の王子様探しの3次審査でドランプが連れてきたタヌキの世界的整形外科医。

#### 61作 - 70作（かいていたんけん - きょうふのダンジョン）
乙ひめ
声 - 久川綾

甲ひめ
声 - 美波わかな
海底の遊園地「ゆうぐじょう」の主である亀の女性。父親のウミガメがビニール袋を飲み込んでいた所をゾロリたちに助けられ、お礼にゾロリたちをゆうぐじょうでもてなす。

丙ヒメ
声 - 永井真理子

丁ヒメ
声 - 根本京里

カメ
声 - 坂田将吾
甲ひめの父親であるウミガメ。ビニール袋を飲み込み窒息死寸前だったが、偶然釣りをしていたゾロリたちの釣り針に袋が引っかかったため難を逃れた。その後、お礼にゆうぐじょうにゾロリたちを招待した。

医者
声 - 城岡祐介

フウセンウナギ
声 - 宮園拓夢

ポロン
声 - 古島清孝

村長
声 - 坂本くんぺい

地底人
声 - 田中啓太郎、山田親之條

アルゼル
声 - 三田ゆう子
アーサーとエルゼの息子でマーサの兄。ゾロリをドラゴン退治の師匠として崇める。顔はマーサと異なり半分が黒い。
マーサ
声 - 大野柚布子
アーサーとエルゼの娘でアルゼルの妹。ケガをした人は放っておけない献身的な性格。
ゾロリがアルゼルを真の英雄に仕立てようとした画策で改良されたドラゴンメカにさらわれるが、アルゼルによって救出される。
ドラゴン
声 - 宮園拓夢
ゾロリが作ったメカではなく、ビビリ山に生息する正真正銘の本物の緑色のドラゴン。左足に撒きついていた茨の痛みに耐え切れず大暴れしていた。
ヘヴァーン・デルヨン初号機（アニメ版ではガンダブー）
ブーデル博士がゾロリたちと共に地球を救ったおならエネルギーで社会の役に立とうと開発した災害救助用の巨大ロボット。操縦するためには3人の操縦者のおならシンクロが100％にさせる必要がある（『ロボット大さくせん』）。
グレイ
声 - 三瓶雄樹
マニイと結婚した犬のベテラン宇宙飛行士。
マニイと共に自家用ロケットの「マニイ号」で宇宙へ6泊7日の新婚旅行に向かうが、ロケットのエンジントラブルにより命の危険にさらされてしまう。
ラッタ
声 - 岩崎諒太
イシシが出会ったネズミの男の子。
川の水かさが増えて出られなくなった仲間のネジュウとマウルを助けに行こうとするも、岩につまずいて足をくじいてしまう。
ネジュウ
声 - 田邊幸輔
ラッタの仲間の白いネズミ。
マウル
声 - 美波わかな
ラッタの仲間のネズミ。
カナヅチで泳ぐことができず、一人だけ取り残されてしまうが、イシシによって助けられる。
ヒポポ
声 - 生田絵梨花
スターを目指すカバの少女。あることがきっかけで歌えなくなってしまう。
カピラ
声 - 掛川裕彦

モール
声 - 最上嗣生

パナロ
声 - 近藤浩徳

ウマのレポーター
声 - 村上裕哉

ピエール
声 - 福西勝也

カブトムシのヘルム、タマムシコガネのカラメ、カミキリムシのキリム、クワガタムシのガンタ

子バリガリ
声 - 美波わかな

### アニメオリジナルキャラクター
ここでは、アニメ版のオリジナルキャラクターを紹介する。次作以降に登場するアニメ・劇場版オリジナルキャラクターについてはまじめにふまじめ かいけつゾロリ あじゃぱー編・まじめにふまじめ かいけつゾロリ ゼッコーチョー編・もっと!まじめにふまじめ かいけつゾロリを参照。
ダルマニアン
声 - 内海賢二
ガララット山へ伝説の魔本（ブックラこいーた）を手に入れようとして地図を奪った大金持ちの男。だがそれは笑ったことがない娘のポメラに笑顔を与えるためである。その後ブックラこいーたはゾロリの手に渡ったものの、ポメラを笑わせるという目的は果たすことができた。
ポメラ
声 - KAORI
ダルマニアンの愛娘。感情表現に乏しく生まれて一度も笑ったことがなかったが、ブックラこいーたのオヤジギャグで笑いのツボに入り、初めて満面の笑みを見せた。
ヨーガンス
声 - 茶風林
ガララット山に住んでいる溶岩男。外見とは裏腹に親切で優しい。岩が好物だが、なかなかうまく食べられないため放屁が村の地震や火山の噴火の原因となった。
山麓の村長
声 - 坂口候一

ビルポンママ
声 - 進藤尚美
魔法で蜂にされていた。ゾロリの近くに飛んできて、ビルポンの部屋へ案内してグルンロッドについて露見させ、そのあと小さくされて踏まれそうになったゾロリを助け、グルンロッドを奪取したイシシとノシシに元の姿に戻してもらい、お仕置きとしてビルポンに尻叩きをした。
タイヤに乗った男の子

クレー4兄弟
声 - 真殿光昭
クレヨンの4兄弟で、それぞれ赤、青、黄色、緑をしている。
クレー24兄弟
声 - 江川央生、山寺宏一、阪口大助 他
4兄弟の弟たちで彼らを含めると28兄弟。集団で襲い掛かるが、ゾロリが作ったイシシとノシシのオナラを原料にした扇風機で吹き飛ばされた。
カードくん
声 - A - 阪口大助、B - 高橋裕吾、C - 川瀬晶子、D - 山根剛、E - 陰山真寿美、F - 真殿光昭、G - 高橋まゆこ、O - 高橋裕吾、P - 川瀬晶子
ポークス市長
声 - 加藤精三
スパニー市市長のブタ。銅像を強奪されたことに腹を立てていた。そのためゾロリを偽って刑務所に行かせたが、破損して暴走したキエルンガーZに家を消されてしまったことで結局単独犯行だということが発覚。たまたま通りかかったチポリとトポルに見つかり、逆に拘置所送りになった。
プーデルとヨーデル
スパニー市にあったがポークス市長が盗んだ黄金の銅像。理由は「邪魔だったから自分の銅像を建てたかった」ためである。
マルチーヌ
声 - 水樹奈々
母親へのプレゼントを買うために城を抜け出した姫のマルチーズ。見た目は結構普通の女の子らしい格好。イシシ、ノシシがメインとなるアニメオリジナルストーリー2つで登場。ゾロリと初めて対面したのはゼッコーチョー編である。
劇場版『うちゅうの勇者たち』ではエンディングに登場。
バスキー、バグ
声 - 江原正士、龍田直樹
マルチーヌの家来のネコとイヌ。勝手に城を抜け出したマルチーヌを追いかけるが、イシシとノシシに、マルチーヌを狙う悪者と勘違いされてしまう。
王妃
声 - 鈴鹿千春
マルチーヌの母。
おばちゃん
声 - 陰山真寿美

バスの運転手
声 - 高橋裕吾

ケーキ屋店主
声 - 川瀬晶子

ガス
声 - 大川透
とある芋畑の主人であるウサギ。短気で頑固な性格。お芋に深い愛情を持っている。ゾロリに芋畑を荒されて腹を立て、畑に不法投棄したのもゾロリだと勝手に決め付け、ゾロリに「宇宙人を連れてくるまで芋畑から出さない」と、電子バリアー付きの柵で閉じ込めた。
その後、妖怪大リーグ戦で売り子のバイトをしていた最中にゾロリを知っている理由で急遽、司会者として登場するが、何かにつけて芋について述べるなどほとんどベロとオトナシの邪魔ばかりしたため、彼らから疎まれた。前回敵視したゾロリたちに大量の芋を与えた。また彼の芋はノシシごと宇宙にさらわれた時にノシシが目印として宇宙に残しており、映画にていまだに宇宙に残っていたことが明らかになった。
ゾロリ城
声 - 天田益男
ブルル公爵がくじの景品にしていた人工知能付きの家。ゾロリが大当たりを引き、住み始めてすぐにリフォームを命令し、ゾロリ城となった。
風呂に入っているゾロリを覗き見したブルルとコブルを退治せよとの命令を受け、撃退するがゾロリをも「侵入者」扱いとして城から追い出す。その後、イシシやノシシとともにゾロリが屋上に登り、旗を掴むことで征服したが、荒れた城内の掃除を命令してみると、城自ら海に飛び込んで海底へ沈んでいってしまった（ブルルも「勝手なことをする失敗作」とぼやいていた）。命令を受ける時は「家（イエ）ーイ」と答える。また、変形の度に「ハッスル」の替え歌を歌う。
その後、家出した人魚姫に拾われ、中に住まわせ新たな主として随っていたが、人魚親子の宇宙旅行のシャトルになった。
さらにその後は人魚姫に自由にさせられお城の形のままプロペラで大空を飛び、旧主ゾロリたちをケーキを刺した釣り針で釣り上げた。そのゾロリたちは3日も食事を摂っていなかったので、巨大冷蔵庫から大量に食材を出し、信じられない速さで料理を作り大盤振る舞いしたが、ゾロリがお風呂に入っている間にイシシとノシシがお城に貯蔵してある食べ物を食べ尽くしてしまう。仕方なく地上に降りて食糧探しをするというゾロリを、主を失う寂しさから城内に閉じ込め、お城の夢を捨ててでも他の幸せを勝ち取ろうとあの手この手で逃げようとするゾロリたちを懲らしめるが、気分転換をさせてくれと頼まれて出してみた壁紙で紙飛行機を組み立てて風に乗る策は見抜けず、底部のエンジンを噴かして追うとイシシがおならブースターでさらに引き離し、ついに雨雲に飛び込まれ主の最期を目にしてしまうのかと思ったがゾロンドを発見、雨雲から脱出させてもらったゾロリに「正義の味方」と紹介され、ゾロンドのような人助けを志望、自立を宣言してゾロリたちを解放し旅立っていった。
アニメオリジナルキャラクターの内ではガオンに次いで多くの出番があった（ガオンと違い、全てアニメオリジナル）が、『まじめにふまじめ』、劇場版のいずれにも出番が無い。
ガオン
声 - 江原正士
作りたいものを探して旅を続ける一匹オオカミの科学者。正義の味方や悪人ではないゾロリのライバル。知力・体力・腕力・手先の器用さ、どれをとってもゾロリとほぼ互角である。
ゾロリとは実力を認め合う良きライバル同士。一度だけゾロリに勝っているが、何回かはゾロリが勝っておりほとんどは引き分けで終わっている。
実は名称不明の国の王子なのだが、世界を見たいという思いから度々城を抜け出して旅に出ていた。
シンシアという母がいて、ゾロリ同様母親思い。ゾロリは、帰る場所があるからと母親からの連絡が来た際には勝負とロジャー（偽者）探しを中断させてまで家族を大切にと国に帰したこともある。被っている帽子にはマジックハンドがついている。ブックラこいーたやイシシ・ノシシや、果てにはゾロリまでもをロボットで再現したが、逆にゾロリにロボットで再現された。
アニメ版『じごくりょこう』では偶然にもゾロリが地獄に行く原因を作ったが、本人は最後まで気づかないままに終わった。
『ちきゅうさいごの日』では、自分の城から隕石の迫る空を見上げていたが、バイクを飛ばしてブーデル研究所に駆けつけ、ゾロリとの決着がまだついていないことを惜しんでいると言って、技術部の大きな力になった。このとき、まだ出会ったことがないロジャー（本物）や妖怪学校の先生などと協力し合った。
アニメオリジナルキャラクターの内では最も出番が多く、第1シリーズ、あじゃぱー編、ゼッコーチョー編全てに登場した唯一のキャラクターとなったが、劇場版は『なぞのお宝大さくせん』『まもるぜ!きょうりゅうのたまご』のエキストラとして以外出番が無い。
メカイシシ、メカノシシ
声 - 愛河里花子、くまいもとこ
ゾロリ一行を見て仲間が欲しくなったガオンが作ったイシシ、ノシシそっくりのロボット。ガオンの子分にあたり、ガオンのことを第1シリーズでは「ガオン博士」、ゼッコーチョー編では「ガオン様」と呼んでいる。イシシ、ノシシは自分たちの偽物を作られ、なおかつ馬鹿にされたことに立腹しこの2台と勝負した。走る速さと、泳ぐ速さと、大食いで勝負を望んだが、このメカの威力に負けた時は落ち込んでいた。おならで空を飛んだり、鼻からホースのように水を噴射させたり、足の側面にある車輪と腰から出る車輪を利用して尻からジェットエンジンを出して飛行機の離陸のように走ったりもする。両方とも、語尾に「メカ」をつける。最後は修行のためにガオンから別れ、ある村で働いているところをゾロリが作ったメカガオンに惑わされたが、ゾロリがメカガオンを女性にモテないように改造すると、彼らは偽物だと見破った。
ソロリ（メカゾロリ）
ガオンが作ったゾロリそっくりのメカ。性格や能力、作られた理由など詳細は不明だが、ガオンの知らぬ間に地獄に落ちるようなことをやらかしたようで突然自爆してしまった。エンマ大王のエンマ帳に名前が載っていたが、エンマ大王がエンマ帳を読みながら、胡麻煎餅を食べていたため、ゴマが閻魔帳にくっついて「ゾロリ」と間違えてしまったため。
シロク大統領
声 - 塚田正昭
ヒエール国の大統領をしているシロクマ（『おやじギャグ大さくせん』）
オットー副大統領
声 - 小森創介
ヒエール国の副大統領をしているオットセイ（『おやじギャグ大さくせん』）。
占いオババ
声 - 山田美穂
ヒエール国の占い師をしている老婆のペンギン。一度も外れたことが無いことで有名らしい（『おやじギャグ大さくせん』）。
人魚姫
声 - 齋藤彩夏
ママに遊んでもらえず城から逃亡し、海に沈んだゾロリ城に住み着いていた人魚の王女。その後、ゾロリ城をシャトルにして宇宙へと飛び立つが、ホームシックにかかりママのもとへと戻る。そして、ママと一緒に宇宙へと飛び立つが、故郷が恋しくなりゾロリ城と別れて帰っていった。
人魚女王
声 - 日髙のり子
人魚姫の実母。城から逃亡した娘を心配して、クラゲの大軍を送り込んだ。後にわが子と遊ぶことも重要であることに気づいて人魚姫とともにシャトルになったゾロリ城と宇宙へ出発するが、最後は故郷へ帰っていった。
タツじい
声 - 龍田直樹
タツノオトシゴの姿をした人魚姫の付き添い。人魚姫のわがままぶりにいつも悩まされている。海中で息ができないゾロリたちに魔法の真珠をあげた。宇宙へは行かず留守番していた。
クラゲ軍団
声 - 高橋裕吾、川瀬晶子
人魚女王に仕える兵隊。
普通のクラゲの姿。
ピッカリン国の国王
声 - 渡部猛

ピッカリン国の警察署長
声 - 中嶋聡彦

ピッカリン国の警官
声 - 茂木優、高橋裕吾

ネコの警察官
声 - 茂木優

カバのハンバーガー屋
声 - 水島裕
営業第一をモットーにし、スマイルが苦手なゾロリや怖い顔をする妖怪たちを厳しく指導したが、ゾロリのバーガーロボを高く評価した。
バーガーロボ
声 - 水島裕
アルバイト内容が来客対応のみではなくなったゾロリが開発した犬型のロボット。非常に単調な動きでハンバーガーを作り上げ、売れ行きが上がった。
チンク
声 - 高山みなみ
優しい性格のイヌの少年。祖父と二人暮らし。肩書きは「漁師」であるが、気が弱く臆病で大人たちからバカにされ「半人前」扱いされており、大半は炊事（主におでん）などの雑用がほとんどである。海で暴れている巨大イカのヨッちゃんを悪いやつではないと信じ続けている。最後はヨッちゃんにドーベルが刺した釣り針を抜いて助けたことで大人たちから認められ、一人前になった。
ヨッちゃん
声 - 小野健一
頭に4つの星のマークがあることからチンクたちからそう呼ばれているイカ。行動はクラーケンそのものだが、実は優しい性格の持ち主。ドーベルが足に釣り針を突き刺したことで痛がって海を荒らしまくっていた。『つかまる!!』では類似した姿で顔が赤い落書きが描かれ、類似した唸り声も上がっていた。
ドーベル
声 - 田中正彦
チンクたち漁師が乗っている漁船の持ち主。金儲けが趣味。ガオンと共にタッグを組み、海で暴れているイカのヨッちゃんを倒そうと計画するが、実はヨッちゃんを大暴れさせる原因を作った張本人であり、ヨッちゃんの足に刺さっていた釣り針に書かれてあった自身の名前をゾロリに読まれてしまったことから犯人がばれ、最後はヨッちゃんに食べられかけ逃げた。
チンクの祖父
声 - 田中正彦
すでに年老いており、船はボロボロだった。チンクの両親についてゾロリに語った。
漁師
声 - 宮澤正、今村卓博、森訓久、園部好徳、高橋裕吾
海を荒らしまくっていたヨッちゃんを退治しようとしていたのを反対したチンクに対し、半人前である彼が一人前である自分たちに逆らった罰として「今日からおでんは半分しか食べちゃ駄目だ」と言い放つが、後にチンクがヨッちゃんを助けたことで、彼を一人前と認めた。
シンシア
声 - 兵藤まこ
ガオンの実母でとある城の女王様。旅に出ている息子を事情は知らなかったままだが心配している。2回目はソロリの最期を見届ける役回りでの登場となったが、まじめにふまじめにてガオンの持っている携帯電話にはかけている。
タヌキ王子
声 - 高橋裕吾
ピンポン大会初戦でゾロリと戦った王子。ズルをするゾロリに審判に文句を言っていた。
どくかわぶた
フグに似た人相が悪い毒のある魚。悪魔がイシシとノシシにスープ鍋へ入れさせたが、放り投げられてしまった。

## インチキこい〜た
インチキこい〜たは、アニメ版オリジナルのアイテム。第35話「にんじゃ大さくせん」から登場した。

## ブックらこい〜た
ブックらこい〜たは、アニメ版オリジナルのアイテム。第5話「せいなる本」から登場した。見た目は本のようだが「茶碗にちゃわんな!」や「バッターはがんばったー」、「この本読んでブックらこい〜た!」などと言った強烈なおやじギャグを発する。ダジャレを言い終わると金から銀へ、銀から金へと表紙の色が変わっていく。このブックらこい〜たに纏わるオリジナルストーリーがいくつか作られ、第29話「おやじギャグ大さくせん」では、ゾロリのライバルである科学者・ガオンの手による偽の「ブックらこい〜た」が登場。どちらが本物かを決するため、ゾロリ・ガオン両雄によるおやじギャグ合戦が繰り広げられた。なお、ブックらこい〜た自体はアニメ版制作に伴い作られたアニメオリジナルアイテムのため、原作には一度も登場しない。さらにバンダイから「ブックらこい〜た」金・銀の二種類が発売された。4つのミニゲームをクリアして全130種類以上のおやじギャグを集める。ミニゲーム以外にもカードをスキャンして集める、対戦で奪い合うなど、おやじギャグ以外にも原ゆたかの台詞、ゾロリの台詞、屁の音とアニメよりも充実している。アニメ版ではおやじギャグを言い終えた後に冷気を放ち、吹雪を起こしたり、雪を弾にして対象の相手にぶつけたりする他、眠気も誘う。

### おやじギャグコーナー
この本が本編終了後に一つだけダジャレなどを言う「ゾロリのこれまたブックラこいた」というミニコーナーがあった。

### 作中のおやじギャグ
せいなる本
- イルカはいるか？
- ネコが寝こんだ
- イクラはいくら？
- 電話にでんわ
- ふとんがふっとんだ
- ラブレターがやぶれたー
- スキーがだいすきー
- カレーはかれー
- ライスがないと辛いっす
- カモがカモーン
- 栄養はええよ
- 校庭に残うてい
- ボクサーは僕さぁ
- バッターは頑張ったー
- 羊羹をようかんで
- この靴、窮屈
- 宴会やってもええんかい？
- カナリアはかなり嫌
- 校長先生絶好調！
- 茶碗にちゃわんな
- ダジャレ言うの誰じゃ？

けっせん!カードたいクレヨン
- ランナーは要らんなぁ
- プリンは栄養たっぷりん
- カナリアはかなり嫌
- 妖怪にようかい?
- 眼鏡に目がねぇ
- サルが去る
- 洒落はよしなシャレ
- ドジョウをどーじょ
- トイレに行っといれ

おやじギャグ大さくせん
ゾロリ
- カレーはかれー
- チワワにあいさつ こんちわわ
- 廊下を走ろうか
- バッターは頑張ったー
- サルが去る
- 眼鏡に目がねぇ
- 梅はうめぇ
- トイレに行っといれ
- ライスがないと辛いっす
- この本読んで、ブックラこい〜た

ガオン
- イクラはいくら？イクラはいくら？いくら？
- ドジョウをどーじょ
- シマウマをしまうな
- 校長先生絶好調！
- このミット、見っともない
- イカは安いか
- 切手よ切って
- ラクダは楽だ
- 時計はほっとけい
- 羊羹をようかんで

げきとつ!メカイシシノシシ大さくせん
- そのスズメ、前へスズメ!
- チーターが落ちーたー

じごくりょこう
- イルカはいるか？
- 茶碗にちゃわんな
- 床屋に行くとこや
- メールが読めーる
- この靴、窮屈
- 羊羹をようかんで
- モノレールにも乗れーる
- 冷し中華は冷し中か？
- ラクダは楽だ

## テレビアニメ

### かいけつゾロリ
2004年2月1日から2005年2月6日まで、メ〜テレ製作・テレビ朝日系列で放送された。全52話。
メ〜テレ日曜7:00枠では珍しくサンライズが関与しておらず、ジャンルも『ニャニがニャンだー ニャンダーかめん』以来2年4か月ぶりのファミリー向け作品だった。朝枠アニメとしては50話限定の1年限定完結のはずだったが、ダジャレを前面に出したストーリー展開が小学生の間でおやじギャグとして大受けし、異例の続編（『まじめにふまじめ かいけつゾロリ』）が作られるほどの大人気ヒット作となった。
アニメーション制作はアンバーフィルムワークス（メイン・企画および製作）と亜細亜堂（制作）だったが、ジャパン・デジタル・コンテンツ、ポプラ社、バンダイなどの出資により、特別目的会社（SPC）「株式会社ゾロリエンターテイメント」が設立され、テレビアニメ作品として異例の制作体制となった。
全シーズンを通して、前述通り原作でゾロリたちが暴力を振るったり犯罪をしようとする場面やオナラでトラブルを解決しようとする場面を除いた下品なセリフはできる限りカット・もしくは現実の法に触れないよう変更されるかわりに、いたずらが失敗しても知らず知らずのうちに彼らが周りの問題を解決してしまったり、本来のお人好しな側面が多く描写されている。

#### スタッフ
メインスタッフ
- 企画 - ゾロリエンターテイメント、坂井宏先
- 原作・ゲストキャラクターデザイン - 原ゆたか（ポプラ社「月刊プレコミックブンブン」掲載）
- チーフプロデューサー - 今井隆、林敦、藤井雅俊、小原解子
- プロデューサー - 小原麻美、池口和彦、岡村雅裕
- アシスタントプロデューサー - 原京子、清水真之介、矢尾板克之
- 助監督 - 三浦辰夫
- シリーズ構成 - 関島眞頼、錦織博、池口和彦
- キャラクターデザイン・総作画監督 - 船越英之
- 総作画監督 - 柳田義明
- セットデザイン - 梅芝五朗
- 美術監督 - 大橋由佳、東潤一
- 色彩設計 - 三笠修
- 撮影監督 - 斎藤秋男
- 編集 - 小野寺桂子
- 音響監督 - 三間雅文
- 音楽 - 田中公平
- 音楽制作 - ソニー・ミュージックエンタテインメント
- 音楽制作担当 - 篠原廣人、木村唯人
- 監督 - 錦織博
- アニメーション制作 - アンバーフィルムワークス、亜細亜堂
- 製作協力 - ジャパン・デジタル・コンテンツ、ポプラ社、アンバーフィルムワークス、亜細亜堂
- 製作 - メ〜テレ、東急エージェンシー、ゾロリエンターテイメント

各話スタッフ
- 総作画監督補 - 加来哲郎
- レイアウト - 関根昌之
- 背景 - スタジオ・イースター
- 撮影 - エースクリエーション、スタジオキャッツ、動画工房
- 設定補佐 - 小林哲也
- 録音 - 山田冨二男
- 効果 - 小山健二
- 録音スタジオ - アオイスタジオ
- 音響制作 - テクノサウンド
- 劇伴制作 - 池口和彦、斉藤裕二、當間一
- 制作デスク - 宮田聡
- 制作事務 - 石井文子

#### 主題歌
オープニング
「ハッスル」（第1話 - 第52話、第15話挿入歌）
作詞 - 藤林聖子 / 作曲 - 田中公平 / 編曲 - 根岸貴幸 / 歌 - 山寺宏一（ソニー・ミュージックダイレクト）
- 『まじめにふまじめ』第48話、映画『なぞのお宝大さくせん』では挿入歌として使用された。

エンディング
「空は青」（第1話 - 第13話）
作詞・作曲 - 鈴木哲彦 / 編曲 - 西岡和哉 / 歌 - 佐藤さんと鈴木くん
- 『まじめにふまじめ』第50話では挿入歌として使用された。

「おわりのうた」（第14話 - 第31話）
作詞 - ユキエ6 / 作曲 - ノビタ・ロバート / 歌 - ユキエ6&ノビタ・ロバート
- このエンディングのみ、イシシとノシシの全身の色が異なる。

「あかねいろ」（第32話 - 第46話）
作詞・作曲 - 鈴木哲彦 / 歌 - 佐藤さんと鈴木くん
「画用紙」（第47話 - 第52話）
作詞・歌 - 杏さゆり / 作曲 - 西寺郷太 / 編曲 - 矢野博康

#### 各話リスト
- アニメオリジナル回は太字で表記。
- 原作でのページ数が長い作品は基本的に2話完結になっているが、『ようかい大リーグ』、『きょうふのカーニバル』、『ちきゅうさいごの日』は3話完結で『てんごくとじごく』『じごくりょこう』はアニメ4話が原作2冊、『なぞのまほう少女』『まほうのへや』はアニメ5話が原作2冊にあたる。また、アニメオリジナルのストーリーは全て1話完結である（「まじめにふまじめ」以降は2〜4話完結のアニメオリジナルストーリーが存在する）。
- 2004年6月20日は「全米オープンゴルフ」中継のため、2005年1月2日は新春特別番組のため、それぞれ休止。
- 予告時のナレーションとサブタイトルの読み上げは全てゾロリが担当しているが、21話・36話の予告のみイシシとノシシが担当。
- 予告の締めは「絶対観てくれよな!」だが、16話予告のみ「絶対観てクレヨン!ニヒヒヒ」、21話・36話予告は「絶対観てくれだよ!」。

| 話数 | サブタイトル                        | 脚本       | 絵コンテ          | 演出       | 作画監督                   | 放送日        |
| ---- | ----------------------------------- | ---------- | ----------------- | ---------- | -------------------------- | ------------- |
| 1    | ドラゴンたいじ                      | 関島眞頼   | 錦織博            | 錦織博     | 川口博史                   | 2004年 2月1日 |
| 2    | 大けっとうゾロリじょう              | 関島眞頼   | 佐藤卓哉          | 根岸宏樹   | 柳田義明                   | 2月8日        |
| 3    | ママだーいすき                      | 関島眞頼   | 望月智充 三浦辰夫 | 根岸宏樹   | 芳川弥生                   | 2月15日       |
| 4    | きょうふのやかた                    | 久保田雅史 | 藤森雅也          | 松園公     | 木村文代                   | 2月22日       |
| 5    | せいなる本                          | 関島眞頼   | 三浦辰夫          | 三浦辰夫   | 伊藤秀樹                   | 2月29日       |
| 6    | まほうつかいのでし                  | 桶谷顕     | 岩崎知子          | 岩崎知子   | 市来剛                     | 3月7日        |
| 7    | 大かいぞく                          | 関島眞頼   | 奥脇雅晴          | 岩崎知子   | 芳川弥生                   | 3月14日       |
| 8    | ゆうれいせん                        | 中弘子     | 木村哲            | 白石道太   | 山崎猛                     | 3月21日       |
| 9    | チョコレートじょう                  | 吉田玲子   | 荒川眞嗣          | 佐々木皓一 | 樋口嘉法                   | 3月28日       |
| 10   | 大きょうりゅう                      | 関島眞頼   | 片渕須直          | 秦義人     | 古沢英明                   | 4月4日        |
| 11   | きょうふのカーレース                | 桶谷顕     | 木村哲            | 矢野篤     | 芳川弥生 糸島雅彦          | 4月11日       |
| 12   | きょうふのゆうえんち                | 吉田玲子   | 岩崎知子          | 岩崎知子   | 市来剛                     | 4月18日       |
| 13   | おいしいがっこう                    | 桶谷顕     | 大宅光子          | 大宅光子   | 鈴木欽一郎                 | 4月25日       |
| 14   | なぞのひこうき                      | 関島眞頼   | 三浦辰夫          | 三浦辰夫   | 柳田義明 関根昌之          | 5月2日        |
| 15   | 大かいじゅう                        | 吉田玲子   | 佐々木皓一        | 佐々木皓一 | 矢田七郎                   | 5月9日        |
| 16   | けっせん!カードたいクレヨン         | 関島眞頼   | 吉沢俊一 錦織博   | 矢野篤     | 芳川弥生                   | 5月16日       |
| 17   | おばけの花子さん                    | 桶谷顕     | 秦義人            | 秦義人     | 古沢英明                   | 5月23日       |
| 18   | きょうふのサッカー                  | 桶谷顕     | 岩崎知子          | 岩崎知子   | 市来剛                     | 5月30日       |
| 19   | つかまる!!                          | 関島眞頼   | 佐藤卓哉          | 大宅光子   | 鈴木欽一郎                 | 6月6日        |
| 20   | 大だっそう                          | 関島眞頼   | 佐々木皓一        | 廣川集一   | 柳瀬譲二                   | 6月13日       |
| 21   | イシシノシシのはじめてのおつかい    | 吉田玲子   | 福富博            | 川崎逸朗   | 鍋田香代子 石井百合子      | 6月27日       |
| 22   | ロケット大さくせん                  | 桶谷顕     | 秦義人            | 秦義人     | 古沢英明                   | 7月4日        |
| 23   | なぞのうちゅうじん                  | 桶谷顕     | 坂田純一          | 矢野篤     | 木村文代                   | 7月11日       |
| 24   | ゆめのゾロリじょう                  | 桶谷顕     | 岩崎知子          | 岩崎知子   | 市来剛                     | 7月18日       |
| 25   | フィアンセあらわる!?                | 中弘子     | 大宅光子          | 大宅光子   | 堀剛史 木場田実 鈴木欽一郎 | 7月25日       |
| 26   | なぞなぞ大さくせん                  | 中弘子     | 片渕須直          | 滝沢潤     | 吉崎誠                     | 8月1日        |
| 27   | おばけ大さくせん                    | 関島眞頼   | 坂田純一          | 秦義人     | 古沢英明                   | 8月8日        |
| 28   | 大にゅうどう大さくせん              | 関島眞頼   | 川崎逸朗          | 川崎逸朗   | 石井百合子                 | 8月15日       |
| 29   | おやじギャグ大さくせん              | 関島眞頼   | 三浦辰夫          | 楠美直子   | 木村文代                   | 8月22日       |
| 30   | ようかい大リーグ                    | 桶谷顕     | 大宅光子          | 大宅光子   | 関根昌之                   | 8月29日       |
| 31   | きょうふのまきゅう                  | 桶谷顕     | 岩崎知子          | 岩崎知子   | 市来剛                     | 9月5日        |
| 32   | ちかいのホームラン                  | 桶谷顕     | 高橋亨            | 滝沢潤     | 吉崎誠                     | 9月12日       |
| 33   | かいていゾロリじょう                | 桶谷顕     | 坂田純一          | 秦義人     | 古沢英明                   | 9月19日       |
| 34   | おたからカード大さくせん            | 池田眞美子 | 川崎逸朗          | 川崎逸朗   | 石井百合子                 | 9月26日       |
| 35   | にんじゃ大さくせん                  | 池田眞美子 | 片渕須直          | 楠美直子   | 木村文代                   | 10月3日       |
| 36   | げきとつ!メカイシシノシシ大さくせん | 関島眞頼   | 岩崎知子          | 岩崎知子   | 市来剛                     | 10月10日      |
| 37   | どっきりプロポーズ                  | 中弘子     | 佐藤卓哉          | 楠美直子   | 芳川弥生                   | 10月17日      |
| 38   | けっこんする!?                      | 中弘子     | 木村哲            | 滝沢潤     | 堀剛史 吉崎誠              | 10月24日      |
| 39   | アルバイト大さくせん                | 吉田玲子   | 秦義人            | 秦義人     | 古沢英明                   | 10月31日      |
| 40   | 大金もち                            | 吉田玲子   | 三浦辰夫          | 三浦辰夫   | 木村文代                   | 11月7日       |
| 41   | 王女さまききいっぱつ                | 桶谷顕     | 川崎逸朗          | 川崎逸朗   | 石井百合子                 | 11月14日      |
| 42   | テレビゲームききいっぱつ            | 桶谷顕     | 坂田純一          | 楠美直子   | 芳川弥生                   | 11月21日      |
| 43   | おばけイカたいじ大さくせん          | 関島眞頼   | 岩崎知子          | 岩崎知子   | 市来剛                     | 11月28日      |
| 44   | きょうふの大ジャンプ                | 中弘子     | 片渕須直          | 楠美直子   | 浦中利浩                   | 12月5日       |
| 45   | 金メダル大さくせん                  | 中弘子     | 秦義人            | 秦義人     | 古沢英明                   | 12月12日      |
| 46   | きょうふのプレゼント                | 吉田玲子   | 木村哲            | 滝沢潤     | 木村文代                   | 12月19日      |
| 47   | けっせん!ゆめの王子さま             | 吉田玲子   | 川崎逸朗 佐藤雅弘 | 川崎逸朗   | 岡辰也 石井百合子          | 12月26日      |
| 48   | きょうふのあくま                    | 桶谷顕     | 岩崎知子          | 岩崎知子   | 市来剛                     | 2005年 1月9日 |
| 49   | てんごくとじごく                    | 桶谷顕     | 坂田純一          | 楠美直子   | 芳川弥生                   | 1月16日       |
| 50   | じごくりょこう                      | 関島眞頼   | 片渕須直          | 秦義人     | 古沢英明                   | 1月23日       |
| 51   | ゾロリさいごの日!?                  | 関島眞頼   | 三浦辰夫          | 三浦辰夫   | をがわいちろを             | 1月30日       |
| 52   | そらとぶゾロリじょう                | 桶谷顕     | 木村哲            | 滝沢潤     | 吉崎誠 浦中利浩            | 2月6日        |

#### 放送局
放送日時は2004年8月中旬 - 9月上旬時点のものとする。
| 放送地域       | 放送局             | 放送時間           | 系列           | ネット状況 |
| -------------- | ------------------ | ------------------ | -------------- | ---------- |
| 中京広域圏     | メ〜テレ           | 日曜 7:00 - 7:30   | テレビ朝日系列 | 制作局     |
| 北海道         | 北海道テレビ       | 日曜 7:00 - 7:30   | テレビ朝日系列 | 同時ネット |
| 青森県         | 青森朝日放送       | 日曜 7:00 - 7:30   | テレビ朝日系列 | 同時ネット |
| 岩手県         | 岩手朝日テレビ     | 日曜 7:00 - 7:30   | テレビ朝日系列 | 同時ネット |
| 宮城県         | 東日本放送         | 日曜 7:00 - 7:30   | テレビ朝日系列 | 同時ネット |
| 秋田県         | 秋田朝日放送       | 日曜 7:00 - 7:30   | テレビ朝日系列 | 同時ネット |
| 山形県         | 山形テレビ         | 日曜 7:00 - 7:30   | テレビ朝日系列 | 同時ネット |
| 福島県         | 福島放送           | 日曜 7:00 - 7:30   | テレビ朝日系列 | 同時ネット |
| 関東広域圏     | テレビ朝日         | 日曜 7:00 - 7:30   | テレビ朝日系列 | 同時ネット |
| 新潟県         | 新潟テレビ21       | 日曜 7:00 - 7:30   | テレビ朝日系列 | 同時ネット |
| 長野県         | 長野朝日放送       | 日曜 7:00 - 7:30   | テレビ朝日系列 | 同時ネット |
| 静岡県         | 静岡朝日テレビ     | 日曜 7:00 - 7:30   | テレビ朝日系列 | 同時ネット |
| 石川県         | 北陸朝日放送       | 日曜 7:00 - 7:30   | テレビ朝日系列 | 同時ネット |
| 近畿広域圏     | 朝日放送           | 日曜 7:00 - 7:30   | テレビ朝日系列 | 同時ネット |
| 広島県         | 広島ホームテレビ   | 日曜 7:00 - 7:30   | テレビ朝日系列 | 同時ネット |
| 山口県         | 山口朝日放送       | 日曜 7:00 - 7:30   | テレビ朝日系列 | 同時ネット |
| 香川県・岡山県 | 瀬戸内海放送       | 日曜 7:00 - 7:30   | テレビ朝日系列 | 同時ネット |
| 愛媛県         | 愛媛朝日テレビ     | 日曜 7:00 - 7:30   | テレビ朝日系列 | 同時ネット |
| 福岡県         | 九州朝日放送       | 日曜 7:00 - 7:30   | テレビ朝日系列 | 同時ネット |
| 長崎県         | 長崎文化放送       | 日曜 7:00 - 7:30   | テレビ朝日系列 | 同時ネット |
| 熊本県         | 熊本朝日放送       | 日曜 7:00 - 7:30   | テレビ朝日系列 | 同時ネット |
| 大分県         | 大分朝日放送       | 日曜 7:00 - 7:30   | テレビ朝日系列 | 同時ネット |
| 鹿児島県       | 鹿児島放送         | 日曜 7:00 - 7:30   | テレビ朝日系列 | 同時ネット |
| 沖縄県         | 琉球朝日放送       | 日曜 7:00 - 7:30   | テレビ朝日系列 | 同時ネット |
| 山梨県         | 山梨放送           | 木曜 15:55 - 16:25 | 日本テレビ系列 | 遅れネット |
| 富山県         | チューリップテレビ | 火曜 16:20 - 16:50 | TBS系列        | 遅れネット |
| 島根県・鳥取県 | 山陰中央テレビ     | 火曜 16:00 - 16:30 | フジテレビ系列 | 遅れネット |

| メ〜テレ製作・テレビ朝日系列 日曜7:00 - 7:30枠 | メ〜テレ製作・テレビ朝日系列 日曜7:00 - 7:30枠 | メ〜テレ製作・テレビ朝日系列 日曜7:00 - 7:30枠            |
| 前番組                                         | 番組名                                         | 次番組                                                    |
| ---------------------------------------------- | ---------------------------------------------- | --------------------------------------------------------- |
| クラッシュギアNitro （2003.2.2 ‐ 2004.1.25）   | かいけつゾロリ （2004.2.1 ‐ 2005.2.6）         | まじめにふまじめ かいけつゾロリ （2005.2.13 ‐ 2007.1.28） |

#### DVD
- 本篇のDVDが2004年7月16日から2005年3月15日にかけて発売された。
- 全話収録のDVD-BOXが2006年11月23日発売。

### まじめにふまじめ かいけつゾロリ
本作をベースに作られた長編劇場アニメ映画『だ・だ・だ・だいぼうけん!』、『まもるぜ!きょうりゅうのたまご』、『うちゅうの勇者たち』、『ZZのひみつ』他についても、上記リンク先を参照。

### もっと!まじめにふまじめ かいけつゾロリ
本作をベースに作られた劇場アニメ映画『探検！恐竜博物館』、『ラララ♪スターたんじょう』他についても、上記リンク先を参照。

## OVA かいけつゾロリ
- 発売日：1989年11月28日

各巻リスト
- かいけつゾロリのドラゴンたいじ
- かいけつゾロリのきょうふのやかた
- かいけつゾロリのまほうつかいのでし

先述通り、後に第2弾として「だいかいぞく」から「チョコレートじょう」までの製作が発表されたが、諸事情により発売中止となった。
主題歌
- 「その名もかいけつゾロリ」：作曲・作詞：原ゆたか、歌：二又一成、稲垣悟、木津修

CD化はされていない。原作初期ではゾロリが歌う描写があった。

## 劇場版 かいけつゾロリ
『かいけつゾロリ』は、1993年7月17日に公開された短編アニメーション映画。『それいけ!アンパンマン 恐竜ノッシーの大冒険』と同時上映で、制作体制も『それいけ!アンパンマン』と共通している。映画化されたエピソードは『まほう使いのでし（まほうつかいのでし）』、『大かいぞくの宝さがし（だいかいぞく）』。ビデオは発売されたが、DVDは発売されていない。
ストーリー
「まほう使いのでし」
いたずらの修行で旅をしていたゾロリ一行は森の中で奇妙な動物たちと出会う。彼らから「悪い魔法使いに魔法をかけられて困っている。どうか、魔法使いを退治して我々を元に戻してくれ」と聞かされたゾロリは賛成する。しかし、ゾロリの目当ては魔法使い退治ではなく、魔法使いから魔法を教わることだった。様々な困難を乗り越えようやく魔法使いの城に辿り着いたゾロリたちは弟子にしてくれと頼む。こうして、ゾロリたちは魔法使いの元で毎日修行に励むことになった。
「大かいぞくの宝さがし」
魔法使いから魔法の杖を奪ったゾロリたちが海辺を歩いていると、誰かが溺れていた。ノシシが魔法で助けると、魔法はあと2回だけになってしまった。ノシシが助けた男は海賊の船長だが、泳ぎの練習をしていた最中に浮き袋に星型の穴を開けられたという。そして、ゾロリたちに「宝の在処をしっている黄金のオウムを息子のパルに渡してくれ」と頼むと息を引き取った。ゾロリたちが海賊船に向かうと海賊たちに襲われた。そこには船長代理のタイガーと船長の息子・パルがいた。ゾロリがパルに父が亡くなったことを話すとパルは悲しむが、宝の話を聞かされると父がかつて言っていた言葉を思い出し、黄金のオウムから宝の地図を出した。ゾロリも宝探しに協力すると言い、ついに宝島を見つける。しかし、タイガーは宝を独り占めしようと企てていた。
前半と後半の合間にはゾロリが観客にティッシュペーパーに花を咲かせる手品を教えるが、「ティッシュに穴を開け、芽→目が出て、葉→歯が出て、花→鼻が咲く」といったインチキなもので観客からの怒りを買い、退場させられてしまうという内容のショートアニメが流れる。
- 公開 - 1993年7月17日
- 製作年 - 1993年
- 製作国 - 日本
- 配給 - 松竹富士

スタッフ
- 製作総指揮 - 加藤俊三
- 企画 - 武井英彦
- 原作 - 原ゆたか
- 脚本 - 中村修、日吉恵
- 音楽 - 辻陽
- アニメキャラクターデザイン・作画監督 - 前田実
- 美術監督 - 大野広司
- 撮影監督 - 野村隆
- 録音監督 - 山田悦司
- 選曲 - 合田豊
- 編集 - 鶴渕和子
- プロデューサー - 伊藤響、尾崎穏通
- 監督 - 竹内啓雄
- 原画 - 平山智、桜井美知代、兵頭敬、木下勇喜、阿部純子
- 動画チェック - 江野沢柚美
- 動画 - スタジオブーメラン、アニメワールド大阪、スタジオジャム
- 色指定 - 伊藤純子
- 特殊効果 - 林好美
- 仕上 - アニメワールド大阪、スズキ動画企画、ティ・ニシムラ
- 背景 - スタジオ風雅
- 撮影 - 東現アニメルーム
- 効果 - 横山正和
- 録音スタジオ - APUスタジオ
- 整音 - 内山敬章、山本寿
- 音響制作 - オーディオ・プランニング・ユー
- 音響制作デスク - 樋口百合
- 音楽制作 - 日本テレビ音楽
- 編集 - 鶴渕編集室
- タイトル - マキ・プロ
- 文芸 - 小野田博之
- アシスタントプロデューサー - 吉岡昌仁
- 制作デスク - 佐藤由紀
- 製作 - 日本テレビ、東京ムービー

主題歌
- 「かいけつゾロリ!」
  - 作詞：朝倉京子
  - 作曲：山本梓
  - 編曲：藤原いくろう
  - 歌：神谷明

## かいけつゾロリの恐怖の花嫁作戦!!
2002年にビジュアルサイエンス研究所が制作したオリジナルビデオ。基本的に全編3Dアニメーションとなっており、後に放映されたテレビシリーズのパイロットフィルムに当たるとされ、ゾロリ、イシシ、ノシシなどの主要キャラクターの設定が一部異なる。非売品。
ストーリー
ある日、ゾロリたちが森の中を歩いていると、イシシが出したオナラの匂いで倒れてしまっていたチリドック屋を助ける。そして王女の花婿探しのための武闘大会があることを聞いたゾロリは「代わりにチリドックを売ってくる」とことをチリドック屋に約束し、イシシを連れて会場へ向かった。チリドックの販売をイシシに任せ、"ゾロタニアン伯爵"として大会に参加するゾロリだったが、実はこの大会は彼をおびき出し逮捕するために警察が仕組んだ罠だった。そして、ゾロリはイヌタクの作戦により、格闘技世界チャンピオンのドン・バッファロイと戦うことになった。
キャスト
- ゾロリ - 松本保典
- イシシ - 高木渉
- ノシシ - 高戸靖広
- イヌタク（ビデオパッケージにはイヌダ署長と記載） - 飛田展男
- ドン・バッファロイ - 石井康嗣
- チリドック屋 - 岩崎ひろし

その他キャスト
キャストおよびスタッフは全員ノンクレジット。

## ミュージカル
2002年、『かいけつゾロリ まほうつかいのでし』として初のミュージカル化。以降、全国で公演。
2021年、『かいけつゾロリ なぞのおたから大さくせん!!』が予定されていたが、新型コロナウィルス感染症の流行の影響で中止。
2022年7月からは、どちらも自粛していた公演を再開した。以降も、各地で公演。
いずれも劇団俳協と東京俳優生活協同組合による企画・製作。

### 第1作目 キャスト・スタッフ
キャスト（まほうつかいのでし）
- ゾロリ：霜田龍秋→吉高聡
- イシシ：山崎倫子→田澤さやか
- ノシシ：寺澤美央→大出あゆみ
- カバ：斎藤卓
- パンダ：こづかみと
- お姫様：三角えり奈→板垣果那
- 魔法使い：鈴木浩之

スタッフ（まほうつかいのでし）
- 原作：原ゆたか（ポプラ社「かいけつゾロリ まほうつかいのでし」より）
- 脚本：西川徹
- 演出：増田敦
- 作曲：外山和彦
- 振付：市川ともみ（旧・市川とも美）
- 美術：高橋あや子
- 照明：荒川忠昭
- 音響：岸智美
- 衣裳：山村エナミ
- 舞台監督：伍堂哲也
- 制作：ちばたもつ→ときとしおみ
- 協力：株式会社ポプラ社

### 第2作目 キャスト・スタッフ
キャスト（なぞのおたから大さくせん!!）
- ゾロリ - 吉高聡
- イシシ - 田澤さやか
- ノシシ - 大出あゆみ
- テイル - 板垣果那
- タイガー - 鈴木浩之
- 村長 - 武政直也
- 村人1 - 斎藤卓
- 村人2 - 吉盛俊平

スタッフ（なぞのおたから大さくせん!!）
- 原作　原ゆたか(ポプラ社「かいけつゾロリ おたから大さくせん 前・後編」より)
- 脚本　永井寛孝
- 演出　増田敦
- 音楽：竹田えり
- 振付：スズキ拓朗（CHAiroiPLIN／コンドルズ）
- 美術：大田創
- 照明：布谷千代子(フリーダム)
- 音響：岸智美(フリーランスオフィス)
- 衣裳：小武家香織(劇団MMC)
- 道具制作：吉川潔(アトリエ・パネンカ)
- 舞台監督：伍堂哲也
- 制作：ときとしおみ
- 協力：株式会社ポプラ社

## 舞台
2019年、『かいけつゾロリとなぞのスパイ・ローズ』として舞台化。主要キャラクターは着ぐるみで、担当声優もノンクレジット。
2020年以降も公演しているが新型コロナウィルス感染症の流行の影響で延期や中止が相次いだり、会場周辺地域の住民限定で公演するなど対策をとった。
公演期間
- 2019年9月7・8日（東京シアター1010）
- 同年9月14日（愛知安城市民会館）
- 同年9月15日（愛知アイプラザ豊橋）
- 同年9月28日（千葉成田国際文化会館）
- 同年9月29日（埼玉久喜総合文化会館）
- 同年10月5日（愛知名古屋市公会堂）
- 同年10月6日（大阪フェニーチェ堺）
- 2020年12月20日（東京かつしかシンフォニーヒルズ）※地域住民限定
- 同年12月26日（大阪貝塚市民文化会館）※地域住民限定
- 同年12月27日（福井敦賀市民文化センター 大ホール）※地域住民限定
- 2021年4月24日（東京調布市グリーンホール 大ホール）
- 同年11月13日（埼玉所沢市民文化センター ミューズ マーキーホール)
- 同年11月21日（東京東京建物 Brillia HALL）
- 同年11月27日（大阪箕面市立文化芸能劇場）
- 同年11月28日（愛知日本特殊陶業市民会館 ビレッジホール）

これ以後も各地で公演している。
登場キャラクター
- ゾロリ
- イシシ
- ノシシ
- ローズ：秋山ゆずき→倉本夏希
- ルドジ：後藤紗亜弥[注 65]
- ブルル：長友光弘（響）
- カース：伊藤浩樹
- ラース：矢野たけし
- コブル：佐藤マリン

ほか
スタッフ
- 原作：原ゆたか「かいけつゾロリなぞのスパイとチョコレート」「かいけつゾロリなぞのスパイと100本のバラ」(ポプラ社刊)
- 脚色・演出：西秋元喜
- 音楽：あじじ

## コラボアニメ
かいけつゾロリと水のおひめさま

## ゲームソフト

### PlayStation 2
PlayStation 2ソフト『かいけつゾロリ めざせ!いたずらキング』2004年4月28日発売。開発・発売はバンダイ。EyeToy専用ソフト。
声の出演
- ゾロリ（山寺宏一）
- イシシ（愛河里花子）
- ノシシ（くまいもとこ）
- ようかい先生（滝口順平）
- アーサー（保志総一朗）
- エルゼ（折笠富美子）
- ゾロリママ（玉川紗己子）
- ブルル（郷里大輔）
- 看守（高橋裕吾）

### ゲームボーイアドバンス
ゲームボーイアドバンスソフト『かいけつゾロリとまほうのゆうえんち お姫さまをすくえ!』2004年7月15日発売。開発・発売はバンダイ。

## リアル脱出ゲーム
SCRAPのリアル脱出ゲームとのコラボレーションで『かいけつゾロリと２つのおかし工場からの脱出』が開催された。キット通販型の体験型ゲームとして2021年11月30日に少年探偵SCRAP団(FC)団員先行販売され、同年12月3日に一般販売され、同年12月15日よりプレイ可能だった。

## スポンサー活動

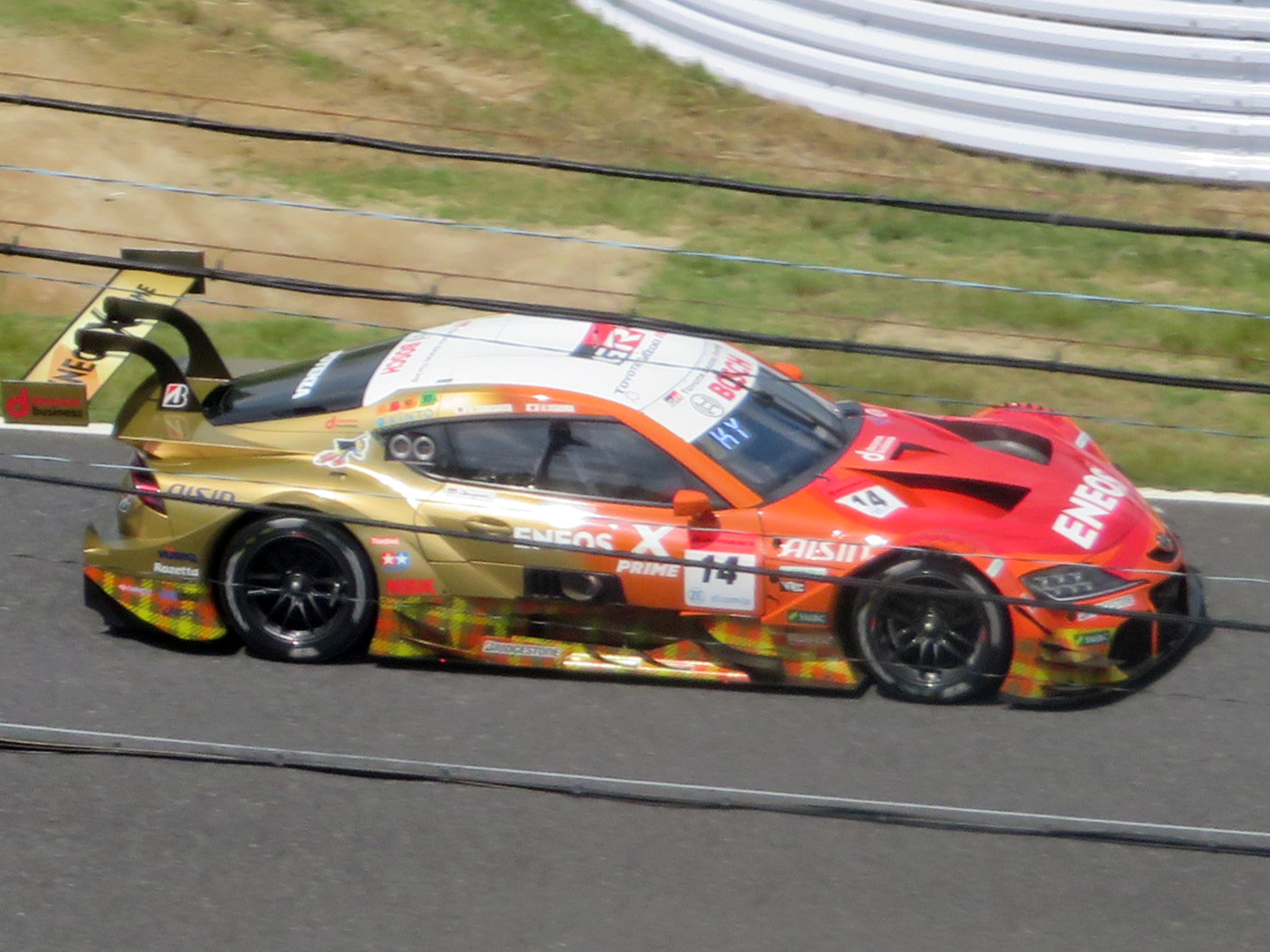
2022年鈴鹿サーキットにて。

日本一人気がある自動車レースのSUPER GTにおいて、GT500クラスに参戦するROOKIE Racingのトヨタ・GRスープラには、2022年からポプラ社がスポンサーとしてついており、リアフェンダー上部にしがみつくゾロリ・イシシ・ノシシが小さく描かれている